# Architettura barocca

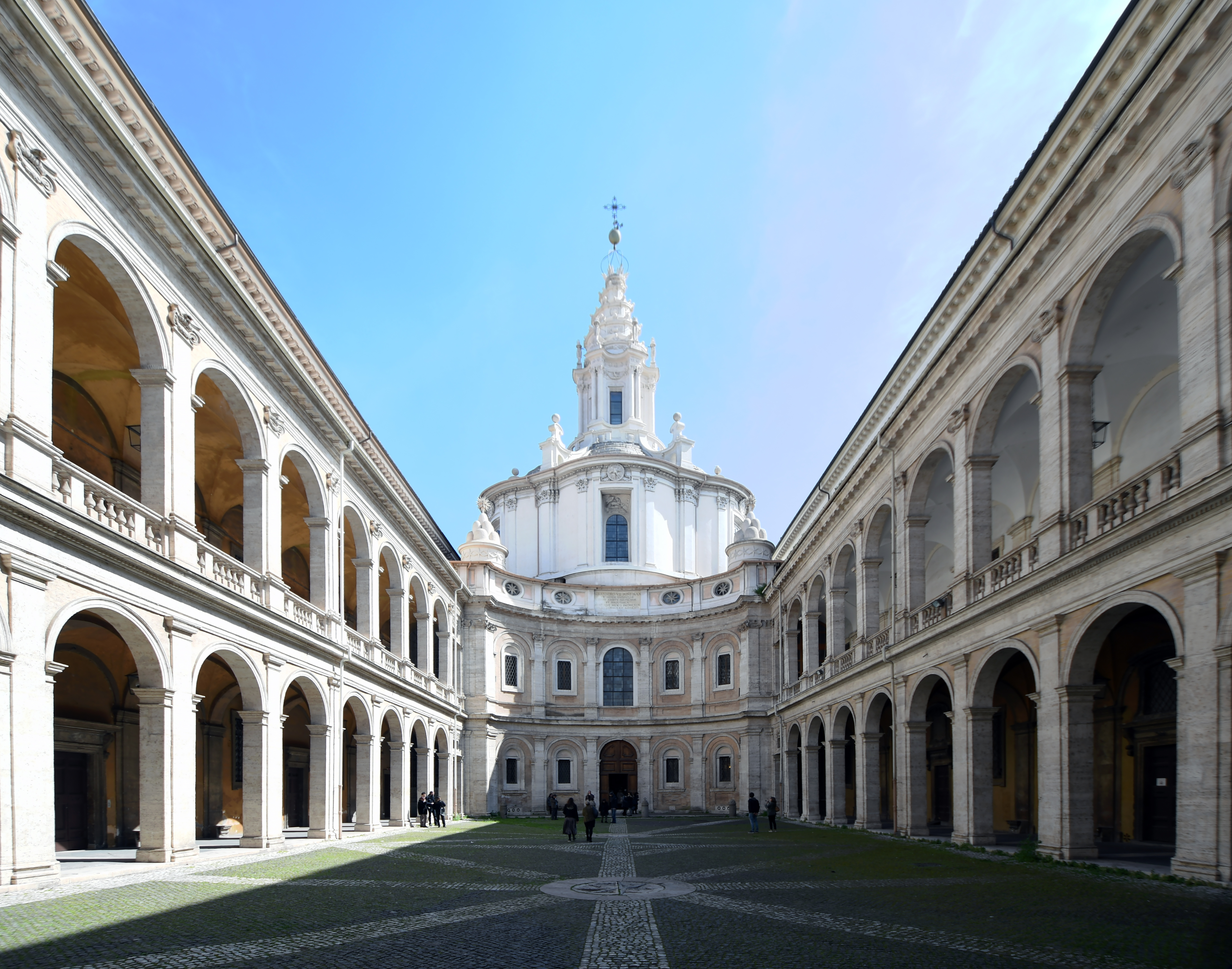
Chiesa di Sant'Ivo alla Sapienza a Roma (progetto di Francesco Borromini)

L'architettura barocca è quella fase della storia dell'architettura europea che, preceduta dal Rinascimento e dal Manierismo, si sviluppò nel XVII secolo, durante il periodo dell'assolutismo. Il termine barocco, originariamente dispregiativo, indicava la mancanza di regolarità e di ordine, che i fautori del neoclassicismo, influenzati dal razionalismo illuminista, consideravano indice di cattivo gusto.
Infatti, caratteristiche fondamentali dell'architettura barocca sono le forme plastiche, con la predilezione delle linee curve, dagli andamenti sinuosi, come ellissi, spirali o curve a costruzione policentrica, talvolta con motivi che si intrecciano tra di loro, tanto che la loro geometria può risultare quasi indecifrabile. Tutto doveva destare meraviglia e il forte senso della teatralità spinse l'architetto alla ricerca di un'opera d'arte unitaria, fondendo insieme pittura, scultura e stucco nella composizione spaziale, e sottolineando il tutto mediante suggestivi giochi di luce ed ombre.
Tuttavia questa definizione non è applicabile a tutti i paesi europei; in Francia, in Inghilterra, in diverse regioni dell'Europa settentrionale e, successivamente, persino in Italia, il Barocco fu ripreso attraverso forme derivanti dal Rinascimento e dall'architettura antica, in quello che viene definito come classicismo barocco.

## Contesto storico

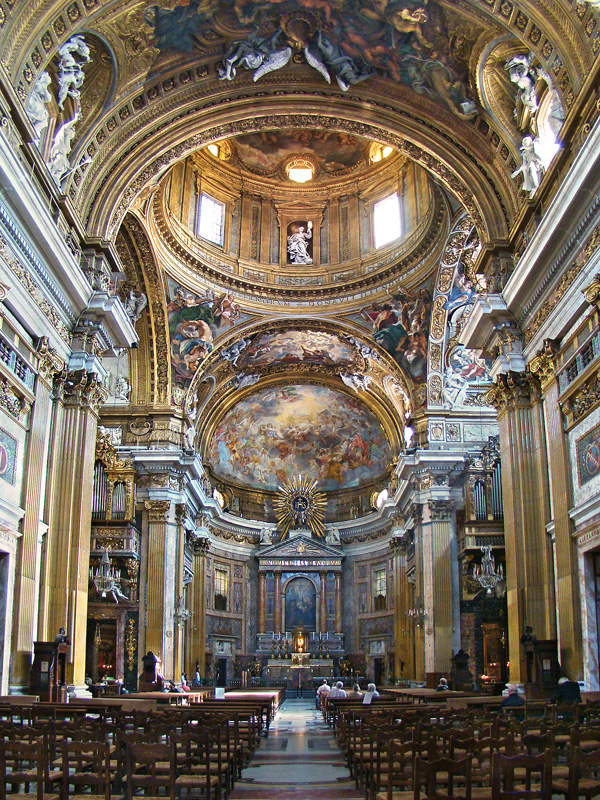
La chiesa del Gesù a Roma, punto di partenza dell'arte della Controriforma

Il Seicento fu un periodo caratterizzato da una varietà di tendenze mai sperimentate prima. La concezione del cosmo era stata completamente rivoluzionata durante il secolo precedente, mentre le divisioni maturate all'interno della Chiesa erano divenute il simbolo di una disintegrazione di un mondo unificato e assoluto. In campo artistico, il senso di dubbio e la conseguente alienazione dell'individuo avevano trovato espressione nel Manierismo.
Tra la fine del Cinquecento e l'inizio del Seicento si possono notare mutamenti nell'atteggiamento umano.
Cartesio, avendo scoperto che di tutto si poteva dubitare, arrivò alla conclusione che il dubbio rappresentava l'unica certezza; separando l'atto di dubitare da qualsiasi elemento estraneo, egli eliminava i fondamenti dello scetticismo. L'uomo tornò così a perseguire la sicurezza, scegliendo tra le alternative offerte dall'epoca; il nuovo mondo divenne "pluralistico", offrendo all'uomo una varietà di scelte e alternative, sia di carattere religioso che filosofico, economico e politico.
Mentre l'universo rinascimentale era chiuso e statico, l'atteggiamento fondamentale dell'età barocca divenne pertanto quello di appartenere ad un sistema assoluto e integrato, ma nello stesso tempo aperto e dinamico.
Favorirono questo atteggiamento i grandi viaggi di esplorazione, la scoperta di un mondo più ampio, la colonizzazione e l'evoluzione della ricerca scientifica. Ciò determinò un incremento della specializzazione delle attività umane, con la conseguente rottura del binomio arte e scienza, binomio che aveva posto le basi all'uomo universale del Rinascimento.
La distruzione del vecchio mondo culminò con la guerra dei trent'anni, che all'inizio del Seicento paralizzò buona parte dell'Europa Centrale.
In questo periodo la riforma protestante si diffuse in numerose regioni d'Europa, dando inizio allo sviluppo di diverse chiese riformate.
La conseguente Controriforma, avviata dalla Chiesa cattolica col Concilio di Trento, ebbe notevoli ripercussioni anche in campo artistico: fu promossa l'importanza didascalica delle immagini e furono fissate una serie di norme nelle arti per sottolineare la distinzione tra il clero ed i fedeli. 
Questo atteggiamento raggiunse tutte le regioni del mondo cattolico grazie all'opera dei Gesuiti e, malgrado il suo carattere rigido e difensivo, favorì lo sviluppo dell'arte barocca. Infatti, nel XVII secolo la Chiesa cattolica si avviò alla ricerca di un compromesso col potere politico, cessando di combattere contro le intromissioni della realtà storica e cercando di conciliare le questioni di fede con quelle inerenti alla vita mondana; proprio per questo il Barocco divenne uno stile atto ad esprimere sia i dogmi della fede che le frivolezze della mondanità.
Ad esempio, questa duplice espressione dell'arte barocca può essere riscontrata nelle sistemazioni urbanistiche ideate da Domenico Fontana per Roma, durante il pontificato di Sisto V: il miglioramento dei collegamenti tra le chiese più importanti della città portò alla formazione di ampie piazze ornate con obelischi e fontane, che divennero pertanto simboli di una vitalità e un dinamismo non solo religioso.

## Periodizzazione

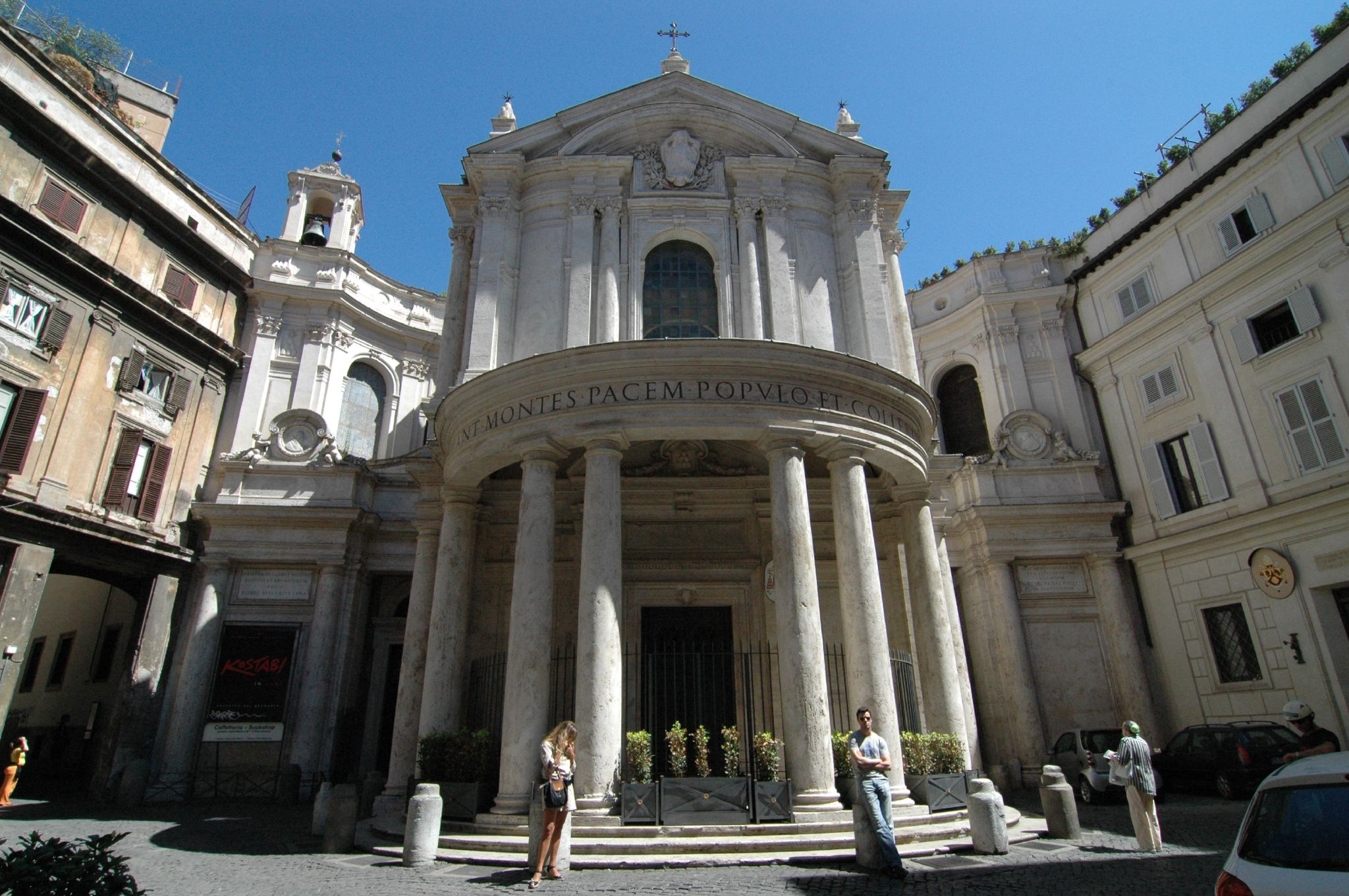
Chiesa di Santa Maria della Pace, Roma

L'architettura barocca, che si preannunzia già alla metà del Cinquecento in alcune opere di Michelangelo, si sviluppò a Roma e raggiunse i suoi massimi risultati tra il 1630 ed il 1670; da qui si diffuse nel resto della penisola e nel mondo occidentale, mentre nel XVIII secolo Roma volse di nuovo al classicismo sull'esempio di Parigi.
In Italia, il primo periodo barocco corrisponde all'attività di artisti e architetti quali Carlo Maderno, Annibale Carracci, Caravaggio, Peter Paul Rubens.
Il secondo periodo può essere ascritto a partire dal terzo decennio del Seicento, con le opere di Gian Lorenzo Bernini, Pietro da Cortona e Francesco Borromini, che resero Roma il maggior centro di attrazione artistica di tutta Europa. Più precisamente, sotto i pontificati di Urbano VIII Barberini, di Innocenzo X Pamphili e Alessandro VII Chigi il Barocco divenne uno stile internazionale che la città dei papi diffuse in tutto il mondo occidentale.
Il termine conclusivo è legato alla decadenza della Santa Sede dopo la metà del secolo, in particolar modo dopo la morte di papa Alessandro VII, nel 1667; l'estromissione di Gian Lorenzo Bernini dal progetto di ampliamento del Louvre coincise con l'inizio del declino di Roma come città-guida e l'affermazione di Parigi in questo ruolo.
In Francia la periodizzazione del Barocco non è collegata all'opera di singoli artisti, ma si deve alla politica culturale di Luigi XIV, che portò ad identificare questo stile con il nome del sovrano.
Vale la pena ricordare, inoltre, che verso la fine del Seicento la revoca dell'editto di Nantes causò la migrazione di numerosi Ugonotti francesi nei Paesi Bassi e in Inghilterra: nel primo caso ciò pose fine all'autonomia della scuola locale, sviluppatasi alcuni decenni prima con l'ascesa politica e culturale di Amsterdam; nel secondo caso, la migrazione francese coincise con una svolta in senso barocco dell'architettura inglese.
L'influenza del Barocco non si limitò al solo XVII secolo; infatti, all'inizio del Settecento si affermò il Rococò, che pur non essendo una semplice continuazione del primo, può essere inteso come l'ultima fase del Barocco.

## Caratteristiche

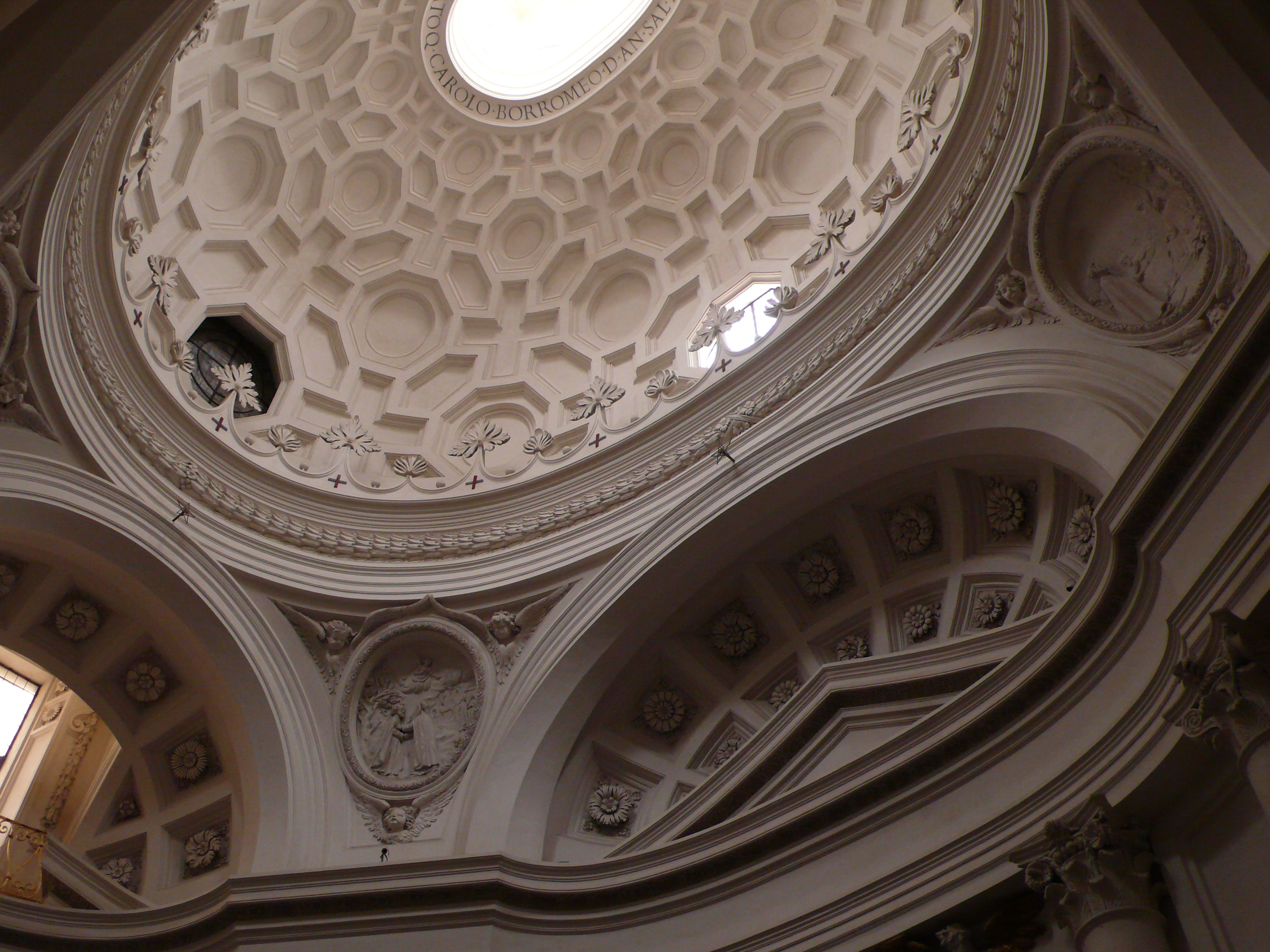
Interpenetrazione dello spazio nella chiesa di San Carlino, Roma

Contrariamente alle tesi secondo cui il Barocco fu generato dal Manierismo, diversi studi sostengono che fu invece il tardo Classicismo a dare inizio al nuovo stile. Infatti, l'architettura manierista non fu abbastanza rivoluzionaria per mutare radicalmente, in senso spaziale e non solo a livello della superficie decorativa, gli stilemi dell'antichità ai fini popolari e retorici del clima controriformistico; in altre parole, il Manierismo non corrispondeva alle esigenze artistiche della Controriforma, poiché mancava di quei caratteri di chiarezza, realismo e intensità emotiva richiesti dalla Chiesa del tardo Cinquecento.
Già nel XVI secolo, Michelangelo Buonarroti aveva preannunciato il Barocco nelle forme colossali e massicce della cupola della Basilica di San Pietro a Roma; anche le alterazioni delle proporzioni e le tensioni espresse dallo stesso architetto nel vestibolo della Biblioteca Laurenziana e l'aggiunta del massiccio cornicione al palazzo Farnese avevano suscitato all'epoca reazioni, proprio per l'alterazione in senso drammatico delle proporzioni classiche. Ciononostante, in altre opere Michelangelo aveva ceduto alle influenze della corrente manierista.
Quindi, fu solo quando il Manierismo volse al termine che fu riscoperto Michelangelo quale padre del Barocco.
Caratteristiche fondamentali del Barocco sono le forme plastiche, la predilezione per le linee ricurve, anche in pianta, le composizioni spaziali complesse, l'impiego di pittura, scultura e stucco nella composizione architettonica, il sapiente uso della luce naturale, l'accentuazione scenografica, e l'uso di specchi e materiali preziosi.
Il Barocco, tuttavia, non si limitò a rivedere con nuovo gusto schemi antichi, ma creò una nuova concezione spaziale, con l'interpenetrazione tra le parti derivante da una visione spaziale unitaria, di cui sono esempi significativi la chiesa di San Carlo alle Quattro Fontane e Sant'Ivo alla Sapienza del Borromini, o, ancora, il Santuario dei Quattordici Santi di Johann Balthasar Neumann. In proposito, lo storico dell'arte Bruno Zevi ha definito il Barocco come liberazione spaziale, liberazione mentale dalle regole dei trattatisti, dalle convenzioni, dalla geometria elementare e dalla staticità, è liberazione dalla simmetria e dall'antitesi tra spazio interno e spazio esterno.

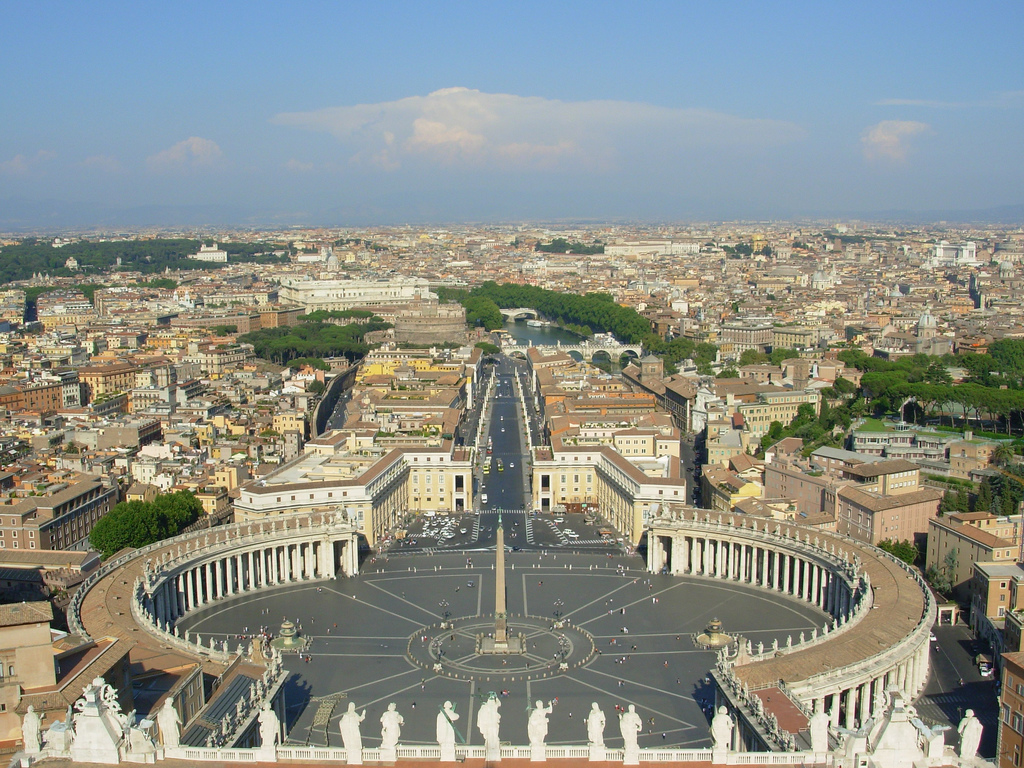
Piazza San Pietro, Roma

Il XVII secolo propose comunque molteplici sistemi di tipo religioso, filosofico e politico; non è possibile, pertanto, conservare un concetto unitario di architettura barocca. Nonostante ciò, tutti i sistemi barocchi ebbero in comune il fatto di operare attraverso la "persuasione", la "partecipazione", il "trasporto", che si tradussero in termini di centralizzazione, integrazione ed estensione spaziale.

## Temi dell'architettura barocca

### Urbanistica
Nel 1585 papa Sisto V avviò i lavori per la trasformazione urbana di Roma, dando incarico a Domenico Fontana di collegare i principali edifici religiosi della città per mezzo di grandi assi stradali rettilinei. Il piano, che aveva il compito di enfatizzare il ruolo di Roma come città santa, gettò le premesse per una serie di analoghe trasformazioni in diversi centri europei.
Pertanto, alle planimetrie centralizzate e chiuse delle città ideali rinascimentali, si contrappose la concezione barocca della città capitale, più dinamica e aperta verso i propri confini, ma al contempo punto di riferimento per l'intero territorio.
È nel disegno della città che l'arte barocca innova davvero. Il Rinascimento italiano iniziò con una riconsiderazione della pianificazione urbanistica, ma lo fece entro i margini della città medievale "chiusa". Il barocco, a sua volta, “apre”. Esse apre la città concepita come spazio sistematizzato, avanza su infinite prospettive, concepisce la capitale come un centro di forze che si irradiano ben oltre i suoi limiti. Non è escluso che la rivoluzione copernicana e poi quella newtoniana che poi si imposero, abbiano influenzato le menti dei governanti, così come degli architetti e urbanisti.
A Roma, i centri focali del panorama urbano vennero sottolineati mediante l'uso di antichi obelischi egizi e alte cupole; a Parigi invece i nodi del sistema viario furono definiti per mezzo di piazze simmetriche, incentrate attorno alla statua del sovrano.
In generale, la piazza barocca cessò la sua tradizionale funzione civica e pubblica, per divenire mezzo di esaltazione dell'ideologia politica o religiosa, come nel caso delle cosiddette places-royales francesi (ad esempio la Place Dauphine e la Place des Vosges) e di piazza San Pietro a Roma.

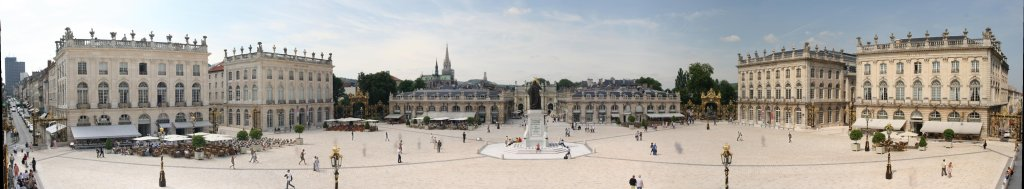
La place Stanislas di Nancy

Più modesta, ma non meno rappresentativa, la place Stanislas di Nancy testimonia la fedeltà al re di Francia, la cui statua fu inizialmente eretta al centro, di fronte a un arco di trionfo in sua gloria. La piazza che unisce le due città sviluppa un nuovo asse strutturante della città, ciascuna estremità del quale è ornata da un arco in onore del duca-re e di sua moglie. La piazza era destinata a diventare cuore e centro della città, dove sarebbero stati raccolti tutti gli uffici amministrativi, e luogo di cerimonie e feste popolari all'incrocio dei due assi principali cittadini.

### Chiese
Il punto di partenza dell'architettura legata alla Controriforma può essere ricercato nella chiesa del Gesù in Roma, costruita a partire dal 1568 su progetto del Vignola.
L'edificio, che rappresenta una sintesi tra architettura rinascimentale, manierista e, naturalmente, barocca, soddisfaceva pienamente le esigenze controriformistiche: infatti, la disposizione longitudinale della pianta, con una sola grande navata, permetteva di accogliere il maggior numero di fedeli, mentre la pianta a croce latina con numerose cappelle laterali rappresentava un ritorno a quella tradizione auspicata durante il Concilio di Trento.

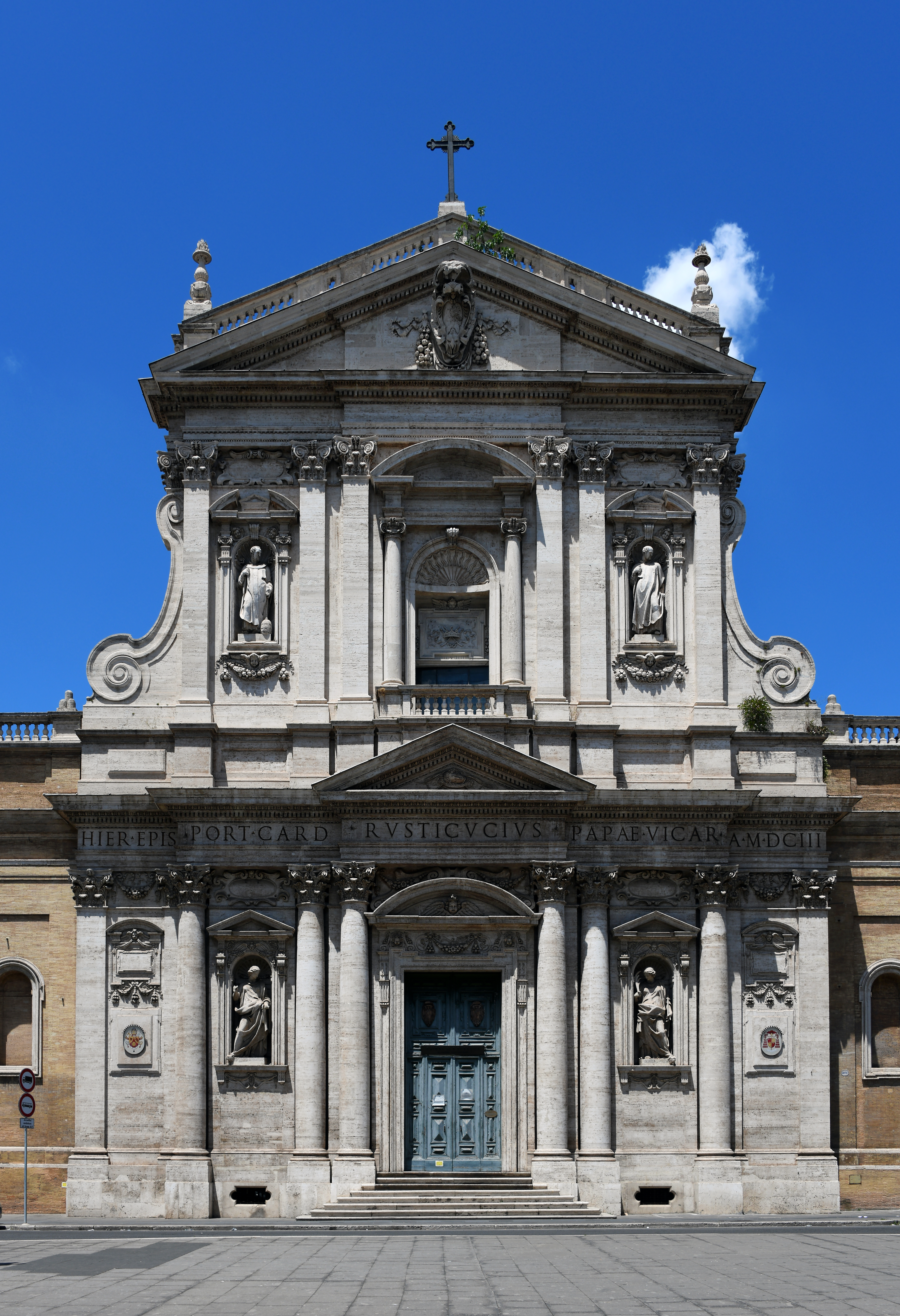
Santa Susanna, Roma

Nella chiesa del Gesù la presenza di una cupola sottolinea la centralità dello spazio verso il fondo della navata e lascia presagire la ricerca di un'integrazione tra gli schemi longitudinali e quelli centralizzati derivati da San Pietro in Vaticano. Anche la facciata, costruita su progetto di Giacomo della Porta, sembra anticipare i temi più marcatamente barocchi, riscontrabili ad esempio nei prospetti di Santa Susanna e Sant'Andrea della Valle.
Lo sviluppo dell'architettura della chiesa barocca è basato sugli stessi principi di integrazione tra gli schemi longitudinali e quelli centralizzati, nonché sul desiderio di rendere la chiesa parte dello spazio urbano circostante.
Se gli architetti manieristi alterano l'impaginazione rigorosa delle facciate rinascimentali aggiungendovi temi e decorazioni caratterizzati da un raffinato e oscuro intellettualismo, senza modificare la logica planimetrica e strutturale delle facciate negli edifici, gli architetti barocchi modificano quell'architettura sia nelle piante, sia nelle partiture di facciata, in funzione di una concezione spaziale nuova. Le facciate delle chiese non costituiscono più la terminazione logica della sezione interna, ma divengono un organismo plastico che segna il passaggio dallo spazio interno alla scena urbana.
Pertanto, lo spazio interno, spesso definito da ellissi, viene continuamente modellato attraverso il movimento degli elementi spaziali, differenziandosi totalmente dalla concezione rinascimentale, che invece prevedeva un susseguirsi uniforme di elementi disposti in simmetria tra loro.
Per quanto concerne gli schemi planimetrici, oltre agli impianti derivati dal tradizionale schema basilicale, l'età barocca prevede due tipologie fondamentali di schemi centralizzati: le chiese longitudinali centralizzate e le chiese a pianta centrale allungata.

### Palazzi

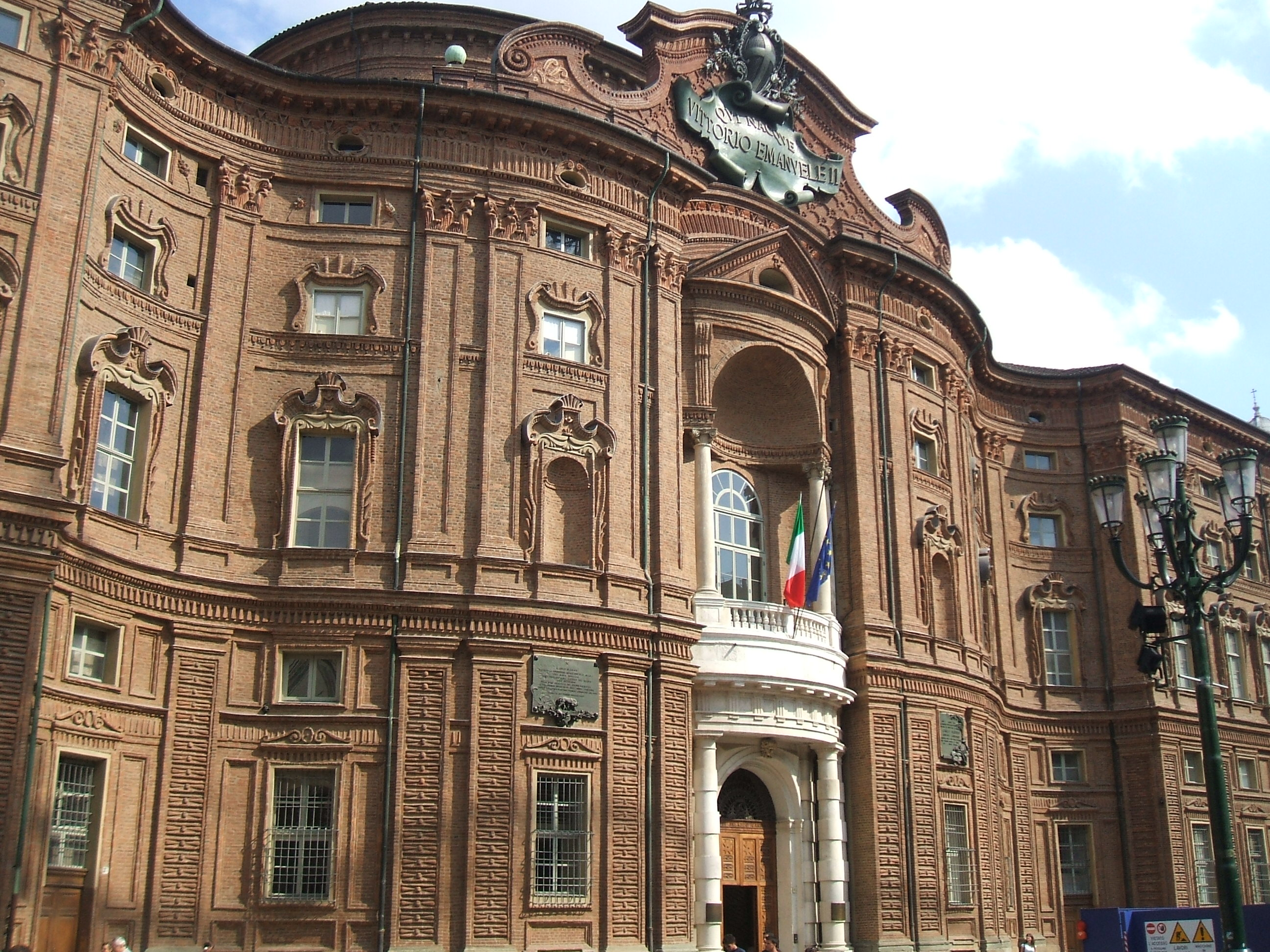
Palazzo Carignano, a Torino

Nell'architettura civile occorre distinguere due tipi di abitazione nobiliare: il palazzo di città e la villa di campagna.
Il palazzo italiano, seppur con alcune varianti regionali, rimase fedele alla tipologia residenziale del Rinascimento, con un corpo edilizio chiuso attorno a una corte interna.
Generalmente i prospetti principali furono dotati di avancorpi e decorati mediante l'impiego di colonne giganti. Si registra inoltre l'estensione dell'asse di simmetria anche all'interno dell'edificio, dove si aprono il vestibolo e la corte centrale; ad esempio, l'asse longitudinale introdotto in palazzo Barberini, a Roma, contribuisce alla definizione della pianta e ne sottolinea il rapporto con l'ambiente esterno.
Peraltro, questo palazzo costituisce un punto di svolta nella tipologia delle residenze all'italiana: la pianta è ad H, con un profondo atrio che si riduce costantemente in larghezza fino ad immettere in una sala ellittica, centro nodale dell'intera costruzione.

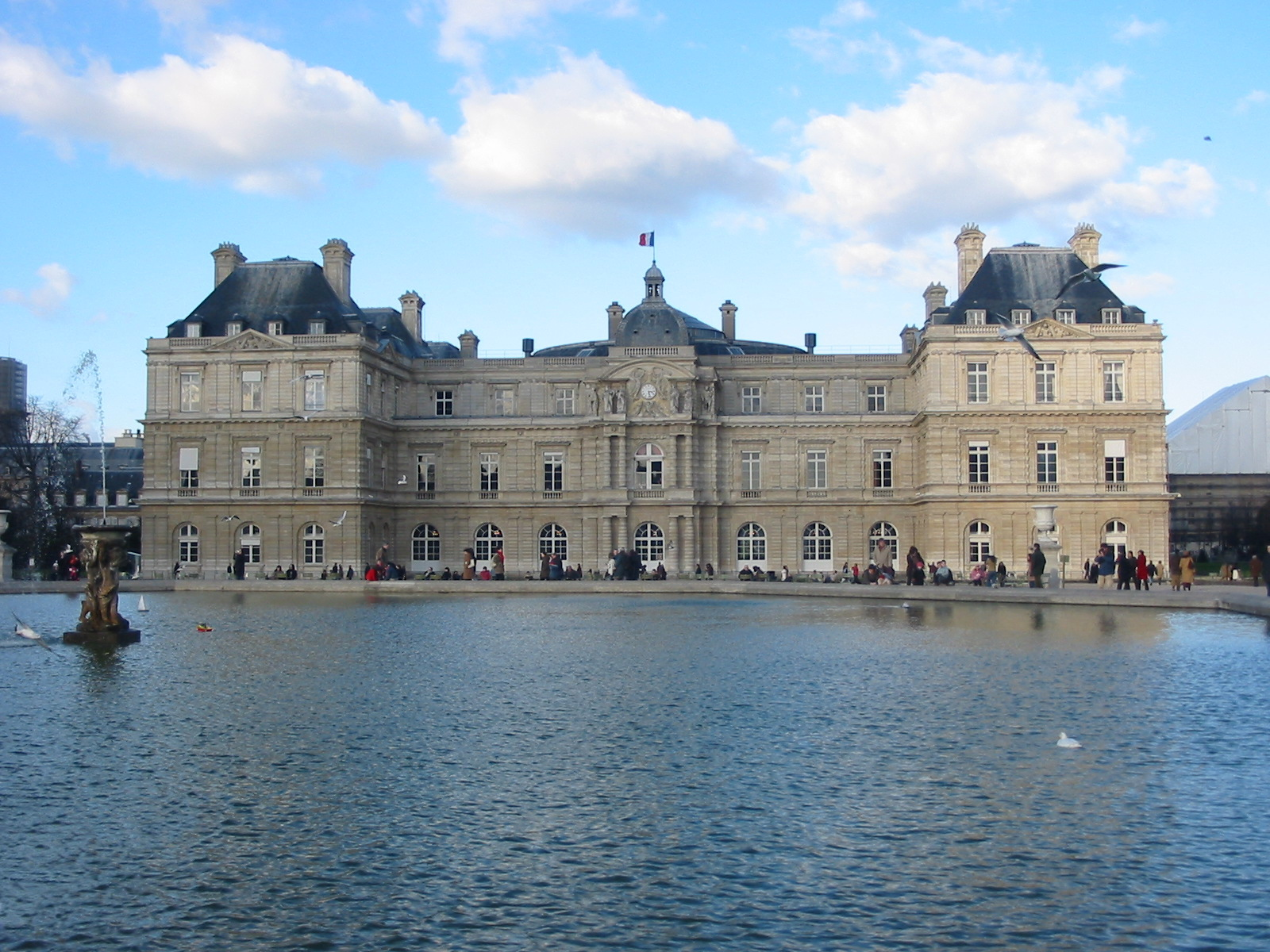
Palazzo del Lussemburgo, a Parigi

Invece, l'abitazione urbana della nobiltà francese, denominata hôtel, si richiamava allo schema delle corti medioevali; infatti, il clima rigido richiedeva una maggiore esposizione al sole degli ambienti ed impose l'adozione di planimetrie più articolate, definite mediante la costruzione di pronunciate ali laterali.
Il corpo principale è arretrato rispetto alla strada ed è preceduto dalla cour d'honneur, uno spazio aperto verso l'esterno, ma che al contempo separa la residenza dalla città.
Riconducibile a questo schema è il palazzo del Lussemburgo, realizzato da Salomon de Brosse a partire dal 1617; qui, a differenza di altri edifici, i padiglioni angolari non furono destinati ad ospitare locali di servizio, ma contenevano appartamenti veri e propri ad ogni piano.
In Francia notevole fu pure lo sviluppo delle dimore di campagna (i castelli), che portò alla realizzazione di complessi assai estesi, verso i quali convergevano le principali direttrici viarie. Tra questi si ricordano il Castello di Maisons-Laffitte (1642-1646), opera di François Mansart, quello di Vaux-le-Vicomte (1656-1661), progettato da Louis Le Vau e, naturalmente, il Castello di Versailles, simbolo dell'assolutismo francese, i cui lavori di ricostruzione furono avviati dallo stesso Le Vau per volontà di Luigi XIV.

## Nascita e diffusione del Barocco nel XVII secolo

### Italia

#### Roma
(Heinrich Wölfflin, Rinascimento e barocco, Milano.)

##### Chiese
Alla fine del XVI secolo Roma divenne il centro di sviluppo dell'architettura legata alla Controriforma ed esercitò la sua influenza in tutto il mondo cattolico.
Le premesse all'affermazione dello stile barocco si riscontrano già nelle opere di Giacomo Della Porta (1533-1602), che innalzò la facciata della chiesa del Gesù negli ultimi decenni del Cinquecento.

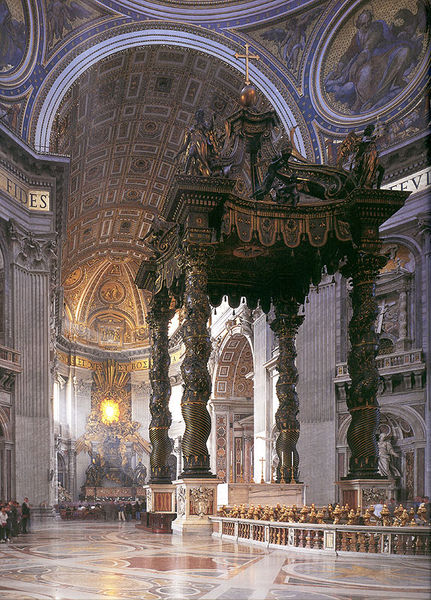
Baldacchino di San Pietro

Pochi anni dopo, nel 1603, fu ultimata la facciata della chiesa di Santa Susanna, progettata da Carlo Maderno (1556-1629) e solitamente ritenuta il "primo esempio pienamente realizzato di architettura barocca"; malgrado l'impianto spaziale risulti ancora manieristico, L'esordio come architetto del Maderno va ricercato nelle opere eseguite per il cardinale Anton Maria Salviati, come il compimento della chiesa di San Giacomo in Augusta, la cui cupola con contrafforti mostra il rigore tecnico acquisito nel tirocinio a fianco dello zio Domenico Fontana. Santa Susanna fu invece il primo grande impegno della sua carriera. Qui Maderno rafforzò l'asse centrale mediante l'uso graduale di pilastri, semicolonne e colonne verso la parte centrale dell'edificio, accentuando così la plasticità già emersa nell'opera del Della Porta. Rispetto al Della Porta e alla facciata della chiesa del Gesù, la novità sostanziale sta nell'aver esteso l'uso delle colonne al primo ordine di tutta la zona centrale e di averlo sostituito, al livello superiore, con una serie di paraste. Nel complesso, si trattava di un salto notevole rispetto all'accademica freddezza in voga fino allora ed evidente, ad esempio, nella facciata di San Girolamo dei Croati, opera realizzata da Martino Longhi il vecchio intorno al 1588-89.
In questo contesto, numerose facciate furono innalzate con il medesimo fine propagandistico, alcune con risultati assai particolari, come nel caso della chiesa dei Santi Vincenzo e Anastasio, di Martino Longhi il Giovane (1602-1660), dove numerose colonne si concentrano nella parte centrale del prospetto.
Lo stesso Maderno fu incaricato di prolungare un braccio della Basilica di San Pietro, al fine di rendere la chiesa idonea ad accogliere un maggior numero di fedeli; anche in questo caso, la facciata (1608-1612), una delle opere più discusse della storia dell'architettura, mostra una maggiore intensità plastica verso il centro.
Una nuova impostazione, basata sulla trasformazione delle forme piuttosto che sull'applicazione di elementi decorativi, si ebbe con l'affermazione di Gian Lorenzo Bernini (1598-1680), Francesco Borromini (1599-1667) e Pietro da Cortona (1596-1669).

Pianta di Sant'Andrea al Quirinale

Bernini fu il dominatore per mezzo secolo della cultura artistica romana.
Il Baldacchino di San Pietro (1624-1633), dopo i limiti e le incertezze emersi nel restauro della chiesa di Santa Bibiana, costituisce il vero inizio della sua carriera. Esso, tuttavia, non rappresenta un improvviso punto di svolta, ma un graduale percorso autocritico che si prolunga in quasi un decennio di lavori.
Bernini definì i sostegni del Baldacchino con quattro colonne tortili le quali, pur non essendo una novità assoluta nel panorama architettonico romano, si differenziavano nettamente dal disegno dei pilastri della basilica vaticana, facendo del ciborio il punto focale dell'intera costruzione. La novità principale sta comunque nel coronamento, alla cui definizione è documentato anche l'apporto del Borromini, con quel leggero groviglio di volute che, a buon diritto, può considerarsi il manifesto dell'architettura barocca.
Alcuni decenni più tardi, a partire dal 1658, il medesimo architetto realizzò la piccola chiesa di Sant'Andrea al Quirinale, con una pianta ovale fortemente dilatata e caratterizzata dalla presenza di numerose cappelle ricavate nel muro perimetrale; una cupola, poco evidente all'esterno, poggia sulla trabeazione che si snoda al di sopra degli invasi laterali.
Il tema dell'ovale, adottato da Bernini anche nella scomparsa cappella dei Re Magi (1634) e nella piazza San Pietro (conclusa nel 1667), avrebbe dovuto essere ripreso pure da Carlo Rainaldi (1611-1691) nella chiesa di Santa Maria in Portico in Campitelli, ma, al momento della costruzione, la navata ellittica fu mutata in uno spazio biassiale, privo di curve, con una serie di cappelle che si restringono fino alla zona absidale. In particolare, al corpo anteriore della chiesa fu unito un santuario coperto da cupola circolare, secondo uno schema in uso nell'Italia settentrionale che, tuttavia, non ebbe seguito a Roma. L'andamento frastagliato della navata, evidenziato dalla presenza di colonne e pilastri sui quali è impostata la trabeazione, si ripete anche nella facciata principale, dove emergono ancora, in una successione di edicole, colonne addossate a pilastri.
La ricerca di spazi ricavati all'interno della muratura perimetrale è evidente nella chiesa dell'Assunta, ad Ariccia, una cittadina ubicata nei dintorni di Roma. Il progetto, sempre del Bernini, fu messo in opera nei primi anni sessanta del secolo; rispetto a Sant'Andrea al Quirinale, la pianta qui è circolare ed è affiancata all'esterno da due propilei posti al termine di un corridoio che circonda la parte posteriore della costruzione. Se la figura in pianta mostra un'intavolatura classicheggiante, riferibile ai modelli bramanteschi o al Pantheon di Roma, all'esterno l'invenzione barocca si manifesta nella disposizione urbana del complesso, con il corridoio anulare che rappresenta un esterno ed un interno al tempo stesso, e con il volume della chiesa che "genera a vista la sua fascia spaziale, che non è di contenimento, come nel Borromini, ma di misurata, controllata espansione".

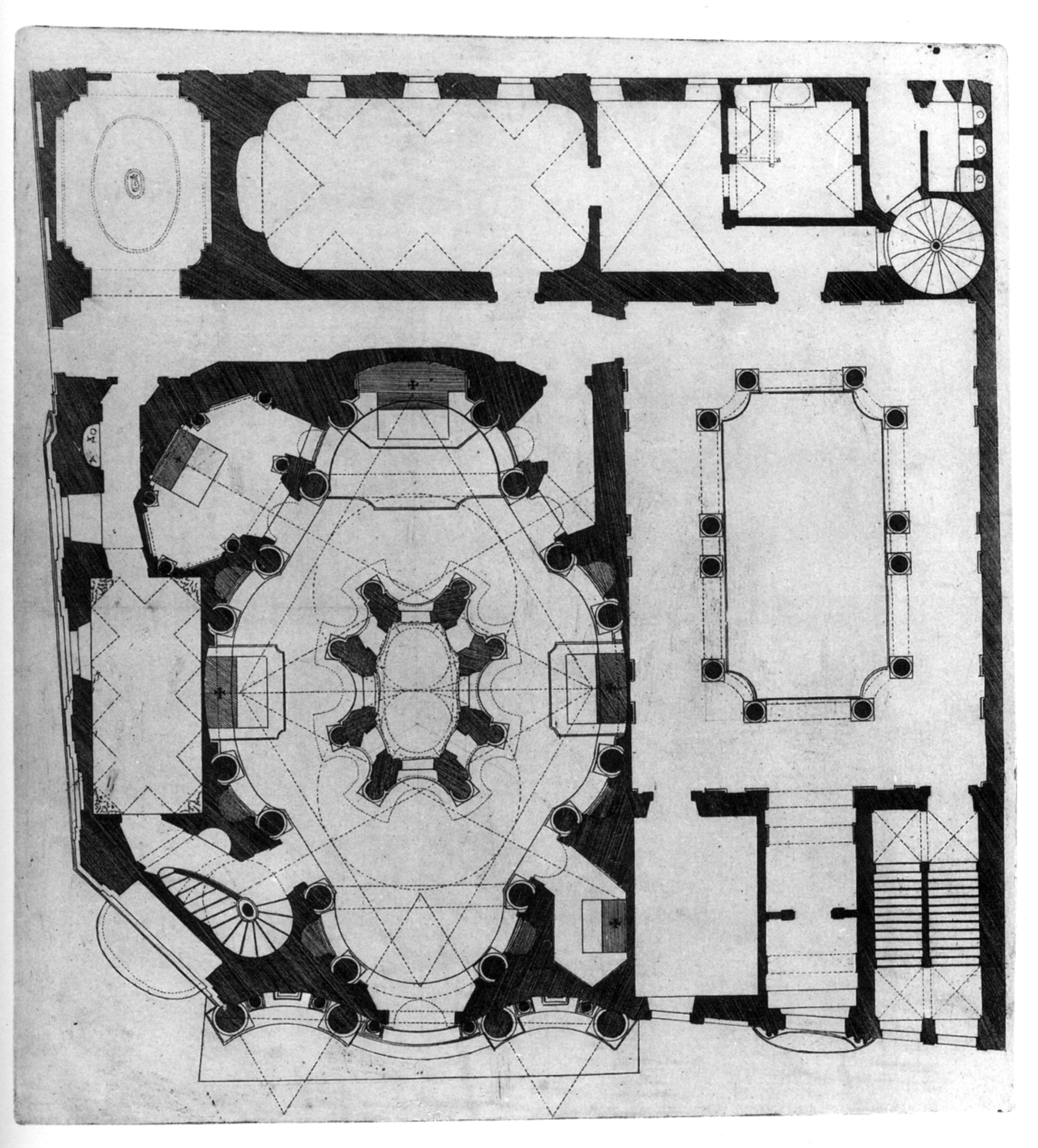
Planimetria della chiesa di San Carlo alle Quattro Fontane con il convento e il chiostro

Tuttavia, è nella chiesa di San Carlo alle Quattro Fontane del Borromini che il tema degli spazi ricavati nel perimetro dell'edificio raggiunge il suo apice. Questa chiesa, così piccola che potrebbe stare all'interno di un pilastro della basilica vaticana, fu cominciata nel 1638 in un lotto di ristrette dimensioni dove, oltre al luogo di culto vero e proprio, si inserivano anche il chiostro e l'attiguo convento. La pianta di San Carlino è riconducibile all'ovale, con pareti concave e convesse che si alternano fino a formare delle cappelle laterali. La cupola presenta una base ovale ed è incisa da un profondo cassettonato nel quale si alternano forme diverse; il raccordo tra la cupola e il corpo dell'edificio è realizzato per mezzo di quattro pennacchi che poggiano sulla trabeazione. Il movimento ondulatorio dei muri e il ritmico alternarsi a forme sporgenti e rientranti danno luogo a un palpitante organismo plastico, la cui forma viene sottolineata dall'assenza di sontuose decorazioni.
Nella facciata, iniziata solo negli ultimi anni di vita del Borromini, si evidenzia ancora la ricerca di un intenso dinamismo, con superfici sinuose disposte su due ordini: la parte inferiore è caratterizzata da una successione di superfici concava - convessa - concava; quella superiore si articola su tre parti concave, di cui la centrale ospita un'edicola convessa.

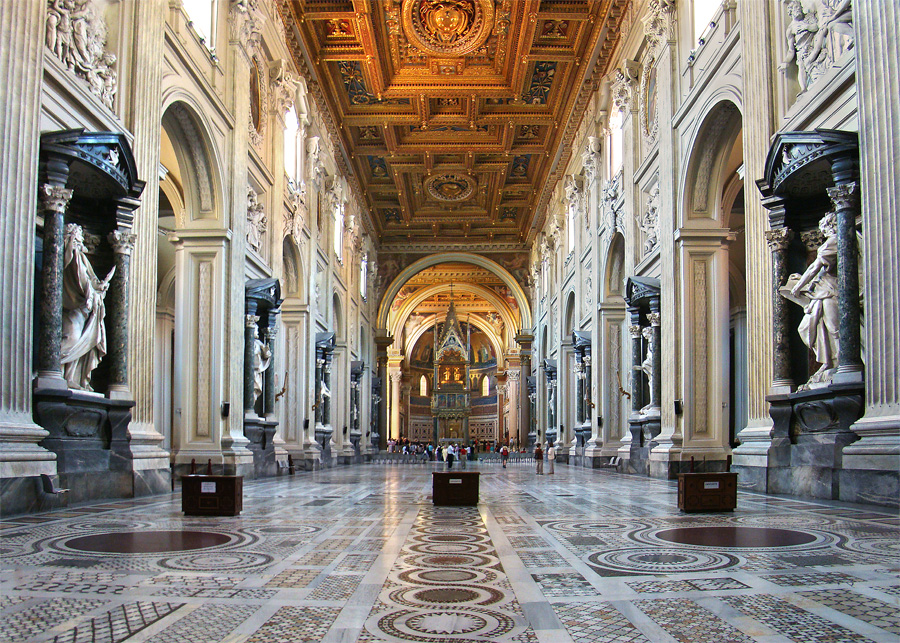
Interno di San Giovanni in Laterano

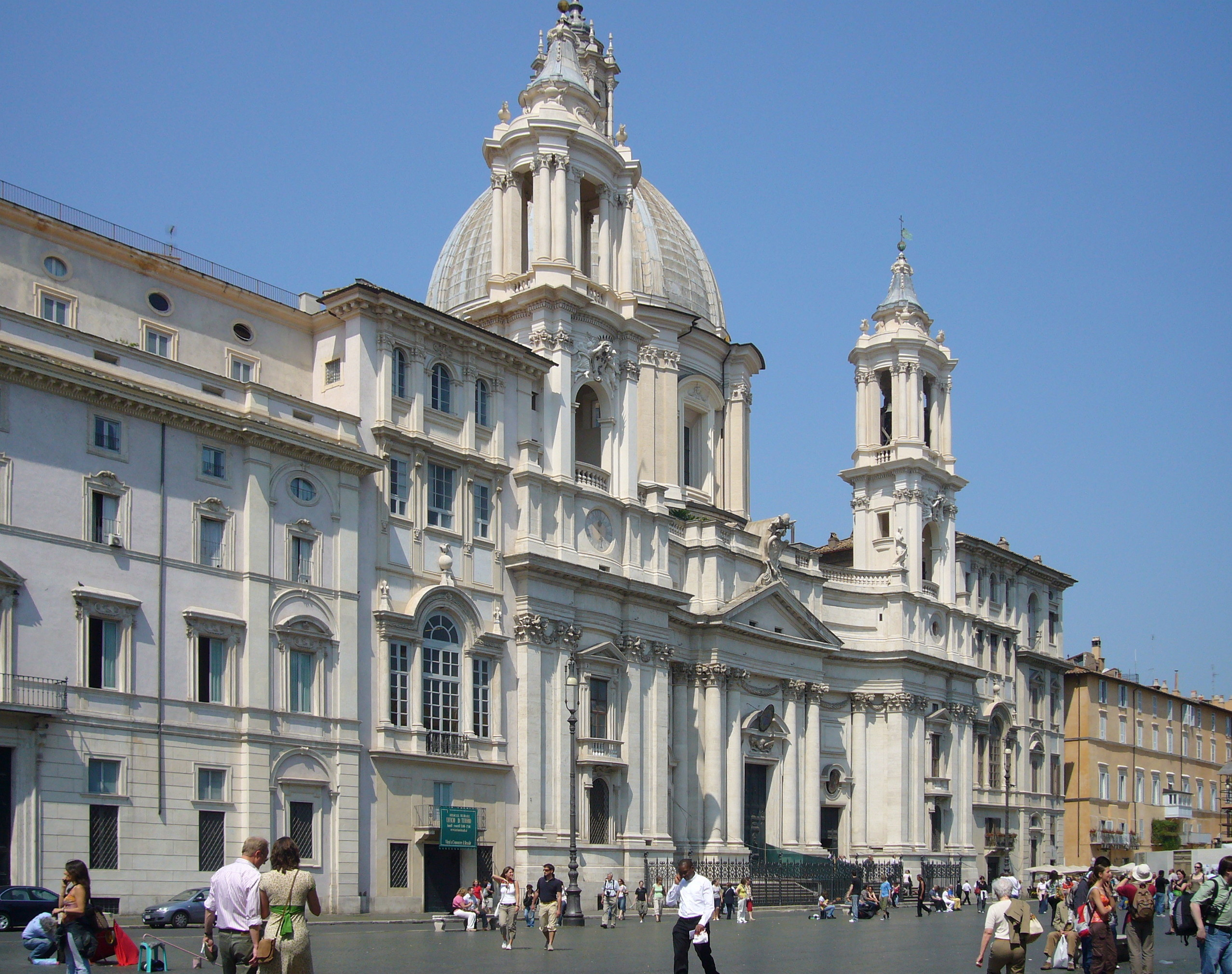
Chiesa di Sant'Agnese in Agone

Borromini fu impegnato in diversi cantieri di Roma: realizzò l'Oratorio dei Filippini (la cui facciata, ricca di concavità e convessità, è una felice fusione tra un palazzo e una chiesa), la chiesa di Santa Maria dei Sette Dolori (incompleta) e, a partire dal 1642 iniziò quello che può essere considerato il suo capolavoro, la chiesa di Sant'Ivo alla Sapienza. Direttamente collegata a San Carlo alle Quattro Fontane, la chiesa della Sapienza fu posta a chiusura di un cortile preesistente progettato dal Della Porta. La pianta, generata essenzialmente dall'intersezione di due triangoli equilateri contrapposti, è coronata in alzato da una cupola con una lanterna conclusa a spirale; l'impianto di Sant'Ivo, ancora una volta plasmato attraverso l'uso di concavità e convessità, è uno dei più unitari della storia dell'architettura, anche se, proprio per la sua audacia, non trovò analoghe applicazioni nelle opere dei contemporanei.
Il medesimo architetto, su incarico di papa Innocenzo X, intervenne anche nel restauro della grande Basilica di San Giovanni in Laterano; Borromini mantenne la struttura originaria, inglobando le colonne delle navate all'interno di larghi pilastri, mentre la prevista copertura a volta non fu realizzata. Secondo la critica, malgrado il progetto non sia stato eseguito per intero, "San Giovanni in Laterano possiede una delle più belle navate che esistano": l'integrazione degli spazi è accentuata dalle larghe aperture che corrono lungo la navata, mentre le navate laterali sono costituite da piccole unità centralizzate, con angoli concavi che proseguono anche nelle volte.
Pochi anni dopo lavorò alla chiesa di Sant'Agnese in Agone, cominciata da Girolamo Rainaldi (1570-1655) e dal figlio Carlo nel 1652, realizzando uno dei prospetti più classicheggianti della sua produzione artistica; l'edificio, alla cui costruzione subentrò nuovamente Carlo Rainaldi, risulta una delle opere più significative dell'epoca poiché ebbe una notevole influenza in ambito internazionale. La pianta è una croce greca che si fonde con l'invaso circolare sormontato da una grande cupola; si tratta di una revisione barocca della pianta centrale per San Pietro. L'invenzione del Borromini risiede nella facciata, dove arretrò il fronte principale al fine di ottenere un andamento concavo saldamente connesso al tamburo convesso della cupola; estese quindi il prospetto ai palazzi laterali, in modo da edificare due torri campanarie caratterizzate da un progressivo andamento frastagliato verso la sommità. Analoghe invenzioni si ritrovano peraltro nel campanile di Sant'Andrea delle Fratte (opera incompiuta sempre del Borromini), che si conclude con una sorta di lanterna a pianta circolare.

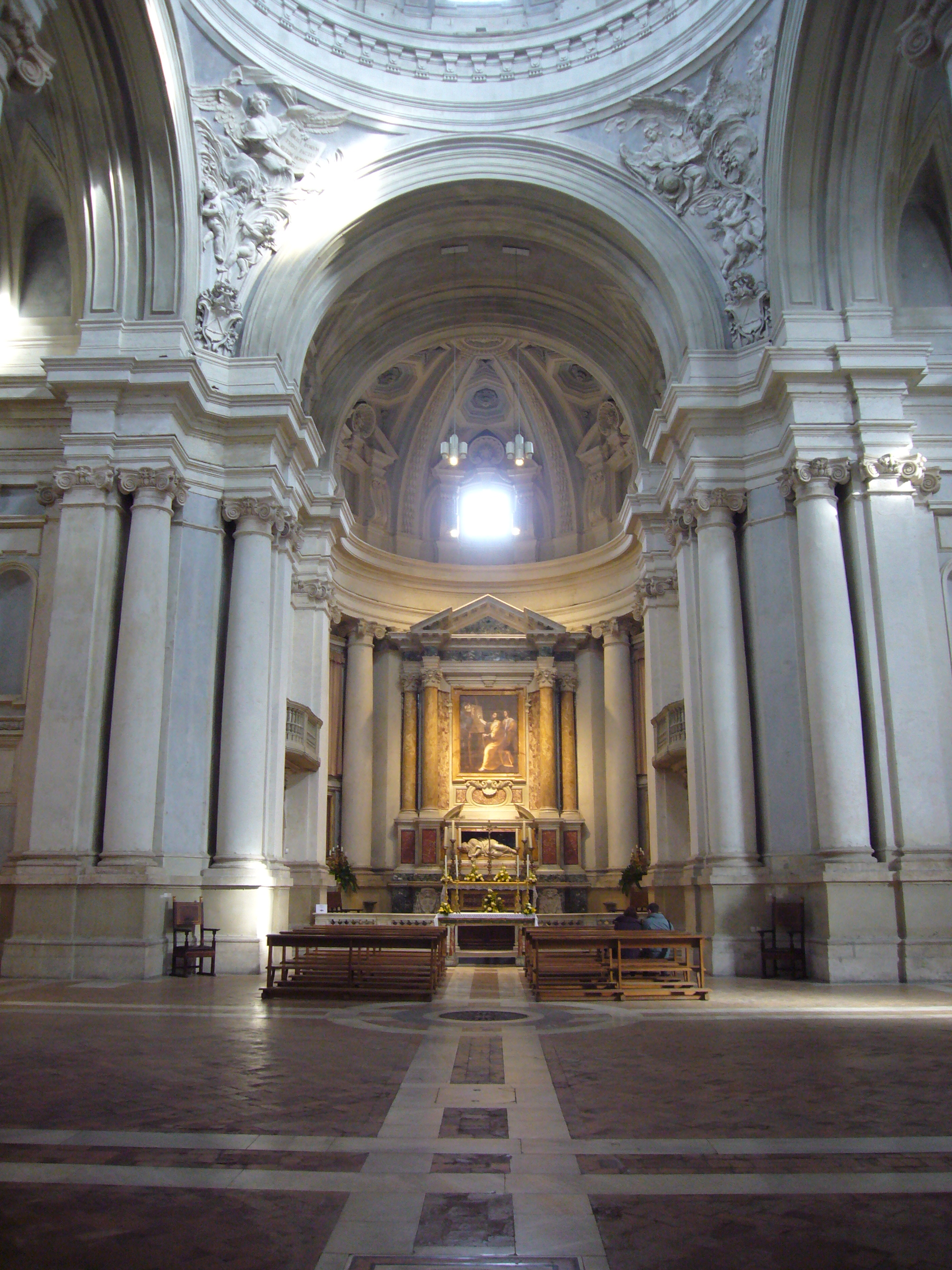
Chiesa dei Santi Luca e Martina

Carlo Rainaldi si dedicò anche alle due chiese gemelle di piazza del Popolo. La prima, consacrata a Santa Maria in Montesanto, fu iniziata nel 1662, per essere poi conclusa da Carlo Fontana (1638-1714) su disegni del Bernini; la seconda, intitolata a Santa Maria dei Miracoli, fu eseguita dal 1675, sempre con la collaborazione del Fontana. Le due chiese, poste simmetricamente attorno al tridente costituito da via del Corso, via di Ripetta e via del Babuino, appaiono uguali, ma in realtà, per adattarsi al meglio alla configurazione del lotto, furono differenziate nelle piante: per Santa Maria dei Miracoli fu adottata una pianta circolare, mentre per l'adiacente Santa Maria in Montesanto, posta su un lotto più grande, fu scelta una forma ellittica, di dimensioni trasversali analoghe alla precedente, così da mantenerne l'apparente simmetria del fronte.
Altra opera notevole del Rainaldi è l'esterno dell'abside di Santa Maria Maggiore, posto sull'asse visivo proveniente da Trinità dei Monti; l'architetto rivestì l'abside con una superficie plastica, integrandola perfettamente con le spalle laterali e creando un gioiello spaziale tra i più felici di tutto il Barocco.
Se le opere di Carlo Rainaldi, pur mostrando soluzioni originali, rimandano ai temi del primo Barocco, una maggiore integrazione plastica tra spazi, masse e superfici si avverte in Pietro da Cortona.
La sua chiesa dei Santi Luca e Martina (1635), articolata su una pianta a croce greca, richiama alla mente gli schemi rinascimentali di Santa Maria della Consolazione a Todi, seppur con significative differenze: infatti, un braccio della navata è allungato, riportando la chiesa alla tipologia delle piante longitudinali, mentre la facciata, pur essendo convessa, non riflette la curvatura delle absidi interne. Vi è poi il rifiuto dell'uso del colore: l'interno della chiesa è completamente bianco, mentre le volte delle absidi sono riccamente decorate. Inoltre, le colonne isolate inserite all'interno delle pareti costituiscono un tema tipicamente fiorentino (dal Battistero di San Giovanni alla Biblioteca Medicea Laurenziana) che ricorre in altre opere del Cortona, come il tamburo della cupola di San Carlo al Corso.

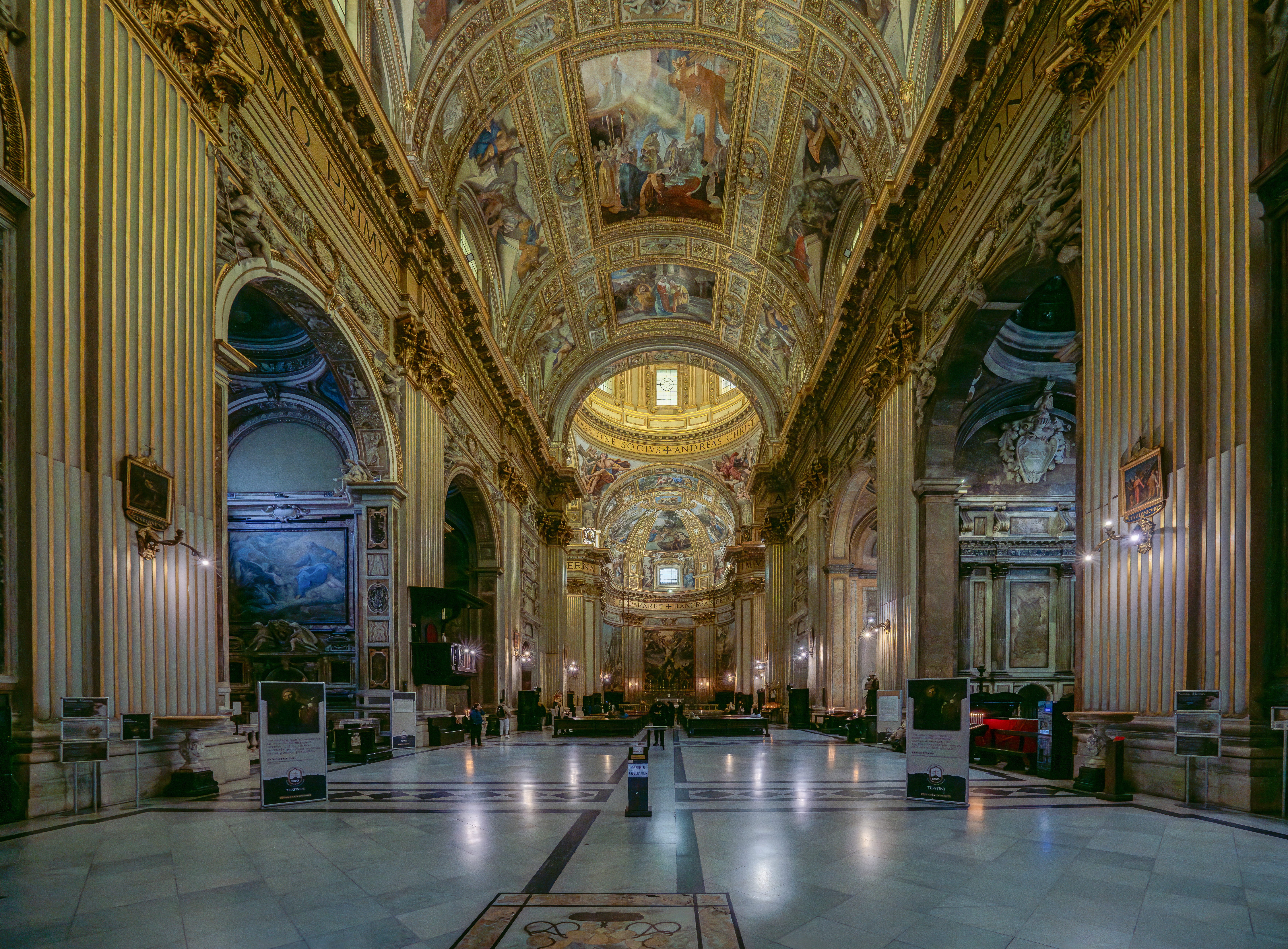
Basilica di Sant'Andrea della Valle

Lo stile di Pietro da Cortona emerge con maggior vigore nella sistemazione della chiesa di Santa Maria della Pace, dove, tra il 1656 ed il 1657, fu impegnato nella costruzione di un nuovo prospetto. L'intervento non si limitò alla sola facciata dell'edificio religioso, ma si estese anche ai fabbricati laterali, con la realizzazione di una scenografica piazzetta dominata al centro dal colonnato a pianta semicircolare della chiesa; peraltro, la soluzione dell'esedra in facciata influenzò profondamente il Bernini nella concezione della citata Sant'Andrea al Quirinale e, nella scelta dell'ordine dorico con trabeazione ionica, anticipò la soluzione adottata dallo stesso Bernini per i colonnati di piazza San Pietro.
Tra le chiese a pianta longitudinale derivate dallo schema de Il Gesù, occorre innanzitutto ricordare quella di Santa Maria ai Monti (1580), di Giacomo della Porta; la chiesa ha dimensioni modeste e un transetto poco sviluppato, con una cupola all'incrocio con la navata principale.
Assai più imponente è la basilica di Sant'Andrea della Valle, cominciata sempre dal Della Porta nel 1591 e completata da Carlo Maderno; la facciata, la più barocca tra le facciate romane, fu aggiunta da Carlo Rainaldi dopo la metà del XVII secolo.
La pianta, pur riprendendo il modello della chiesa del Gesù, presenta cappelle laterali meno profonde e sensibilmente più alte; la navata è articolata mediante i pilastri laterali che scandiscono, assieme alla cupola, il forte ritmo verticale dell'edificio.

##### Palazzi

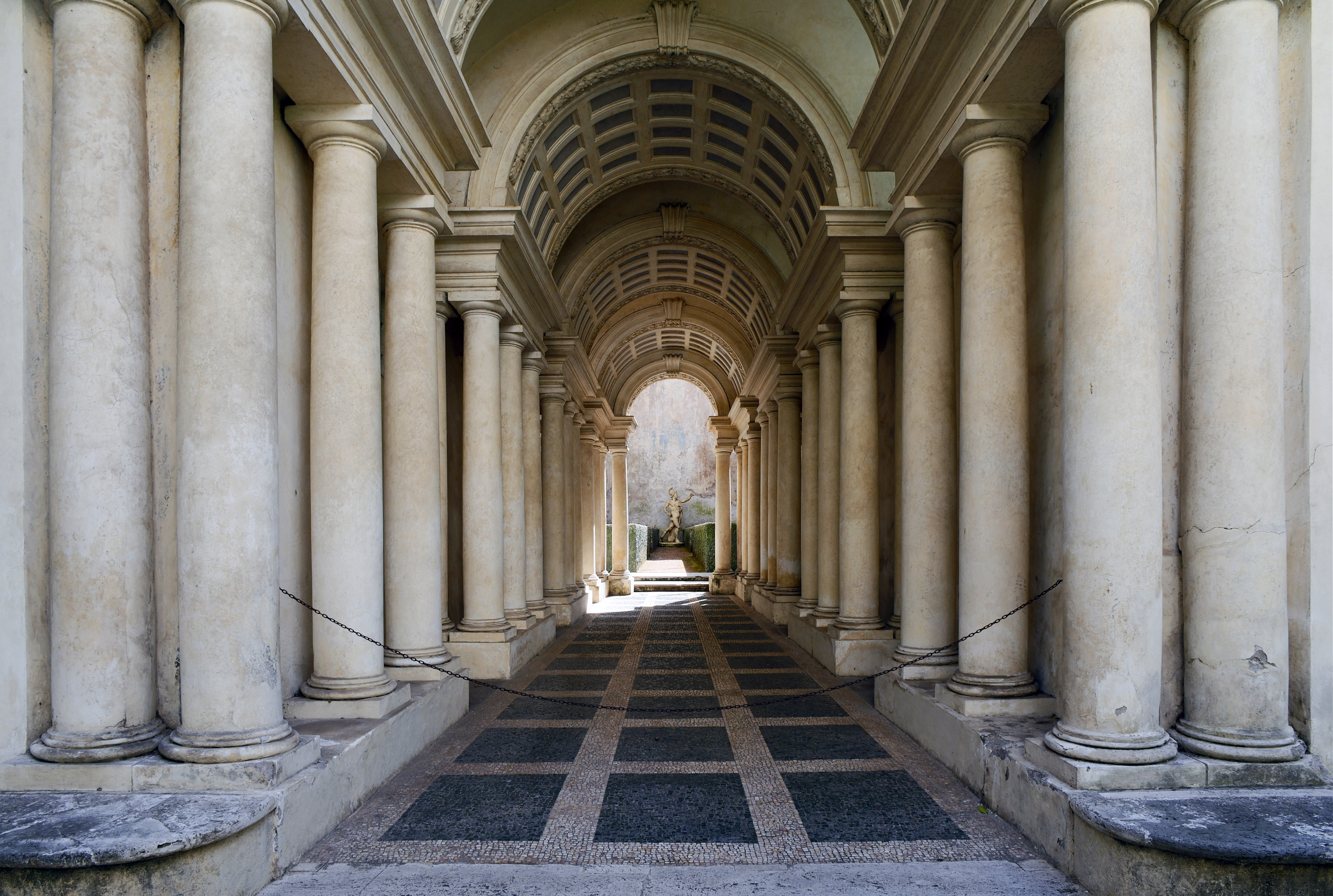
Galleria prospettica di palazzo Spada

I principali architetti del Barocco romano lasciarono tracce importanti anche nell'architettura civile. Nel 1625 Carlo Maderno avviò i lavori del citato palazzo Barberini con la collaborazione del Borromini, cui è attribuita la scala elicoidale; alla morte del Maderno, quattro anni dopo, l'opera venne portata avanti da Bernini. È certo, comunque, che la pianta sia stata decisa prima del gennaio del 1629. In precedenza è stato evidenziato come lo schema dell'edificio, privo della classica corte interna, si differenzi dalla tradizione del palazzo all'italiana; trovandosi alla periferia della città vera e propria, il Maderno mutò l'originaria concezione del palazzo cittadino in una sorta di villa suburbana. Anche la facciata, la parte più classicheggiante dell'opera, presenta elementi innovativi negli archi strombati dell'ultimo ordine.
Dal 1650 Bernini eseguì pure il palazzo Montecitorio, successivamente terminato da Carlo Fontana. La facciata, nella quale fu mantenuta sostanzialmente l'impronta del progetto iniziale, ha un andamento convesso e mostra, ai lati del piano terreno, alcuni massi in pietra rustica.
Sempre del Bernini è il palazzo Chigi-Odescalchi (1665-1667), costruito attorno ad un cortile ideato dal Maderno. Malgrado le alterazioni subite nel corso del XVIII secolo, la facciata aggiunta dal Bernini può essere considerata un vero e proprio modello per i prospetti dei palazzi barocchi: essa presentava un risalto nella parte centrale (scomparso durante gli ampliamenti settecenteschi), definito mediante lesene giganti e coronato da una balaustra alla sommità.
Un altro importante cantiere seguito dal Bernini fu quello della costruzione della Scala Regia in Vaticano.
Realizzata dopo il 1660, la scala, che doveva servire per il collegamento tra i Palazzi Vaticani e la facciata di San Pietro, fu costruita in un lotto molto ristretto e di forma irregolare, posto tra la basilica e la residenza papale.
Bernini sfruttò queste caratteristiche a proprio vantaggio. In una sorta di percorso a ostacoli, ideò una scala di larghezza decrescente, coperta da volta a botte. Tuttavia, i muri convergenti tra cui si inseriva la scala avrebbero dato l'impressione di una maggiore profondità; eppure, in tal senso, la scala non ha niente di illusionistico. La correzione della prospettiva fu ottenuta disponendo opportunamente una serie di colonnati ai lati del corridoio; le colonne sembrano avanzare sui gradini, suggerendo una direzione di moto contraria a quella verticale della scala.
Anche Borromini lasciò alcuni contributi significativi in questo ambito.
Suo è l'effetto di Trompe-l'œil nella galleria prospettica di palazzo Spada (1652-1653), che suggerisce una profondità diversa da quella reale. Inoltre, intorno alla metà del Seicento preparò gli studi per il palazzo Pamphilj in piazza Navona, edificato da Girolamo Rainaldi, ma le sue più interessanti realizzazioni vanno ricercate nei palazzi ecclesiastici, come il collegio di Propaganda Fide (al cui interno si trova la cappella dei Re Magi), dove innalzò una facciata plasmata da compressioni e dilatazioni, di grande effetto drammatico.

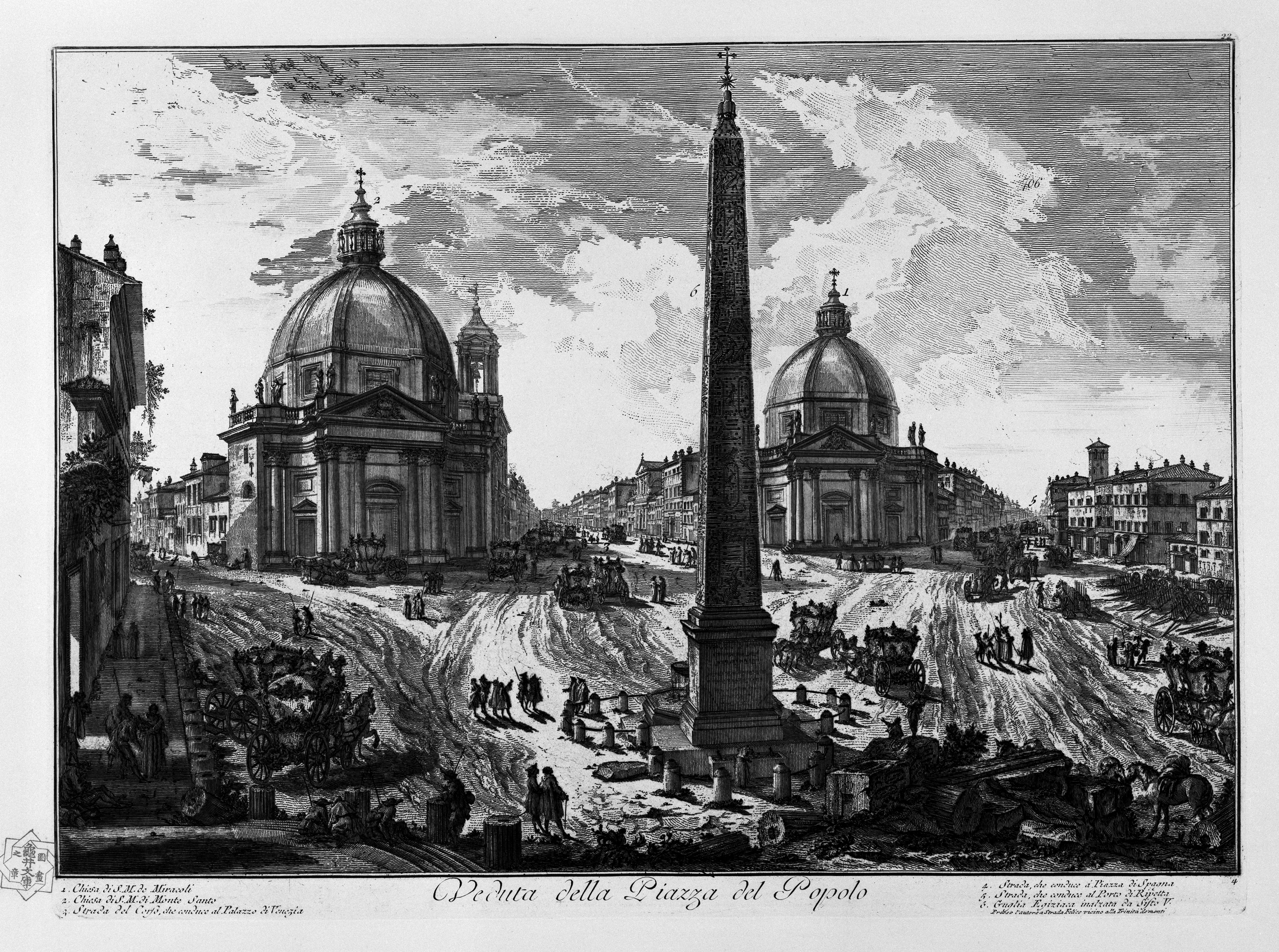
Piazza del Popolo in un'incisione di Piranesi prima delle trasformazioni di Giuseppe Valadier

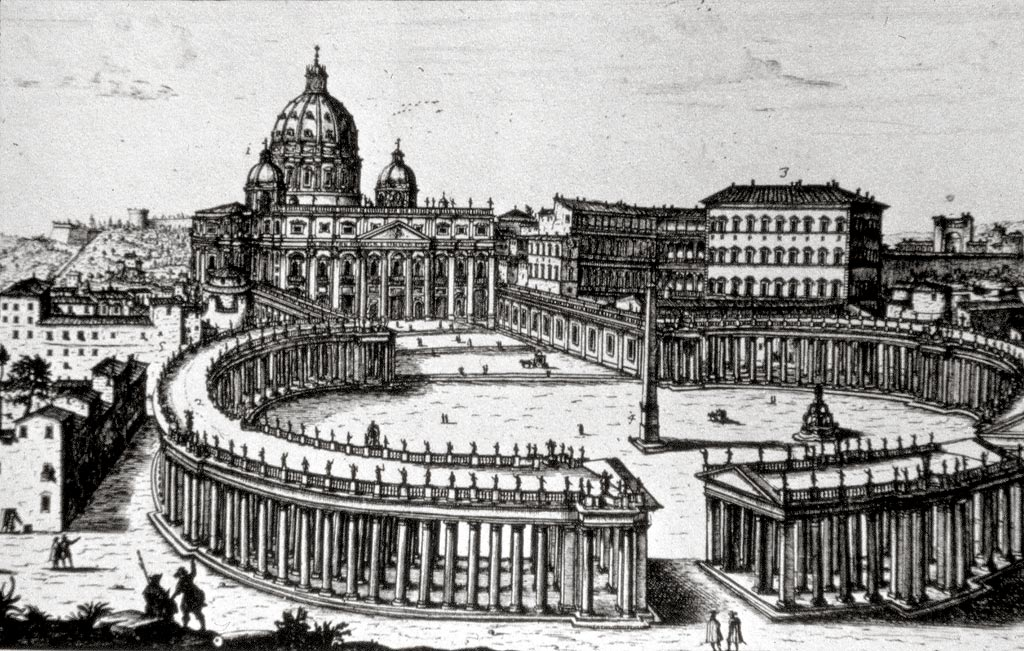
Piazza San Pietro con il terzo braccio

##### Piazze
Infine, nella trattazione del Barocco romano è doveroso ricordare le principali trasformazioni urbanistiche della città, riconducibili al citato piano voluto da papa Sisto V, che peraltro raccoglieva alcuni interventi già attuati dai suoi predecessori.
In particolare, il tridente di piazza del Popolo (ancor prima delle trasformazioni successivamente promosse da Giuseppe Valadier) rappresenta uno degli elementi di maggior rilievo e fu prototipo di uno dei motivi di base della città barocca; vera e propria porta d'accesso alla città, divenne un punto nodale del sistema viario a partire dal 1589, con l'erezione di un obelisco, e la costruzione nel XVII secolo delle citate chiese gemelle del Rainaldi.
Un altro spazio di rilievo è costituito da piazza Navona, sorta sulle rovine dell'antico stadio voluto dall'imperatore Domiziano e che, nel XVII secolo, assunse i caratteri di una piazza tipicamente barocca, tanto da poter essere identificata con il vero e proprio centro della Roma seicentesca. Qui furono poste le fondamenta della chiesa di Sant'Agnese in Agone, elemento di spicco di una cortina muraria pressoché unitaria, la cui cupola è messa in evidenza dall'andamento leggermente concavo della facciata; il centro della piazza è sottolineato dalla Fontana dei Fiumi (il Nilo, il Gange, il Danubio ed il Río de la Plata), nella quale è possibile leggere un'allusione al potere della Chiesa nel mondo allora conosciuto.
Questa serie di piazze barocche trova il suo apice nella celeberrima piazza San Pietro, compiuta da Bernini sotto Alessandro VII tra il 1657 ed il 1667. La soluzione finale tenne conto di problemi liturgici, simbolici e delle emergenze architettoniche preesistenti: lo spazio venne articolato per mezzo di una piazza ovale collegata alla facciata della basilica vaticana con due bracci obliqui, posti ai margini di un'area di forma trapezoidale. Il collegamento tra l'ovale ed il trapezio, più stretto rispetto alla larghezza della facciata del Maderno, modificò la prospettiva verso la basilica, facendo apparire più piccola la grande mole della stessa facciata.
La piazza ovale, delimitata da imponenti colonne disposte su più file, avrebbe dovuto essere chiusa con un terzo braccio, che però non fu mai eseguito; malgrado ciò, Bernini realizzò uno spazio ben definito, ma al contempo aperto verso l'esterno ed integrato con il resto della città grazie alla permeabilità offerta dai grandi colonnati.
Inoltre Bernini pose in asse con la via di Borgo Nuovo (scomparsa con la realizzazione di via della Conciliazione) il portone in bronzo che conduceva alla Scala Regia, all'interno della cittadella vaticana; creò così un sorprendente percorso che accompagnava lo spettatore dalle anguste e articolate strade della "Spina di Borgo" alla grandiosità della piazza San Pietro, tagliandola però in maniera asimmetrica, sul lato nord, così da offrire suggestivi e sempre nuovi scorci verso la facciata della basilica e verso la cupola michelangiolesca.

#### Torino

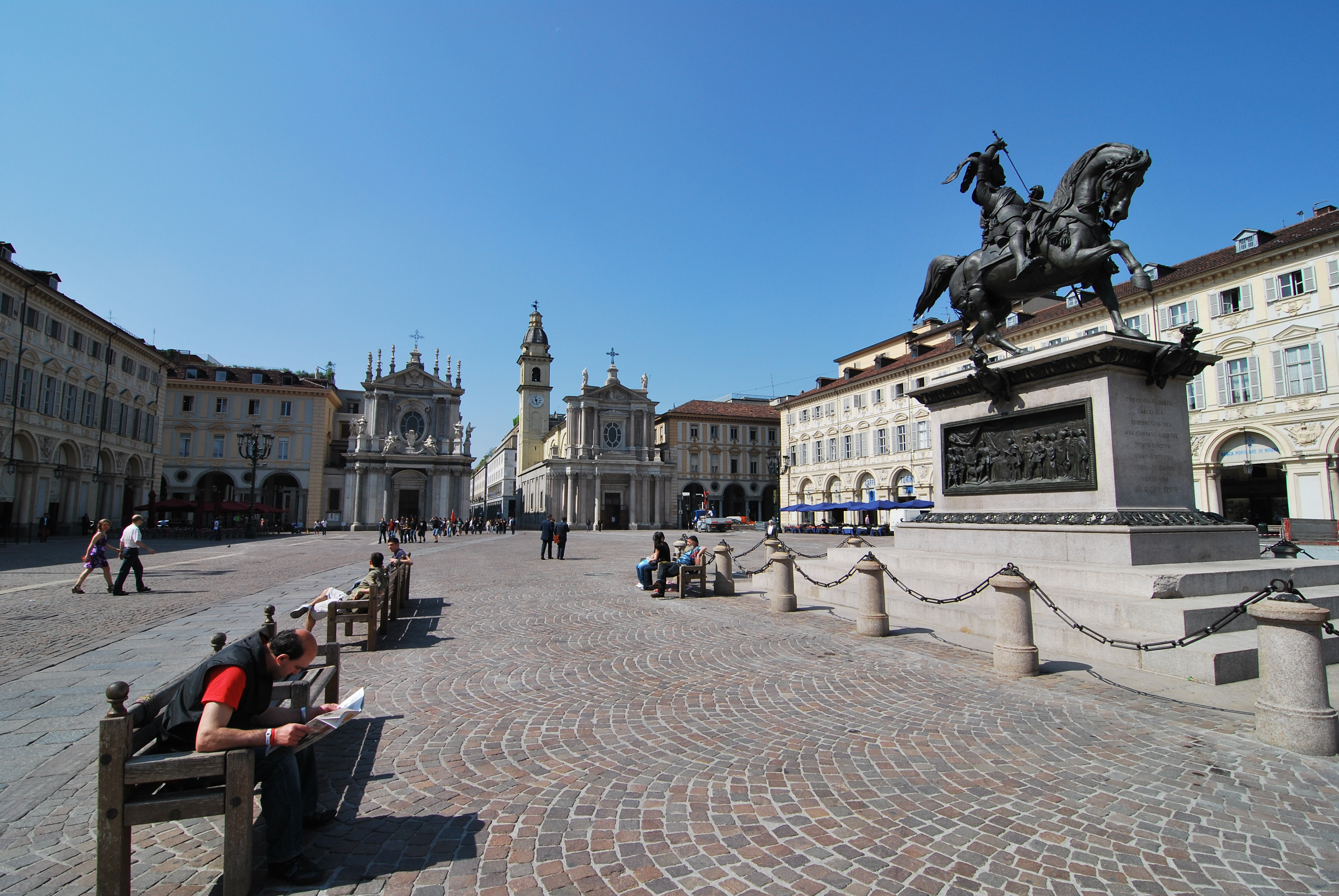
Piazza San Carlo

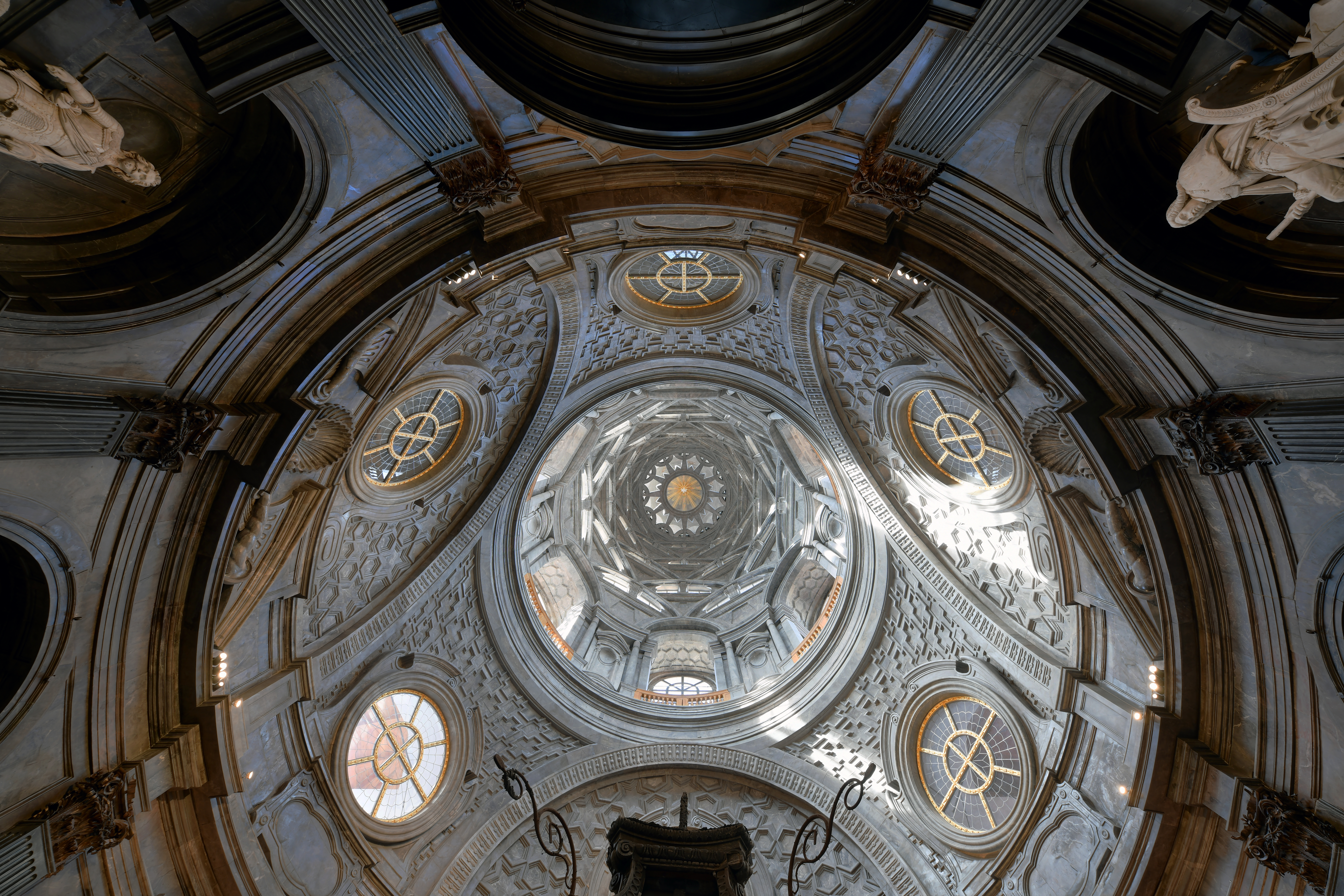
Cupola della cappella della Sacra Sindone

Verso la fine del XVI secolo, Torino era ancora racchiusa all'interno dell'antico impianto romano del castrum; pochi anni dopo, durante il regno di Carlo Emanuele I, la città divenne un importante centro barocco, punto di incontro delle tendenze romane e francesi, in una singolare sintesi tra aspetti controriformistici e laici.
Ascanio Vitozzi (1539-1615) fu incaricato della sistemazione di piazza Castello, intorno alla quale si svilupparono i nuovi quartieri della città; i lavori furono portati avanti da Carlo di Castellamonte (1560-1641), che dal 1621 continuò lo sviluppo verso sud dell'abitato secondo un sistema di assi tra loro ortogonali. Al medesimo architetto si deve la formazione della vasta piazza San Carlo (all'epoca Piazza Reale), uno spazio derivato dalla place royale francese ed incentrato attorno ad una statua equestre; tuttavia, ai lati della direttrice principale furono poste due chiese gemelle, in una soluzione in quale modo simile a quella attuata nella piazza del Popolo a Roma. Questa duplice valenza, frutto dell'unione tra elementi sacri ed elementi laici, si ritrova anche nel Palazzo Ducale (poi Reale), che fu messo in comunicazione diretta con la cattedrale.
Il piano di ampliamento di Torino fu continuato da Amedeo di Castellamonte (1610-1683), figlio di Carlo, che pianificò lo sviluppo della città verso est. Nel 1673, secondo il progetto dell'architetto, fu iniziata la realizzazione di una strada per unire piazza Castello alla porta di Po; lungo la via vennero eretti palazzi porticati dal disegno uniforme, mentre verso il fiume la strada fu conclusa con un'esedra (portico in luogo aperto, spesso con sedili per sedersi a conversare), simbolico riferimento all'apertura della città verso il territorio circostante.
Lo stesso Amedeo di Castellamonte lavorò a diverse residenze sabaude; prestò la sua opera nel Palazzo Ducale e intorno agli anni sessanta del Seicento fu incaricato da Carlo Emanuele II di Savoia di progettare la Reggia ed il borgo di Venaria Reale, nei dintorni di Torino.
Nei medesimi anni, Guarino Guarini (1624-1683) portò a terminare la cappella della Sacra Sindone, iniziata proprio dal Castellamonte sul retro della cattedrale torinese. La cappella doveva avere tre entrate (due dal duomo e una dall'adiacente Palazzo Ducale) e questo condizionò la planimetria dell'edificio. L'invaso, a pianta circolare, è diviso in nove parti ed in corrispondenza degli ingressi si aprono tre arcate, al di sopra delle quali è impostato il tamburo della cupola; la stessa cupola è definita da uno straordinario gioco di costoloni, enfatizzato dalla luce diffusa per mezzo di numerose finestre che emergono curiosamente all'esterno della struttura.
Ancora Guarini, tra il 1668 ed il 1680, costruì la chiesa di San Lorenzo. La pianta è riconducibile all'ottagono, con i lati di forma convessa, ma un presbiterio ellittico posto trasversalmente introduce un asse principale nella composizione; lo spazio, al livello inferiore, è definito dalla presenza di ampie serliane che delimitano le cappelle laterali, mentre, alla sommità, una serie di costoloni si intrecciano fino a formare l'ottagono sul quale poggia la lanterna. Guarini utilizza una configurazione armillare nella cupola, come un reticolo, come un'armatura in continua rotazione che crea numerosi cerchi, nervature che sono segmenti degli anelli o armillari.
Le straordinarie invenzioni del Guarini trovarono applicazione anche ai temi dell'architettura civile: il suo palazzo Carignano, basato su una pianta ad U, presenta una monumentale facciata convessa che sporge su entrambi i lati dell'edificio. Questa configurazione, pur essendo in qualche modo riconducibile ai progetti di Gian Lorenzo Bernini per il palazzo del Louvre e al Castello di Vaux-le-Vicomte, fa del palazzo Carignano una delle più interessanti residenze del XVII secolo.

#### Milano

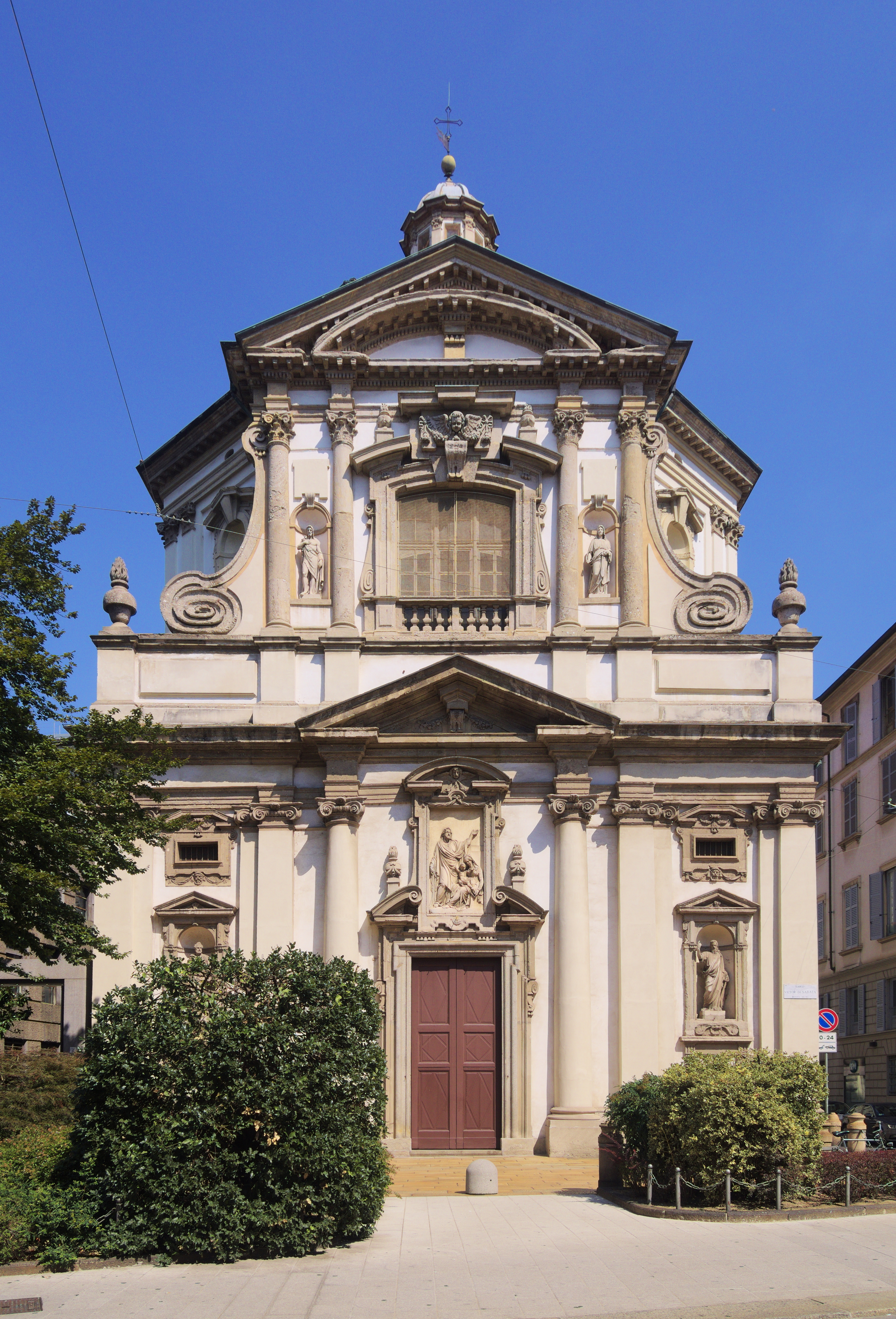
Chiesa di San Giuseppe, Milano

Nei primi anni del Seicento, se per molti anni perdurò una produzione architettonica di "transizione" dove gli elementi tardo-manieristi venivano timidamente contaminati, come nel caso della biblioteca Ambrosiana e del cortile palladiano del collegio Elvetico di Fabio Mangone, il progetto che introdusse il barocco a Milano fu la chiesa di Sant'Alessandro in Zebedia dell'architetto barnabita Lorenzo Binago. La pianta consiste nella combinazione tra una pianta centrale ispirata al progetto della basilica di San Pietro in Vaticano bramantesca ed una longitudinale, con gli archi della crociera poggianti su coppie di colonne giganti isolate dalle mura perimetrali, soluzione che sarebbe stata ripresa in molti progetti successivi, come il duomo nuovo di Brescia.
Il Sant'Alessandro del Binago fu quindi la base per la realizzazione della chiesa di San Giuseppe da parte di Francesco Maria Richini (1584-1658), considerato il maggiore architetto del Barocco milanese: la chiesa segnò il superamento dell'architettura manierista in area milanese. Il Richini introdusse una pianta combinata, composta da due spazi a pianta centrale a dare una pianta longitudinali: il primo spazio presenta una struttura ottagonale, ispirato alla crociera del Sant'Alessandro, dove l'ottagono è ottenuto dal taglio degli spigoli della pianta quadrata grazie alle colonne perimetrali isolate. Per quanto riguarda il fronte, il Richini provò a dare un'unità tra la facciata, fino ad allora considerato un abbellimento indipendente rispetto alla struttura retrostante, ed il corpo della chiesa, disegnando una facciata dall'altezza pari a quella della cupola ottagonale retrostante e con l'ordine inferiore con l'altezza pari al corpo posteriore della chiesa: la decorazione fu impostata "ad edicole sovrapposte", inaugurando una tipologia di facciata ampiamente utilizzata negli anni a venire.
Tra le più famose opere civili del Richini si segnala il Collegio Elvetico, dove mirò a un'integrazione tra interno ed esterno mediante un prospetto concavo, forse la prima facciata di palazzo ricurva dell'età barocca; l'interessante soluzione, anticipatrice di certi temi espressi da Borromini, conferma Richini come uno dei maggiori architetti del primo Barocco. Suoi sono inoltre il cortile d'onore del palazzo di Brera, organizzato su un doppio ordine di colonne binate a reggere archi a tutto sesto che divenne il modello del cortile barocco in area lombarda, e gli eleganti portali di palazzo Durini e del seminario arcivescovile di Milano.
Alla sua morte, a Milano non rimase nessuno del suo calibro: il principale cantiere del secondo Seicento in città fu la costruzione della chiesa di Santa Maria alla Porta portata avanti dal suo allievo Francesco Castelli: la facciata, modellata su un precedente disegno del maestro, ripropone in chiave non originale la facciata "ad edicole sovrapposte" con decorazioni più abbondanti e complesse. Altro importante cantiere coevo fu quello per la facciata di Santa Maria della Passione realizzata dal romano di formazione Giuseppe Rusnati.

#### Venezia

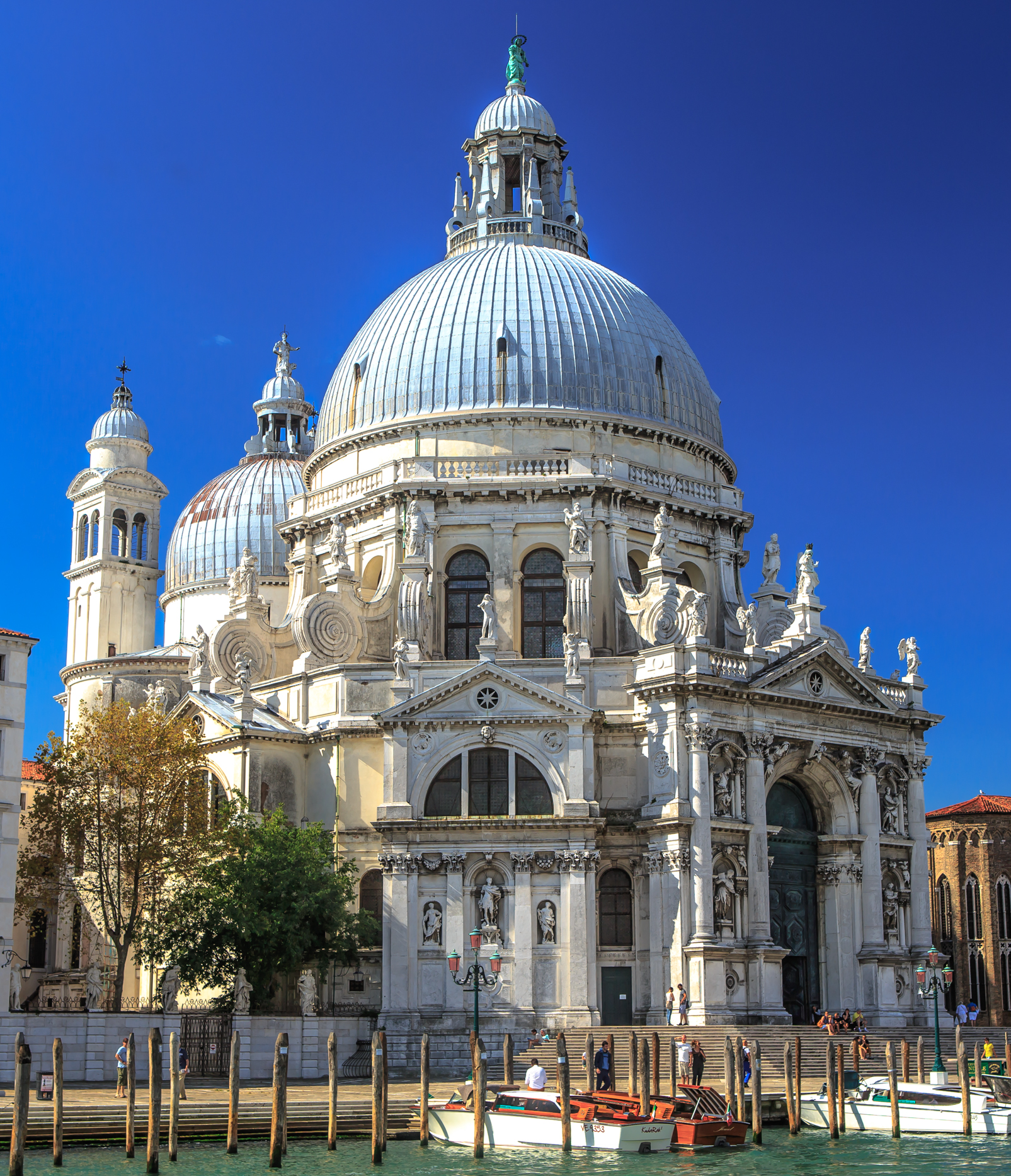
Basilica di Santa Maria della Salute, Venezia

Il Barocco veneziano si conformò agli usi locali e vide in Baldassare Longhena il suo principale esponente.
Egli, dopo la peste del 1630 cominciò la costruzione della chiesa di Santa Maria della Salute, ricorrendo a una pianta centrale, con ambulacro, derivata da modelli tardoantichi (Mausoleo di Santa Costanza a Roma, San Vitale a Ravenna). Al corpo ottagonale della basilica, Longhena aggiunse un santuario delimitato ai lati da due absidi; questa soluzione, simile a quella adottata da Andrea Palladio nella chiesa del Redentore, rafforzò l'asse longitudinale del tempio e di fatto trasformò l'organismo centrale in una navata vera e propria. Dal Palladio, ma a ben vedere anche dal Brunelleschi, deriva pure il trattamento coloristico, con la pietra grigia per le parti strutturali e l'intonaco per le pareti.
Il carattere barocco del tempio è evidente nella conformazione della massa esterna, posta scenograficamente lungo il Canal Grande: al corpo ottagonale, coperto da una grande cupola (a doppia volta, quella esterna in piombo su legno secondo l'uso veneziano), si affiancano la calotta del santuario e due torri campanarie. Inoltre, l'imponente arco in facciata, che trova corrispondenza nella conformazione degli spazi interni, ribadisce la presenza dell'asse longitudinale.
Le altre opere del Longhena non possono competere con la chiesa della Salute.
Questo vale per il Duomo di Chioggia e la chiesa degli Scalzi. Un dubbio può instaurarsi per la facciata della chiesa dell'Ospedaletto, completata negli anni settanta del XVII secolo e ornata da un fantasioso e ricchissimo apparato costituito da telamoni, teste giganti e maschere leonine.
Longhena si cimentò anche nell'architettura civile: la sua Ca' Pesaro (1667) presenta uno schema apparentemente convenzionale, ma i giochi di luci ed ombre che si instaurano sul ricco apparato ornamentale della facciata determinano una plasticità tipicamente barocca.

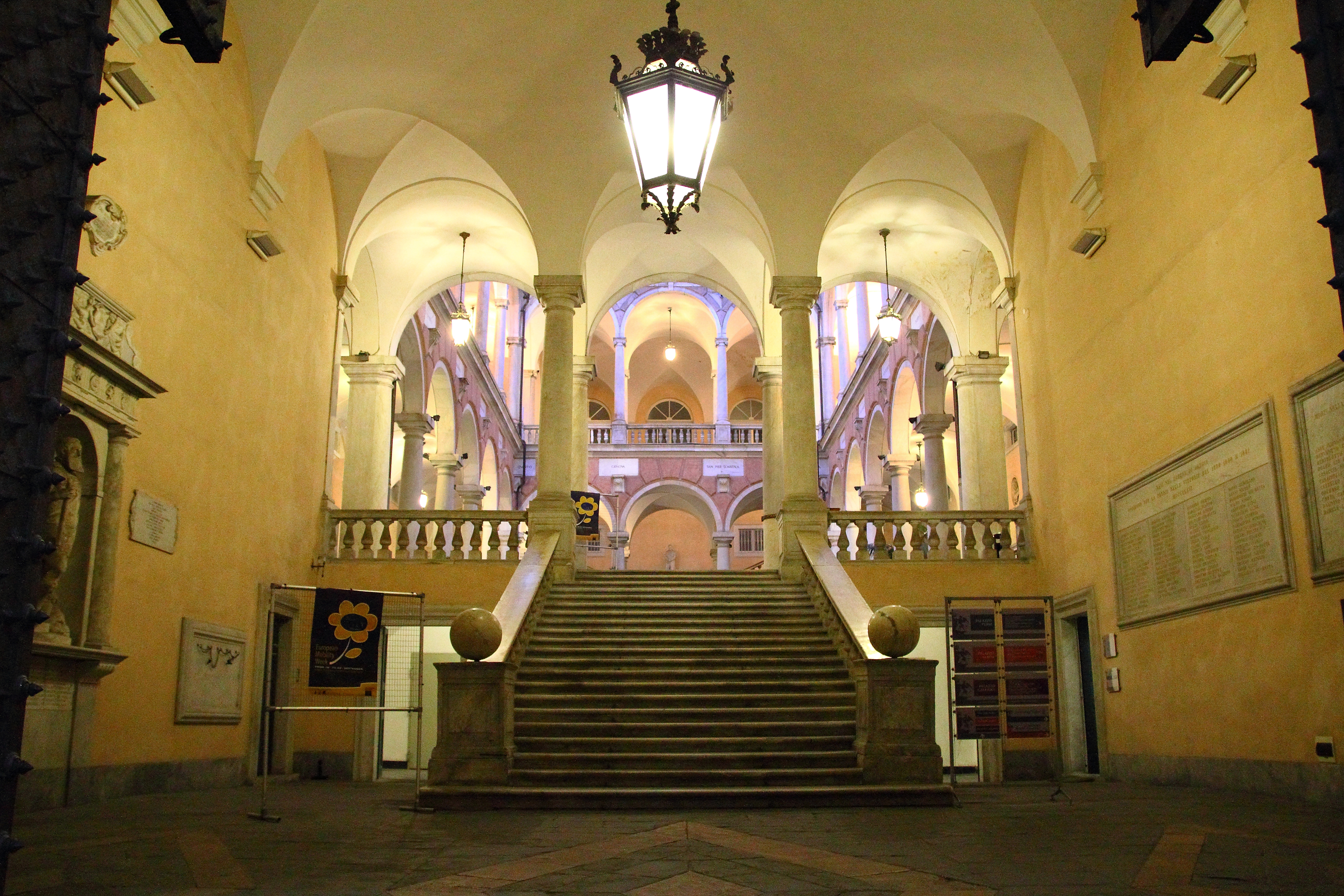
Palazzo Doria-Tursi, Genova

#### Genova
A Genova l'architettura barocca si tradusse, sin dalla fine del XVI secolo, in una serie di grandi palazzi che la critica ha annoverato tra i più importanti del panorama italiano.
Tra questi si ricorda il palazzo Doria-Tursi, che può essere considerato un'interessante combinazione di palazzo e villa; il fronte sulla via pubblica, infatti, offre l'immagine di un tipico palazzo di città, mentre il giardino interno, rialzato e otticamente separato dalla viabilità esterna, crea una proporzione più intima. La configurazione planimetrica del vestibolo, unito al più alto giardino interno per mezzo di una vasta scalinata, denuncia inoltre la presenza di un movimento in profondità.
Questa soluzione fu ripresa da Bartolomeo Bianco (1590–1657), il massimo architetto del Barocco genovese, in quello che può essere considerato il suo capolavoro: il collegio dei Gesuiti, in seguito divenuto sede dell'Università di Genova (1634 circa). Il palazzo ha una pianta ad U, ma, rispetto al precedente, mostra una maggiore permeabilità tra l'interno ed il cortile; infatti, sfruttando la conformazione assai scoscesa del terreno, Bianco realizzò una straordinaria scenografia urbana, con un vestibolo largo quanto il cortile rialzato e una serie di loggiati sovrapposti e scalinate. La continuità spaziale è infinitamente più forte rispetto ai palazzi romani dell'epoca.

#### Napoli

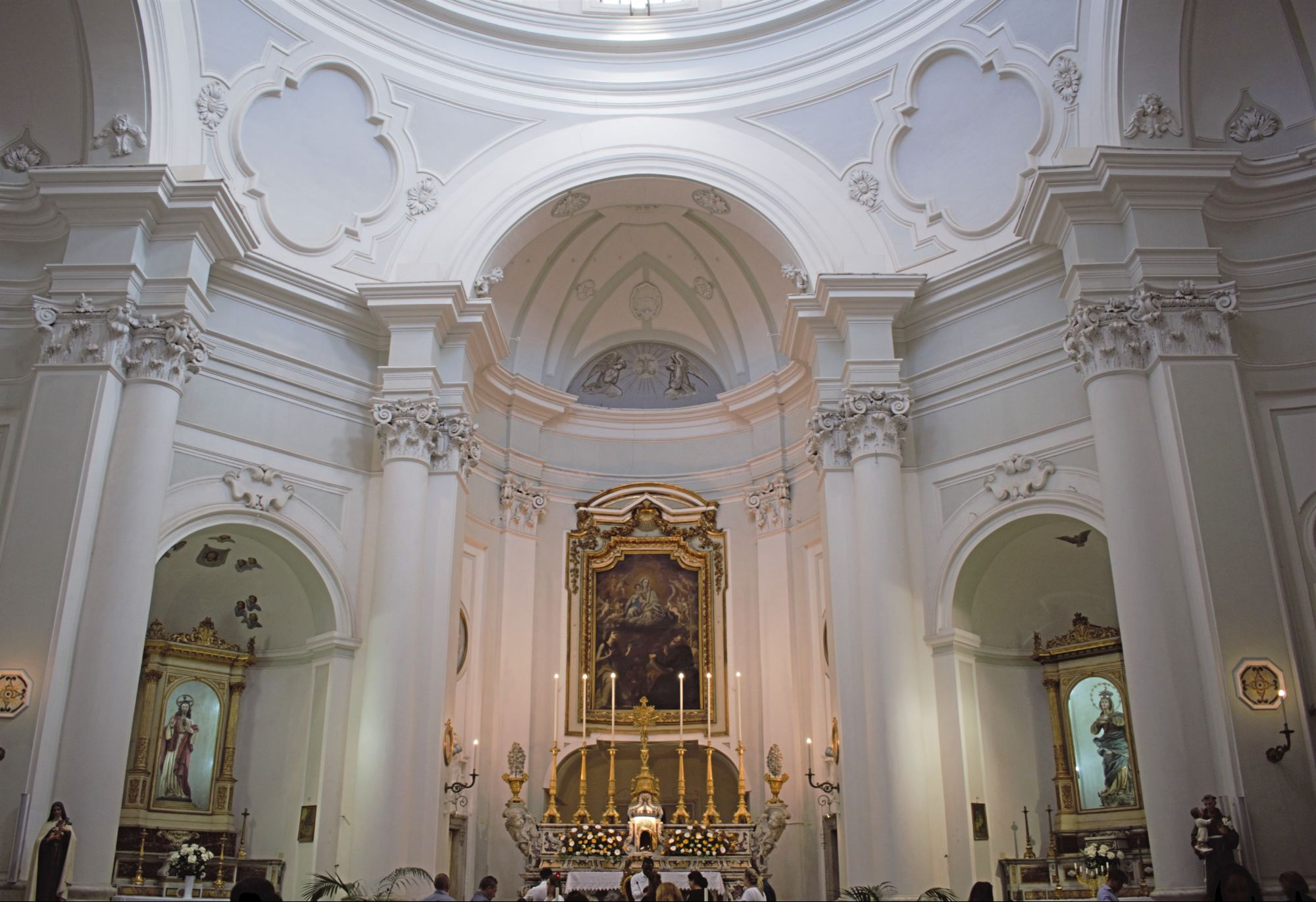
Interno della chiesa di Santa Maria Egiziaca a Pizzofalcone, Napoli

L'architettura barocca nell'Italia meridionale produsse i suoi risultati più significativi solo nel XVIII secolo.
Ciononostante, dal 1610 e nei decenni a venire a Napoli si costruirono numerose chiese barocche, spesso ornate con ricche decorazioni marmoree o a stucco (confrontabili con gli interni berniniani), ma prive di quelle invenzioni spaziali e della fusione tra architettura tipiche del Barocco romano.
Le premesse vanno ricercate nell'attività di architetti quali Francesco Grimaldi (1543-1613), autore di alcuni importanti edifici sacri (come la basilica di Santa Maria degli Angeli a Pizzofalcone e la cappella di San Gennaro) nei quali la decorazione barocca fu applicata su impianti ancora classicheggianti.
La figura di maggior rilievo nella città partenopea fu Cosimo Fanzago (1591-1678), che lavorò nella Certosa di San Martino, innalzò la chiesa di Santa Maria Egiziaca a Pizzofalcone, il palazzo Donn'Anna e la Guglia di San Gennaro. La pianta di Santa Maria Egiziaca, la più bella chiesa del Fanzago, rimanda a Sant'Agnese in Agone, mentre il disegno della cupola deriva dal Sant'Andrea al Quirinale del Bernini; contrariamente ai modelli romani, si registra tuttavia l'estrema economia nella definizione dei dettagli e l'accento posto sulle parti strutturali, dipinte di bianco, che producono un effetto di imponente semplicità.
Il palazzo Donn'Anna (mai completato) e la Guglia di San Gennaro rappresentano invece due strane creazioni composite, che testimoniano la versatilità di Fanzago nel padroneggiare l'ampia gamma di possibilità offerta dall'architettura secentesca: dalla reinterpretazione di motivi tradizionali, al miscuglio di elementi manieristici e barocchi.
Soltanto agli inizi del XVIII secolo con Ferdinando Sanfelice (1675-1748) l'architettura napoletana si indirizzò verso una vera sensibilità barocca per forme spaziali complesse. Il Sanfelice fu soprattutto artefice di un'architettura civile dall'eleganza impareggiabile, basata sulla compenetrazione di spazi interni ed esterni, che raggiunse i massimi livelli nei grandiosi doppi scaloni voltati, come quelli del palazzo dello Spagnolo e del palazzo che l'architetto costruì per sé e per la sua famiglia nel Rione Sanità.

#### Sicilia

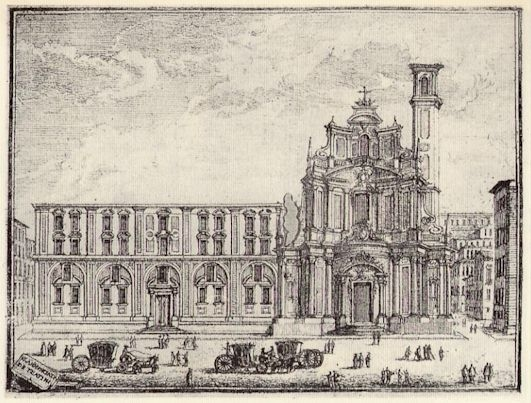
Francesco Sicuro, chiesa della Santissima Annunziata a Messina, in Vedute e prospetti della città di Messina, 1768

In Sicilia gli interventi più interessanti furono attuati a seguito del terremoto che investì la parte orientale dell'isola nel 1693, lasciando particolarmente sconvolte varie città e paesi del Val di Noto (si veda il paragrafo sull'architettura tardobarocca).
Tuttavia, tra il 1660 al 1662, fu attivo a Messina Guarino Guarini, che realizzò la chiesa della Santissima Annunziata, introducendo, di fatto, il Barocco in Sicilia, fra le molte perplessità dei contemporanei. La facciata dalla sagoma piramidale e dalla superficie mossa farà da modello a molte chiese siciliane del XVIII secolo. L'interno completamente bianco con stucchi contrastava con il gusto locale, prevalente verso il policromismo marmoreo e sarà un altro esempio molto seguito nella Sicilia tardobarocca. La costruzione, così come la sede dei teatini, è andata distrutta durante il terremoto del 1908.
Poiché le città orientali furono devastate dal terremoto del 1693, solo a Palermo è possibile seguire un'evoluzione continua per tutto il Seicento.
Ne sono testimonianza, ad esempio, i Quattro Canti e l'Arsenale.
I primi, realizzati a partire dal 1609, sono edifici monumentali a tre piani, che, in analogia con le Quattro Fontane di Roma, definiscono l'intersezione tra le due principali arterie della città.
L'Arsenale, costruito su progetto del palermitano Mariano Smiriglio intorno al 1630, risulta invece piuttosto severo.
Nella seconda metà del Seicento fu attivo il frate gesuita Angelo Italia, influenzato da Guarini, che introdusse elementi pienamente barocchi sia nelle piante e nella concezione spaziale (chiesa di San Francesco Saverio a Palermo), sia nelle facciate e nell'apparato decorativo (chiesa Madre a Palma di Montechiaro).
Alla fine del XVII secolo troviamo composizioni derivate dal Barocco romano, anche nelle facciate delle chiese disegnate da Giacomo Amato. Suo capolavoro è la facciata della chiesa di Santa Maria della Pietà, a Palermo.

#### Puglia

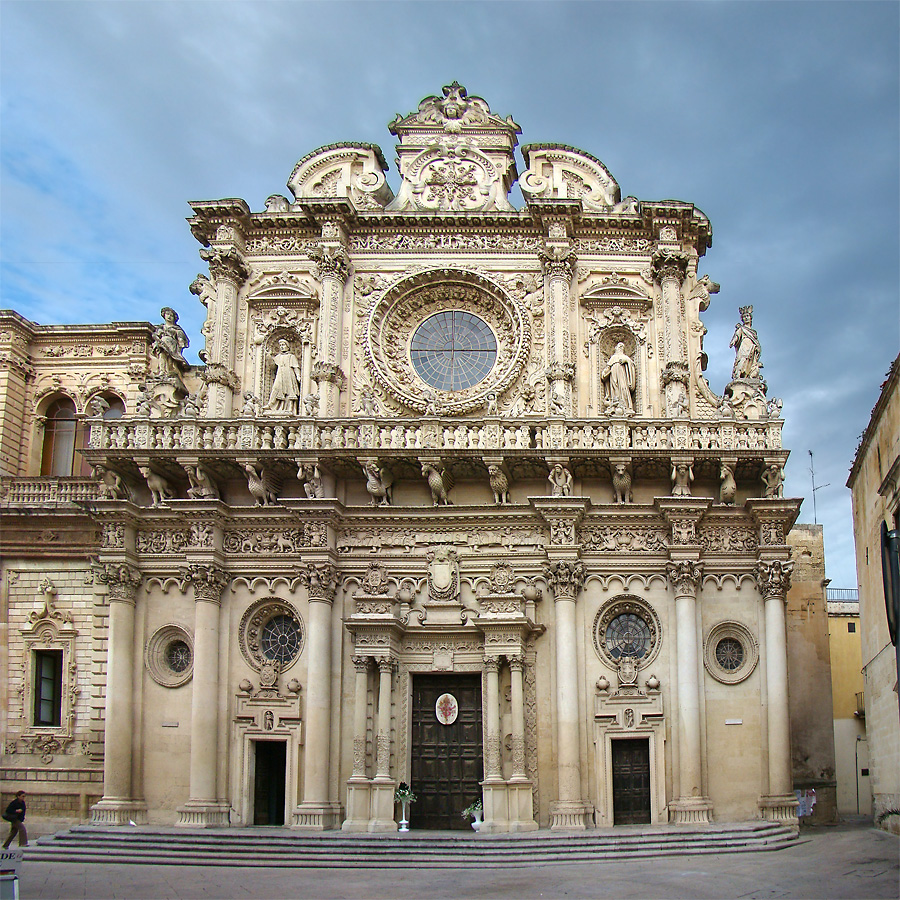
Basilica di Santa Croce, Lecce

A Lecce a metà del Seicento, si registra un'intensa attività, in uno stile molto distante dal Barocco romano, che si diffuse nel Salento grazie all'opera di architetti come Giuseppe Zimbalo (1617-1710) e Giuseppe Cino (1644-1722).
Il Barocco leccese, in stretto rapporto con il Barocco spagnolo plateresco e churrigueresco, è caratterizzato da un'esuberante decorazione, foltissima di elementi floreali e talvolta figurativo-scultorei, applicata a costruzioni improntate a modelli cinquecenteschi piuttosto convenzionali.
Tali decorazioni furono rese possibili dall'uso di una pietra locale di color giallo detta pietra leccese: questo materiale appena cavato possiede una grande facilità di intaglio, per poi indurire all'aria dopo la posa in opera.
Questo stile raggiunse il suo apice nella chiesa di Santa Croce, dalla facciata riccamente decorata, iniziata sul finire del Cinquecento e terminata, nell'ordine superiore, ben sessant'anni dopo da Cesare Penna.

### Francia
A differenza di Roma, lo sviluppo urbanistico di Parigi non partì dalla necessità di unire tra loro dei punti focali già esistenti, ma scaturì dalla formazione di una serie di piazze incentrate attorno alla figura del sovrano.
Il primo esempio di place royale è da ricondurre alla Place Dauphine (1599-1606), voluta da Enrico IV tra il Pont Neuf e l'Île de la Cité, nel cuore di Parigi. A forma triangolare e originariamente caratterizzata da portici ispirati a modelli italiani, la Place Dauphine fu aperta a margine dell'antico ponte, mentre la statua del sovrano fu posta all'intersezione della piazza con il Pont Neuf, a ridosso della Senna, quasi a sottolineare l'asse del fiume.

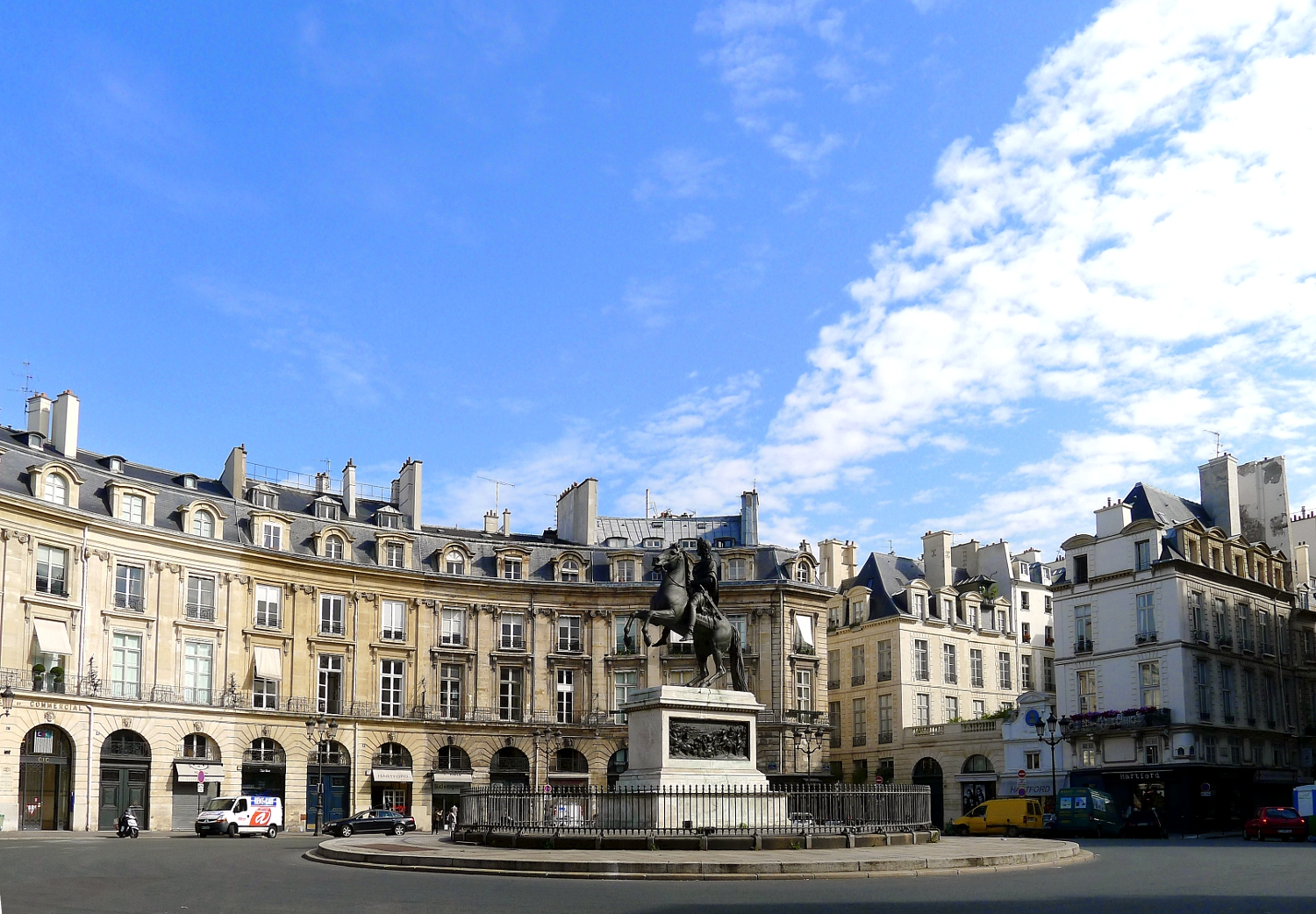
Place des Victoires, Parigi

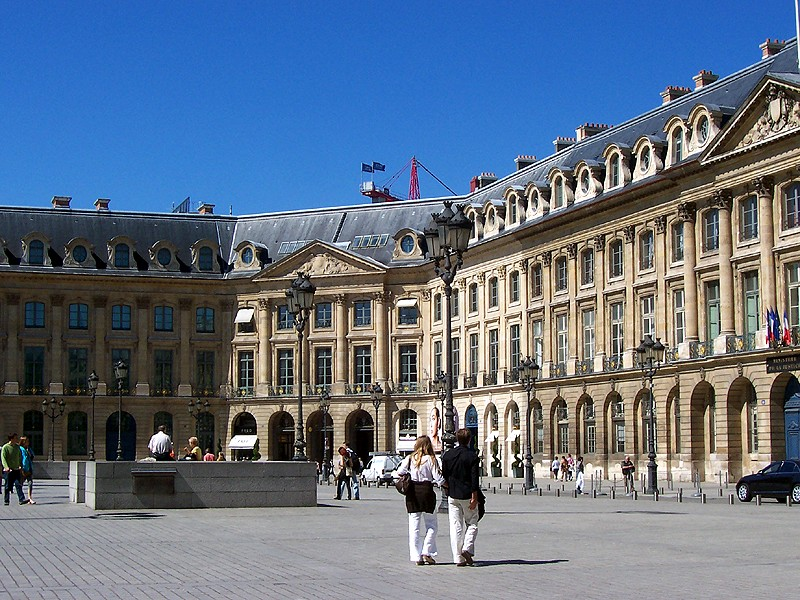
Palazzi della Place Vendôme

Nei primi anni del XVII secolo fu iniziata la costruzione della Place des Vosges (anticamente nota proprio come Place Royale), una piazza quadrata chiusa su tre lati e circondata da palazzi destinati ad ospitare abitazioni per il ceto borghese; pur mostrando porticati derivati dalla piazza Grande di Livorno, gli edifici, dal disegno unitario, mostrano ancora un accentuato verticalismo goticizzante.
Sempre per volontà di Enrico IV fu progettata un'ulteriore piazza, che però non fu portata a compimento a causa della morte del re; essa avrebbe dovuto avere una pianta radiale, la prima del genere nell'urbanistica barocca, il cui modello ebbe però notevole fortuna nelle successive trasformazioni della città.
Durante il regno di Luigi XIII i lavori interessarono alcuni distretti cittadini ed in particolare l'Île St-Louis ed il distretto Richelieu; nella definizione dei nuovi gusti architettonici notevole fu l'apporto di Salomon de Brosse (1571-1626) e François Mansart (1598-1666), artefici di un innovativo linguaggio classico destinato ad avere un'intensa fortuna anche negli anni successivi.
Infatti, queste tendenze trovarono la definitiva consacrazione sotto Luigi XIV, quando Jules Hardouin Mansart (1646-1708) realizzò la Place des Victoires, non più come spazio chiuso, ma come punto di snodo all'interno del sistema urbano.
Gli edifici lungo la piazza persero i caratteri ancora vagamente goticizzanti delle prime realizzazioni di Enrico IV; sul perimetro di Place des Victoires sorsero palazzi dall'aspetto uniforme, con un bugnato al piano terra e un ordine gigante al livello superiore.
Questa impostazione è riscontrabile anche nella seconda piazza fatta costruire durante il regno di Luigi XIV, ancora su progetto di Hardouin Mansart: la Place Vendôme.
Il primo progetto, databile al 1685, prevedeva la formazione di uno spazio delimitato da importanti edifici rappresentativi, ma in seguito il piano venne disatteso. Curiosamente, intorno al 1696 fu tracciato il perimetro della piazza per mezzo delle sole facciate dei palazzi: gli edifici veri e propri furono innalzati in seguito, con la vendita dei singoli lotti di terreno. La piazza assunse una forma rettangolare, con angoli smussati al fine di aumentare la superficie edificabile; sugli angoli e al centro dei lati lunghi dei palazzi furono realizzati dei risalti, la cui presenza venne sottolineata mediante dei frontoni classicheggianti.
Il Barocco delle trasformazioni parigine risiede pertanto in una "forte aspirazione all'integrazione, alla continuità e all'apertura. Mentre Roma è la tipica città santa del Barocco, Parigi è la sua controparte laica".
Non a caso l'architettura francese del Seicento trovò i suoi massimi risultati nelle residenze urbane e nei suggestivi castelli di campagna.

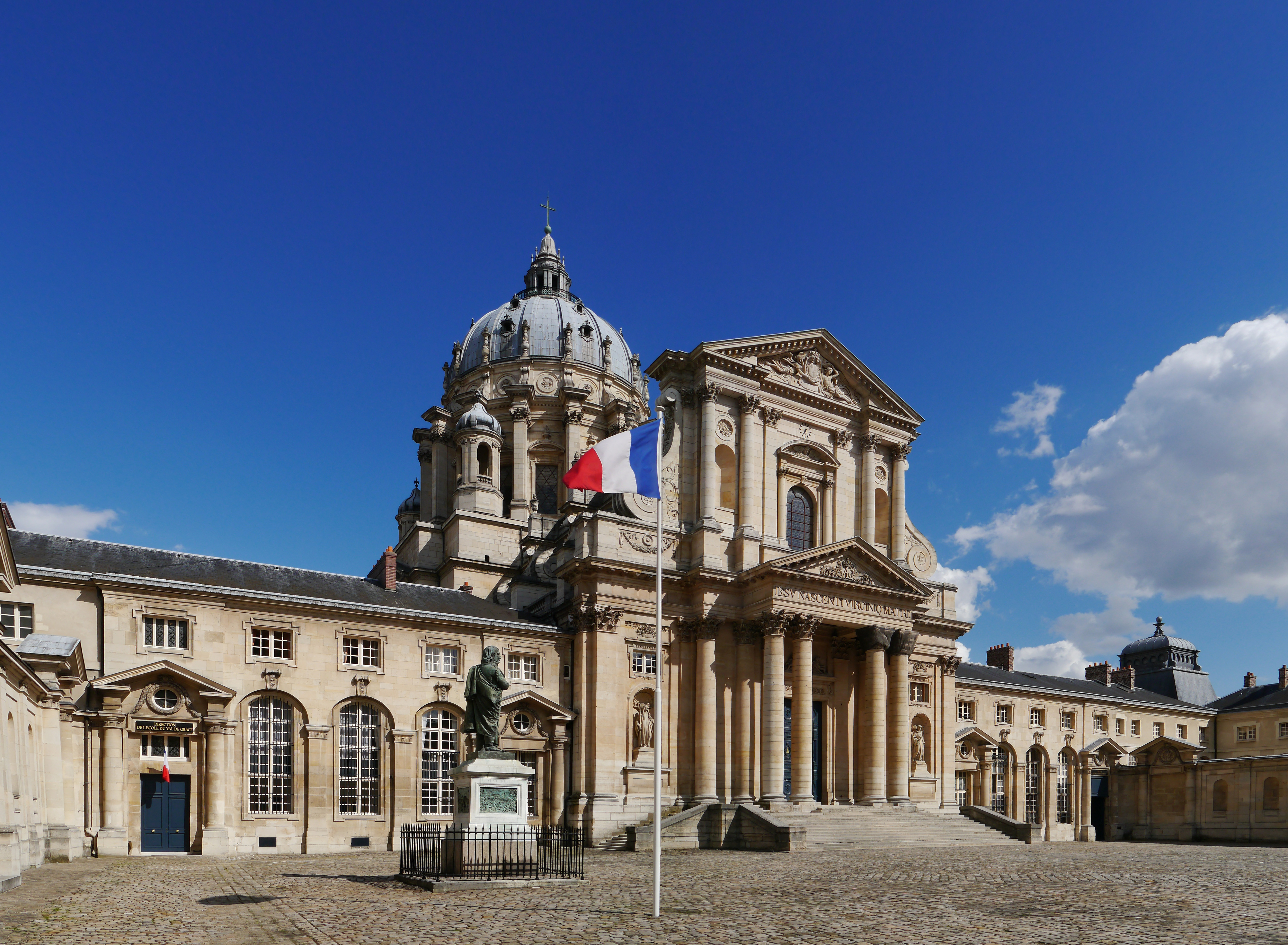
Chiesa del Val-de-Grâce

In ogni caso, anche nell'architettura sacra furono prodotte opere di indubbia originalità.
Nel 1616 Salomon De Brosse innalzò la svettante facciata della chiesa di Saint-Gervais-Saint-Protais de Paris, facendo ancora ricorso alla tradizionale sovrapposizione degli ordini classici. De Brosse attinse al verticalismo gotico, ma con la profondità derivante dal Barocco, gettando le basi dell'architettura francese del Seicento.
Più tardi, negli anni trenta del XVII secolo, François Mansart eresse la chiesa della Visitation con una pianta centrale e cappelle di forma ellittica accostate all'invaso circolare principale tanto da compenetrarsi con esso.
Nel medesimo periodo Jacques Lemercier (1585-1654) costruì la chiesa della Sorbona, su modello di San Carlo ai Catinari a Roma.
L'impianto è riconducibile ad una croce greca allungata, con cappelle laterali che si affacciano sulla navata attraverso due aperture per ciascuna, conferendo all'edificio i caratteri di una chiesa basilicale.

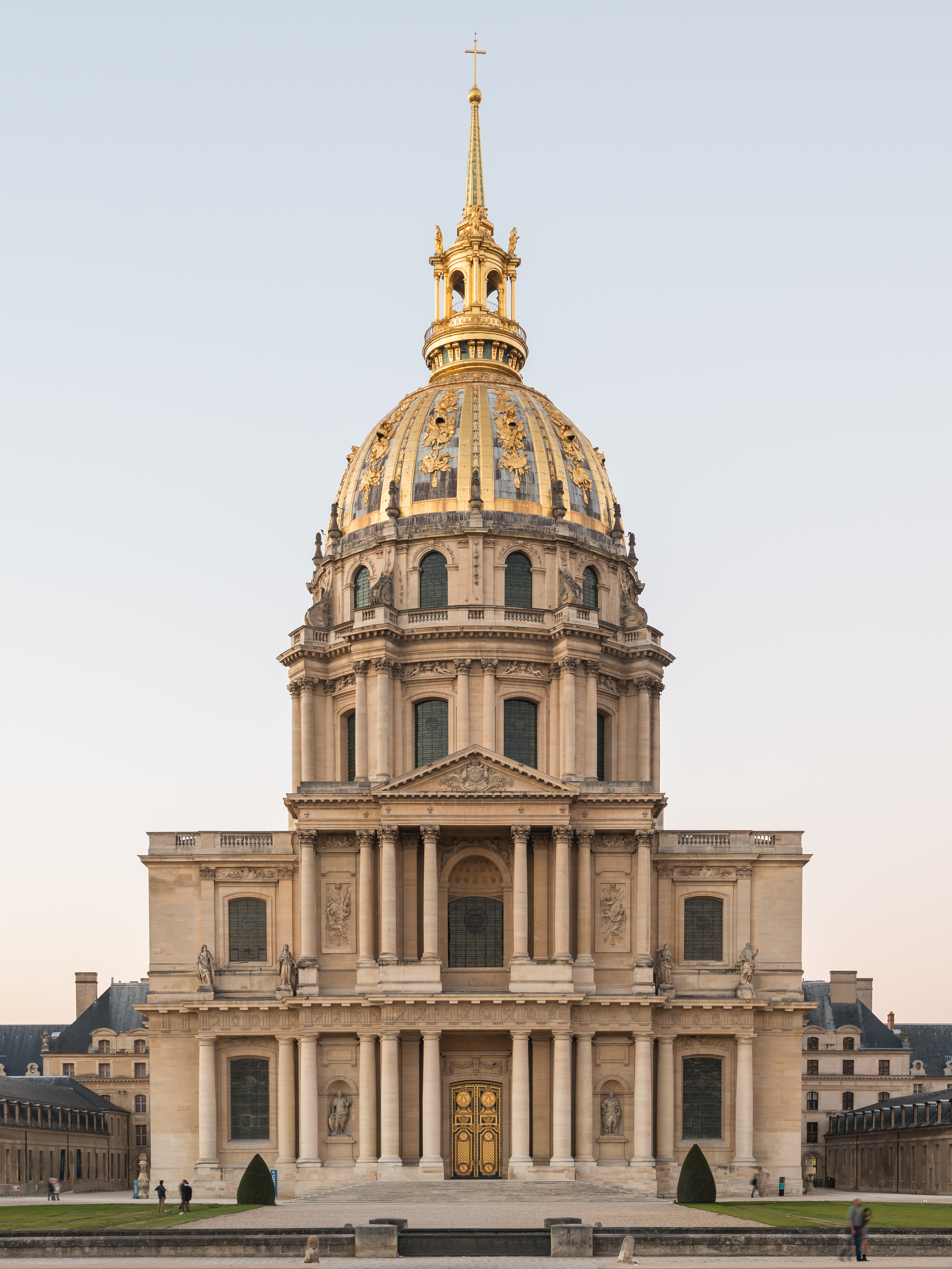
Dome des Invalides

Tra le chiese a pianta longitudinale è doveroso ricordare quella del Val-de-Grâce, opera di François Mansart (1645). Così come nelle chiese romane, la pianta è articolata con tre campate che si concludono nella cupola; nei pilastri che sostengono la calotta si trovano quattro cappelle che però non si aprono lungo la navata, ma direttamente verso l'invaso della cupola, rafforzandone la centralità.
Successivamente, negli ultimi decenni del Seicento, Jules Hardouin Mansart progettò Dôme des Invalides, la più importante chiesa francese a pianta centrale del periodo.
L'edificio presenta diverse analogie con la chiesa della Salute di Venezia: entrambe, malgrado le differenze formali della pianta (un quadrato nel caso della chiesa degli Invalidi e un ottagono in Santa Maria della Salute), mostrano l'aggiunta di un corpo posteriore dotato di una seconda cupola.
Mansart si ispirò al progetto michelangiolesco di San Pietro, ma, oltre ad allungare un braccio verso il presbiterio, creò dei passaggi diagonali tra l'ambulacro ed il centro della chiesa. All'esterno il tutto fu celato con delle superfici molto semplici e la facciata fu ornata con due ordini di colonne classiche liberamente spaziate. La cupola, caratterizzata da robusti contrafforti lungo il tamburo, termina in una svettante guglia dal verticalismo gotico. All'interno, la struttura della medesima cupola è composta da ben tre calotte sovrapposte: una più esterna rivestita in piombo, una intermedia affrescata e una terza dotata di un grande oculo per permettere la visione dei dipinti sovrastanti.

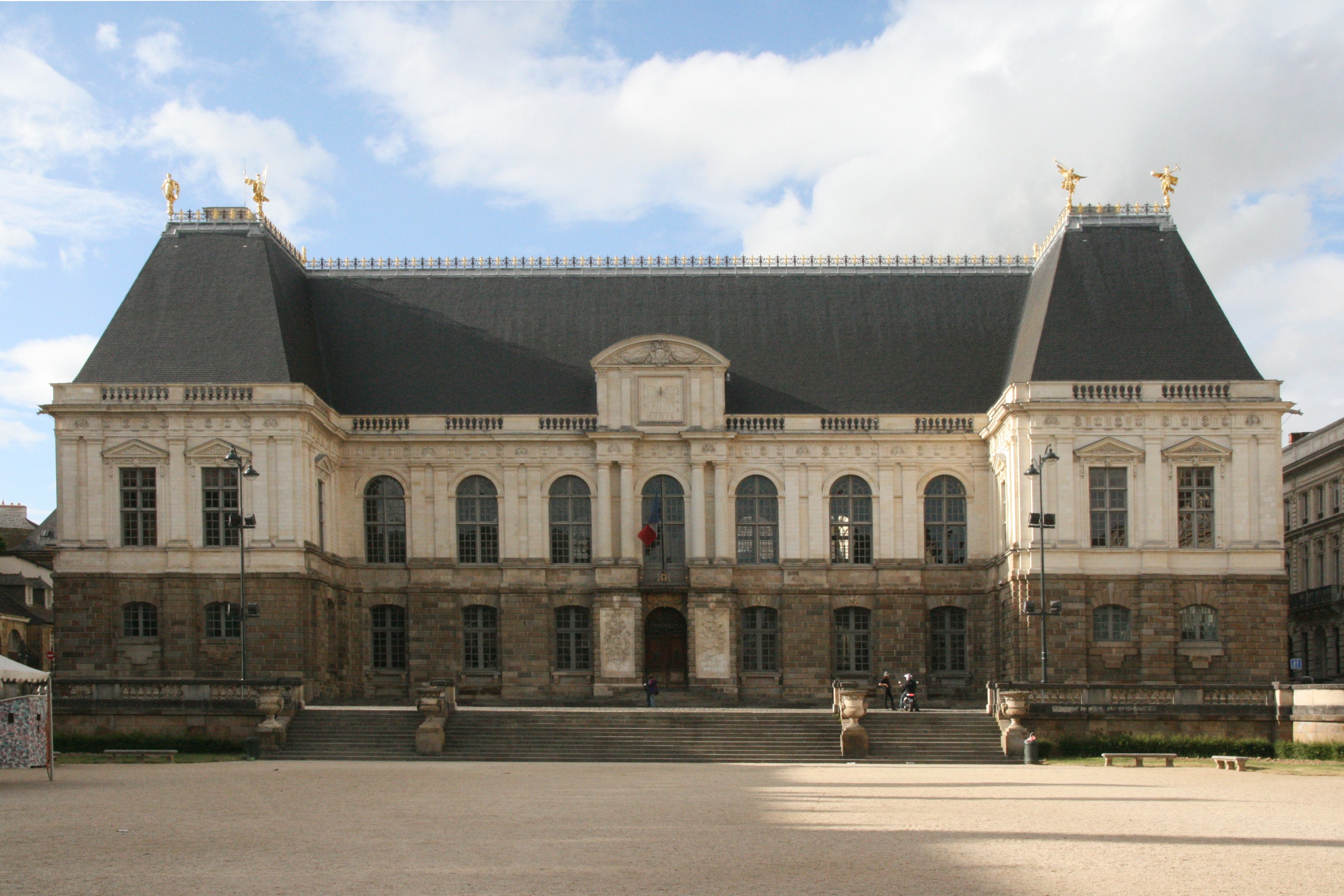
Palazzo del Parlamento di Bretagna a Rennes

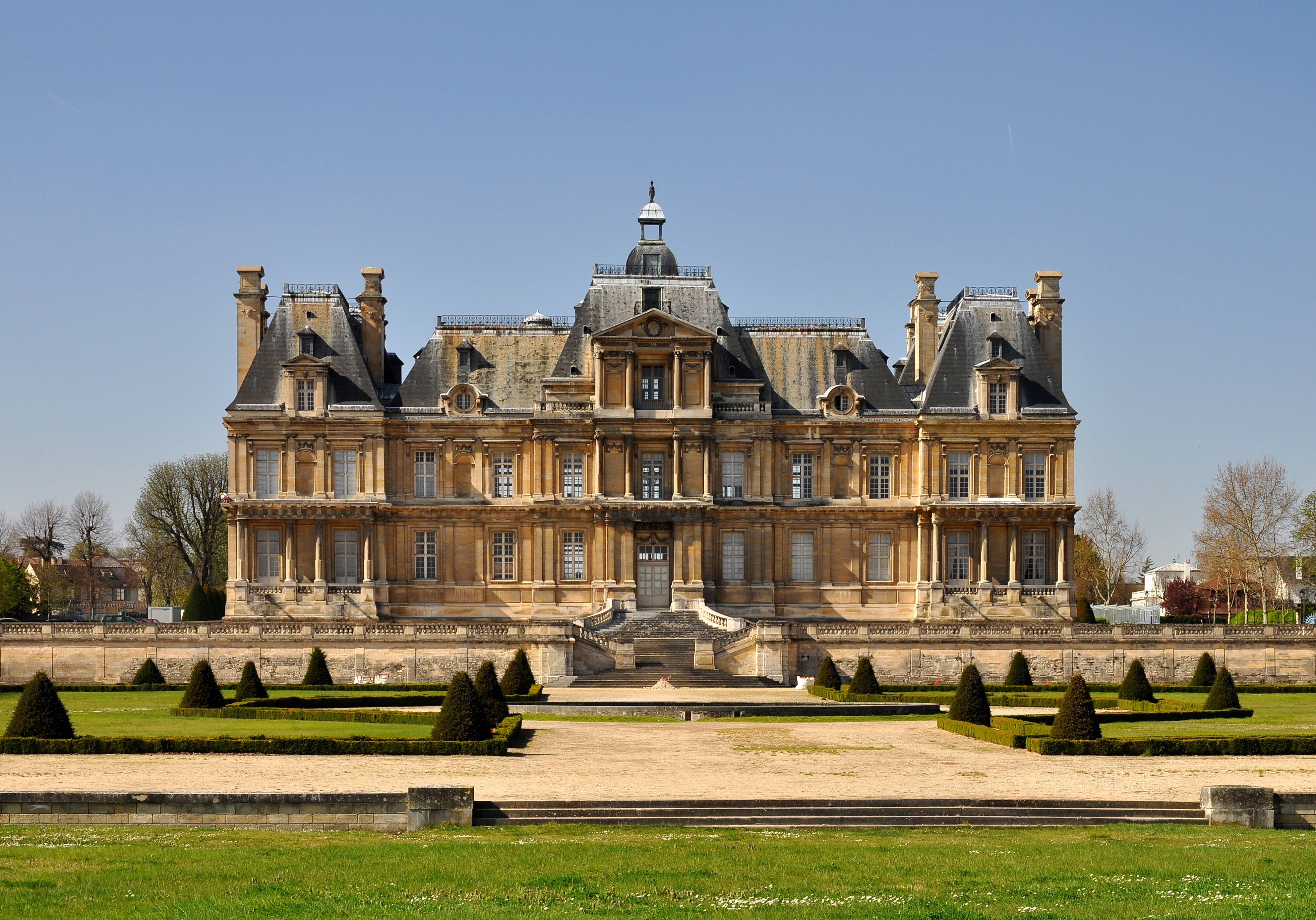
Castello di Maisons-Laffitte

Nella tipologia dei castelli e dei palazzi il punto di partenza dell'architettura barocca è nelle opere del citato Salomon de Brosse, che nei primi decenni del Seicento costruì alcune importanti residenze, tra cui il palazzo del Lussemburgo a Parigi (1617).
L'edificio fu innalzato per volontà di Maria de' Medici e nella planimetria non si discosta dalla tipologia dell'hôtel francese, ma la sistemazione di appartamenti completi nelle ali laterali determinò un miglioramento del concetto di comodità rispetto ai modelli del passato.
Tuttavia, la prima vera opera del classicismo francese è da ricercare nella facciata del palazzo di Giustizia di Rennes (noto come palazzo del Parlamento di Bretagna), innalzata sempre da Salomon de Brosse nel 1618.
Qui le ali laterali assumono minore importanza, mentre il centro della facciata è sottolineato da due coppie di colonne binate sulle quali poggia un frontone rotondo.
L'architettura di de Brosse influenzò l'opera di François Mansart; nella sua ala d'Orléans del Castello di Blois (1635-1638) ideò una cour d'honneur di profondità contenuta, raccordando le ali all'edificio principale per mezzo di elementi curvi.
L'opera principale di Mansart resta la casa di campagna di Maisons-Laffitte. In pianta presenta una forma rettangolare, chiusa ai lati da due ali non molto pronunciate e che sul retro dell'edificio vengono ridotte a dei semplici risalti; in alzato, la parte centrale è sottolineata da un avancorpo su tre piani, che riprende il tema degli ordini sovrapposti (già riscontrato in alcune realizzazioni di de Brosse) e conferisce al complesso un dinamismo verticale riconducibile ancora allo stile gotico, comunque equilibrato dalla presenza di elementi classici.

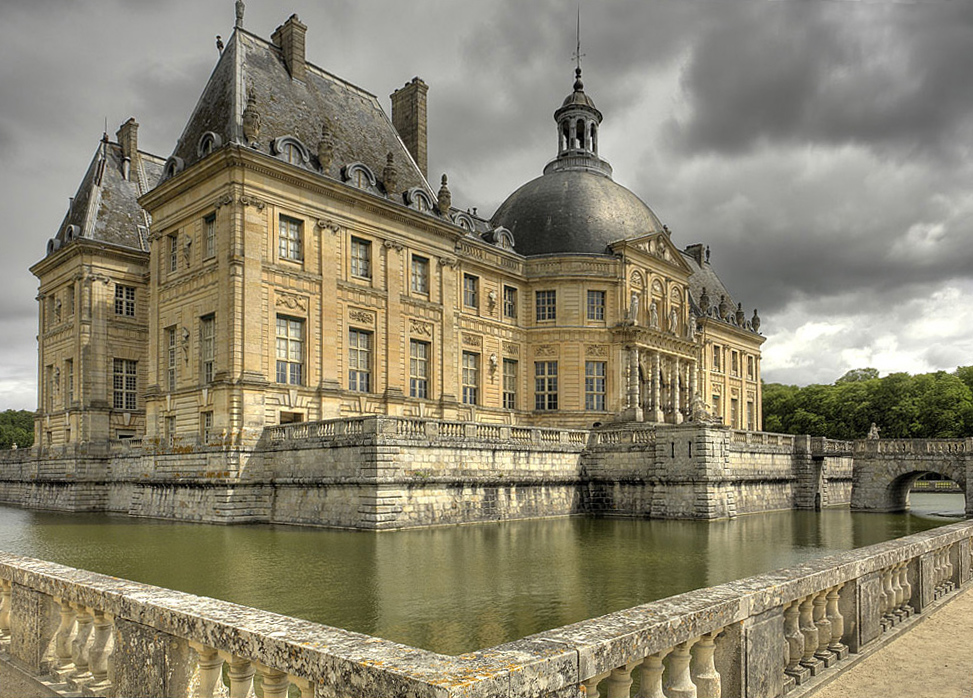
Vaux-le-Vicomte

L'altro grande protagonista della stagione barocca in Francia fu Louis Le Vau (1612-1670), autore del Castello di Vaux-le-Vicomte, il più importante edificio francese della metà del Seicento.
Il castello, costruito tra il 1657 ed il 1661, è immerso in un grandioso parco progettato da André Le Nôtre (1613-1700) e si innalza al centro di un suggestivo fossato.
All'esterno emergono chiaramente le conformazioni degli ambienti interni ed in particolare è evidente il volume del grande salone ellittico coperto da una cupola; inoltre le ali laterali perdono la loro autonomia e divengono parte integrante del corpo principale del palazzo.
L'importanza di Vaux-le-Vicomte non risiede solo nella composizione spaziale, ma anche nell'organizzazione degli spazi interni in appartamenti indipendenti (appartement double).
Infatti, sino ad allora, le stanze dei prestigiosi complessi residenziali erano collegate l'una all'altra direttamente o mediante un corridoio laterale avente la funzione di disimpegno; a Vaux-le-Vicomte gli appartamenti furono disposti in maniera più funzionale attorno al corpo centrale dell'edificio.

Reggia e giardini di Versailles

Direttamente collegata a Vaux-Le-Vicomte è la Reggia di Versailles, commissionata da Luigi XIV a Le Vau, Le Nôtre e Charles Le Brun (1619-1690). I lavori cominciarono nel 1664 con la ristrutturazione e l'ampliamento di un padiglione di caccia preesistente voluto da Luigi XIII; la Reggia assunse una conformazione ad U e nel 1668 fu ulteriormente ingrandita con l'aggiunta di due ali che accentuarono la profondità della cour d'honneur. Dieci anni dopo, Hardouin Mansart innalzò due blocchi posti trasversalmente alle ali e chiuse la terrazza del corpo centrale del palazzo con la Galerie des Glaces (la Galleria degli Specchi); allo stesso Mansart si deve anche il progetto della cappella, iniziata nel 1689 e terminata solo nel 1710, nella quale si fondono elementi barocchi, classici e gotici.
La monumentalità del complesso è sottolineata mediante una piazza rivolta verso la città di Versailles, in cui converge un tridente di strade diretto verso Parigi; sul fronte opposto si estende un vastissimo parco che, con i suoi viali ortogonali e radiali, le sue fontane e le sue vasche cruciformi, rende la Reggia il simbolico punto focale dell'intera Nazione.
Il classicismo francese raggiunse il suo apice nella facciata del Louvre di Claude Perrault (1613-1688), innalzata dopo che fu rifiutato un disegno proposto da Gian Lorenzo Bernini. Il progetto di Perrault chiuse il prospetto est del Louvre con una lunga galleria di colonne binate sorrette da un massiccio basamento e delimitate alla sommità da una trabeazione con una balaustra.

### Inghilterra

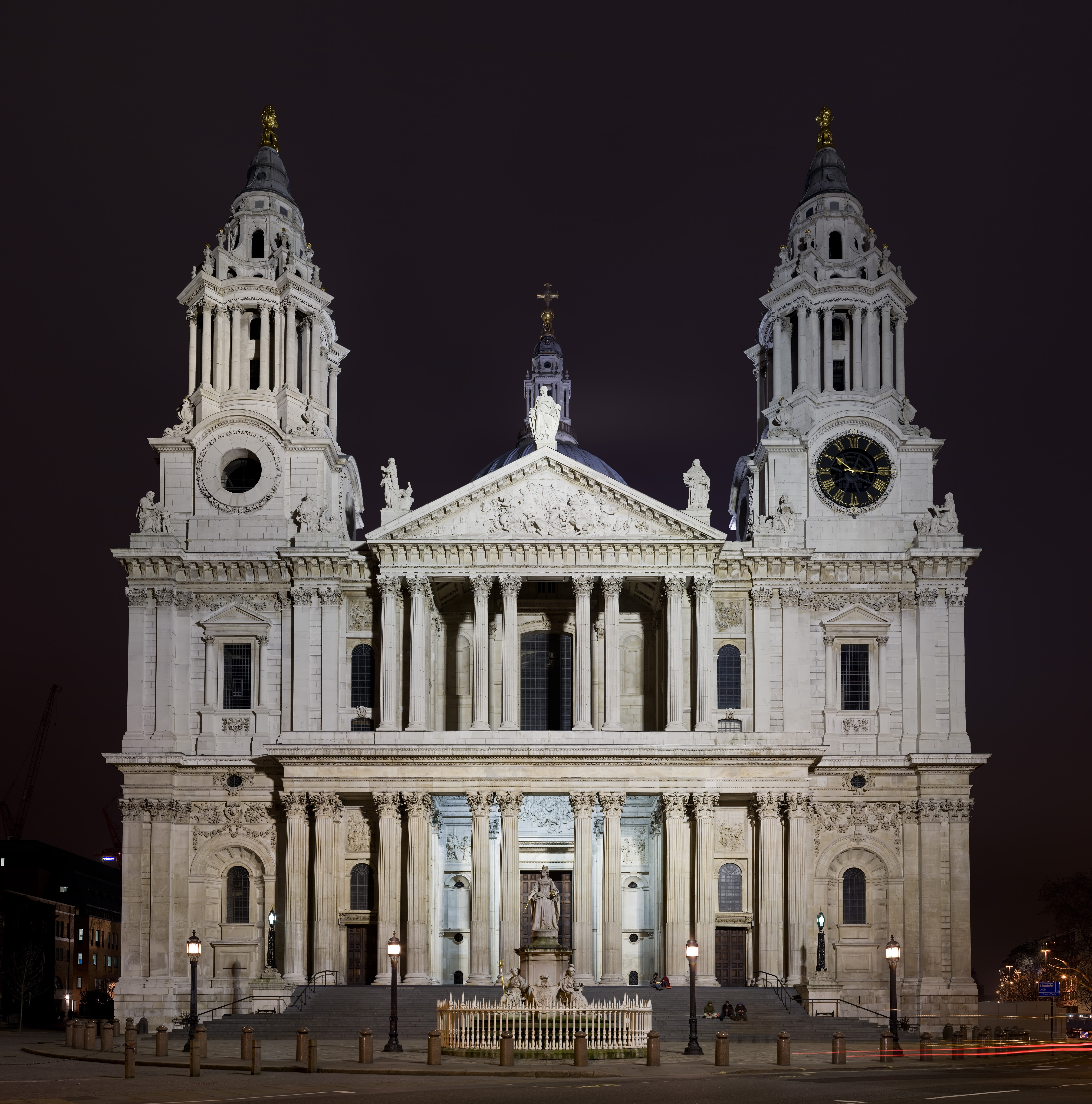
Cattedrale di Saint Paul, Londra

Fino al principio del XVII secolo, l'architettura inglese fu lontana dalle tendenze maturate nel resto d'Europa.
Intorno al 1616 Inigo Jones (1573-1652) introdusse in Inghilterra lo stile palladiano, destinato ad avere un'enorme fortuna oltre La Manica e nelle colonie americane: tra le sue prime opere si ricorda la Queen's House a Greenwich, un edificio dall'aspetto italiano, ma dotato di numerose grandi aperture di stampo nordico.
Nella seconda metà del secolo, complice una forte immigrazione di protestanti francesi, l'architettura inglese volse verso il gusto barocco.
La figura di maggior rilievo dell'ultima fase del Seicento fu Christopher Wren (1632-1723), protagonista della ricostruzione di Londra dopo l'incendio del 1666.
In particolare, nel 1673 presentò un primo progetto per la ricostruzione della cattedrale di Saint Paul, basato su una pianta a croce greca evidentemente influenzata dai disegni di Michelangelo Buonarroti per la Basilica di San Pietro in Vaticano, ma che presentava delle cappelle laterali aperte sulle diagonali direttamente verso la cupola.
Il clero anglicano rifiutò la proposta e Wren fu costretto ad apportare notevoli cambiamenti al progetto, facendo assumere al complesso una forma basilicale.
L'elemento più Barocco della cattedrale divenne la facciata principale, schermata con due ordini di colonne di derivazione francese ed affiancata da due campanili ispirati allo stile del Borromini. All'intersezione della navata con il transetto si innalza una grande cupola, definita come "una espressione piuttosto banale degli ideali dell'architettura inglese"; vista dall'esterno appare decisamente classicheggiante, mentre all'interno è strutturata con un'artificiosa serie di calotte sovrapposte tipiche dell'architettura barocca.

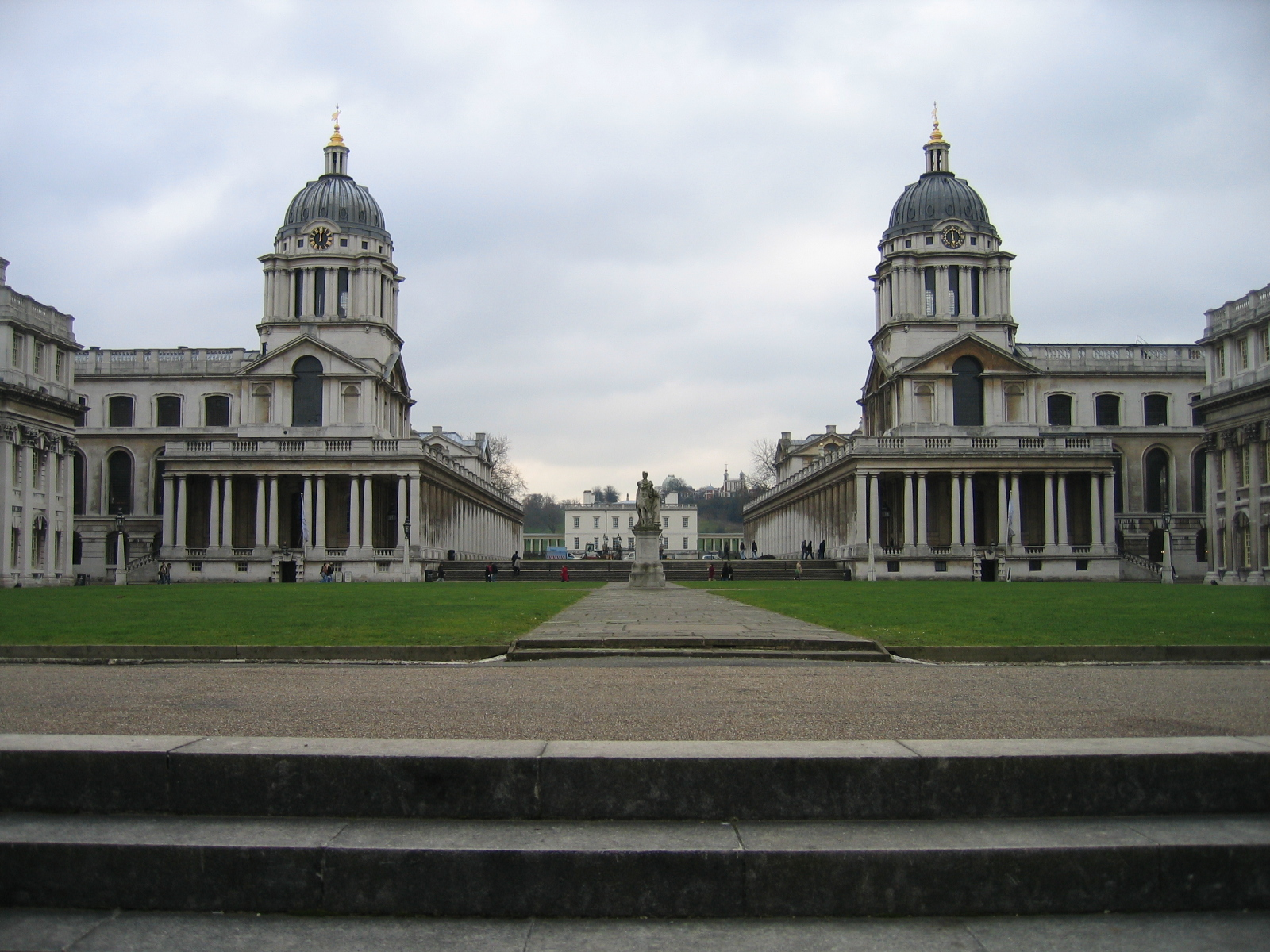
Greenwich Hospital

Tra le altre opere di Christopher Wren si ricorda il Greenwich Hospital, realizzato sul finire del XVII secolo nei pressi della Queen's House di Inigo Jones. Proprio la Queen's House divenne il punto conclusivo di un asse definito mediante lunghi colonnati sormontati da due cupole speculari. Il tema delle colonne binate, che all'epoca aveva trovato ampio risalto nella facciata del Louvre di Perrault, venne proposto in ogni parte dell'edificio e persino nelle cupole, peraltro vagamente ispirate a quella della chiesa degli Invalidi, di Jules Hardouin Mansart.
Invece, l'architettura civile fu condizionata da Roger Pratt (1620-1684), che dalla Francia importò l'appartement double e la cour d'honneur, ma che non si distaccò dall'architettura di Inigo Jones. Un'altra figura di rilievo fu Hugh May (1621-1684), che introdusse i temi del classicismo olandese e lavorò al Castello di Windsor, realizzando alcune tra le più interessanti decorazioni barocche dell'Europa settentrionale (oggi perdute).

### Fiandre
Il Barocco nelle Fiandre venne introdotto dai Gesuiti, atti a contrastare la Riforma protestante che aveva già conquistato le Diciassette Province. I primi Gesuiti arrivarono direttamente da Parigi a Lovanio nel 1542, appena due anni dopo la fondazione dell'ordine, e costruirono una residenza per gli studenti nell'università cattolica cittadina. In seguito si irradiarono nella regione e nel 1562 arrivarono ad Anversa, ove nel 1574 fondarono un piccolo collegio. Ben presto accrebbero d'importanza, tanto che, su progetto dei gesuiti Pieter Huyssens e François d'Aguilon, tra il 1615 e il 1621 costruirono la chiesa di San Carlo Borromeo, una delle prime chiese delle Fiandre in cui è riscontrabile l'influenza barocca, seppur con chiari rimandi al Manierismo.

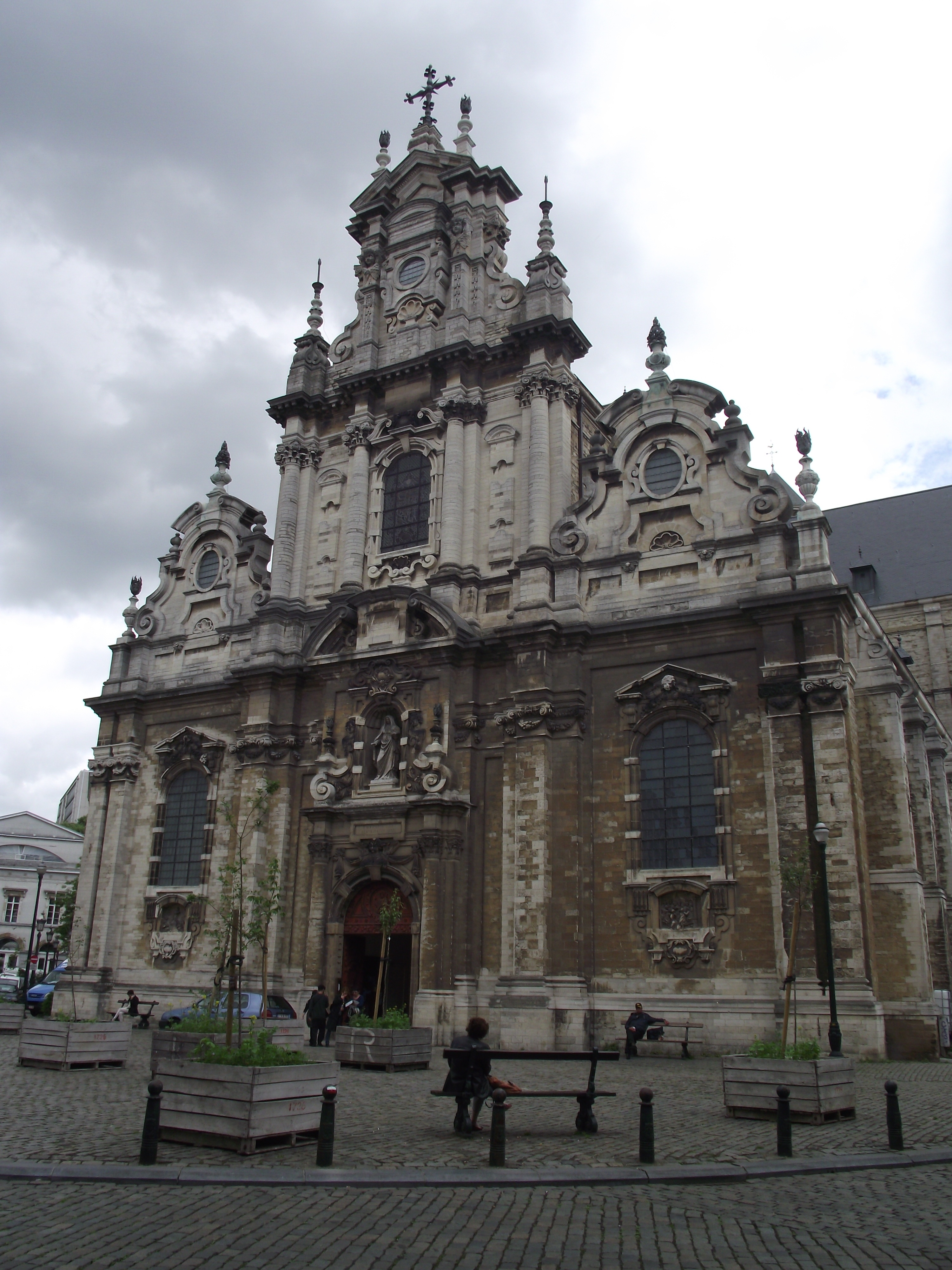
Chiesa di San Giovanni Battista al Beghinaggio, Bruxelles

Da quest'opera ben presto ne seguirono altre; a Gand l'ordine ricostruì l'antica Abbazia di San Pietro dal 1629, mentre a Lovanio decisero nel 1650 di erigere una chiesa per il nuovo collegio, la parrocchiale di San Michele, in cui lo stile barocco si manifestò ancor più chiaramente.
Il Barocco iniziò a diffondersi in tutte le altre città mescolandosi a quella forte vocazione gotica della regione volta al verticalismo. Infatti gli edifici, pur presentando caratteristiche provenienti dalla chiesa del Gesù di Roma, adottarono forme allungate e mantennero una certa bicromia dato dai materiali di costruzione, come la pietra arenaria e i laterizi. Nel contempo a Malines si andò affermando Lucas Faydherbe, discepolo di Peter Paul Rubens, la cui opera fu di grande ispirazione per l'architettura barocca della regione; egli fu autore della chiesa di Nostra Signora d'Hanswijk, nonché delle brussellesi chiesa delle Clarisse e di San Giovanni al Beghinaggio.

### Paesi Bassi

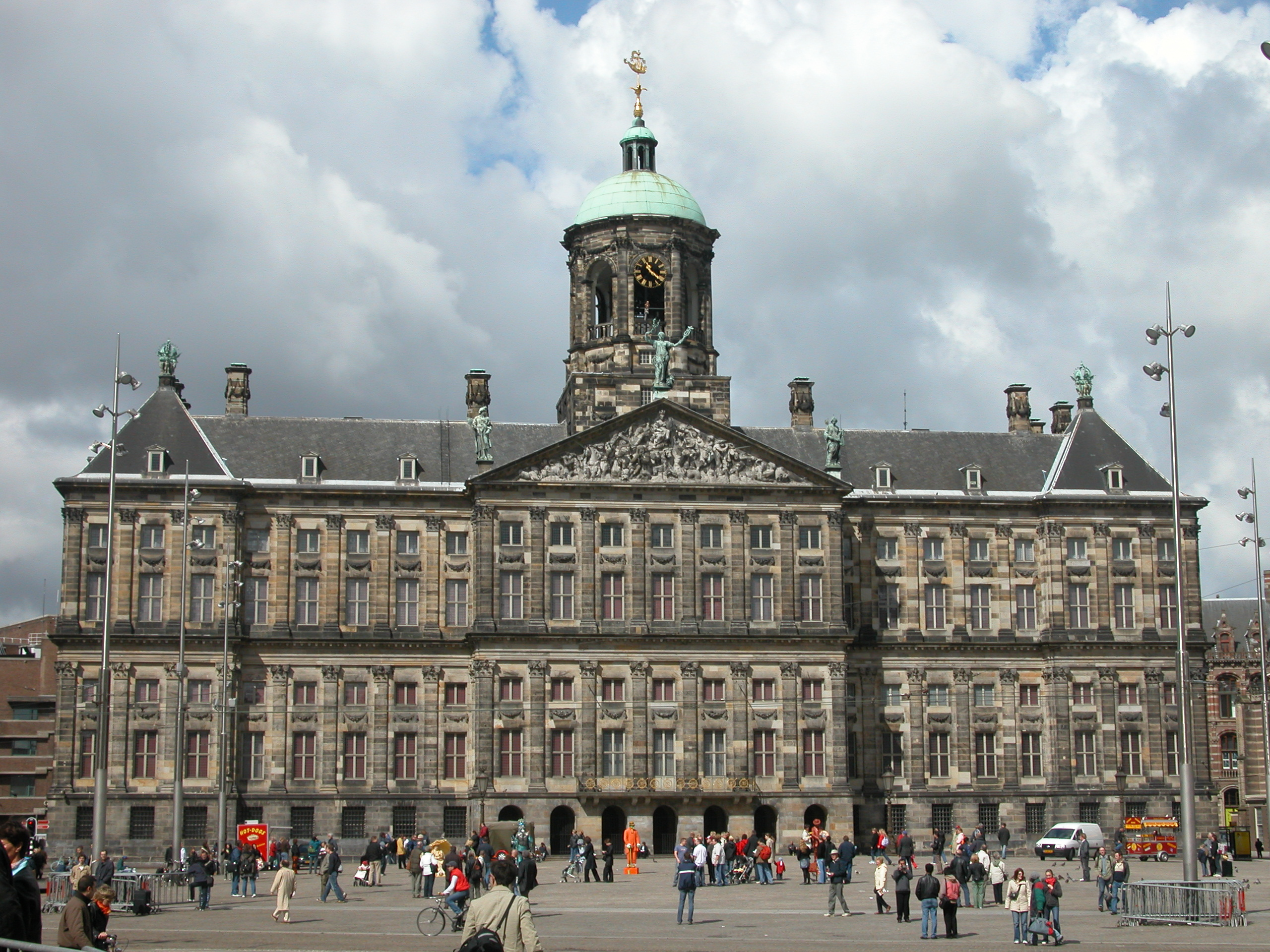
Municipio, Amsterdam

Il Barocco olandese fu influenzato dalla sobrietà calvinista e si sviluppò soprattutto tra il 1648, con la pace di Vestfalia, ed il 1685, anno in cui numerosi Ugonotti si rifugiarono nei Paesi Bassi importandovi gusti e tendenze francesi che di fatto posero fine all'espressione autonoma del Barocco locale.
Proprio nel 1648, con l'indipendenza della Repubblica delle Sette Province Unite, fu iniziato il Municipio di Amsterdam, un vasto edificio dal carattere severo, con facciate caratterizzate da finestre inquadrate all'interno di una serie di pilastri che uniformano tutto il prospetto.
L'architettura civile fu influenzata anche da un classicismo derivato dallo stile di Andrea Palladio, riscontrabile ad esempio nella Mauritshuis di Jacob van Campen (1596-1657). Sulla scia di Van Campen, si inserisce l'opera di Pieter Post (1608-1669), la cui realizzazione principale è il Municipio di Maastricht (1659-1664).
Di grande rilevanza fu lo sviluppo dell'architettura sacra. Le prime chiese, legate al culto protestante, avevano una pianta basilicale piuttosto tradizionale; alcune innovazioni si ebbero nella Noorderkerk (1620-1623), un edificio a croce greca con gli angoli smussati, dove confluiscono anche elementi della tradizione gotica.
Le piante centralizzate sono alla base di numerose chiese olandesi; tra le soluzioni più interessanti ed originali occorre ricordare la Marekerk di Leida, di forma ottagonale, la Nieuwe Kerk de L'Aia (1649), formata da due quadrati con absidi e sormontata da un campanile centrale, ed infine la Ronde Lutherse Kerk di Amsterdam (1668), a pianta circolare con un ambulacro che si sviluppa solo per metà del perimetro.

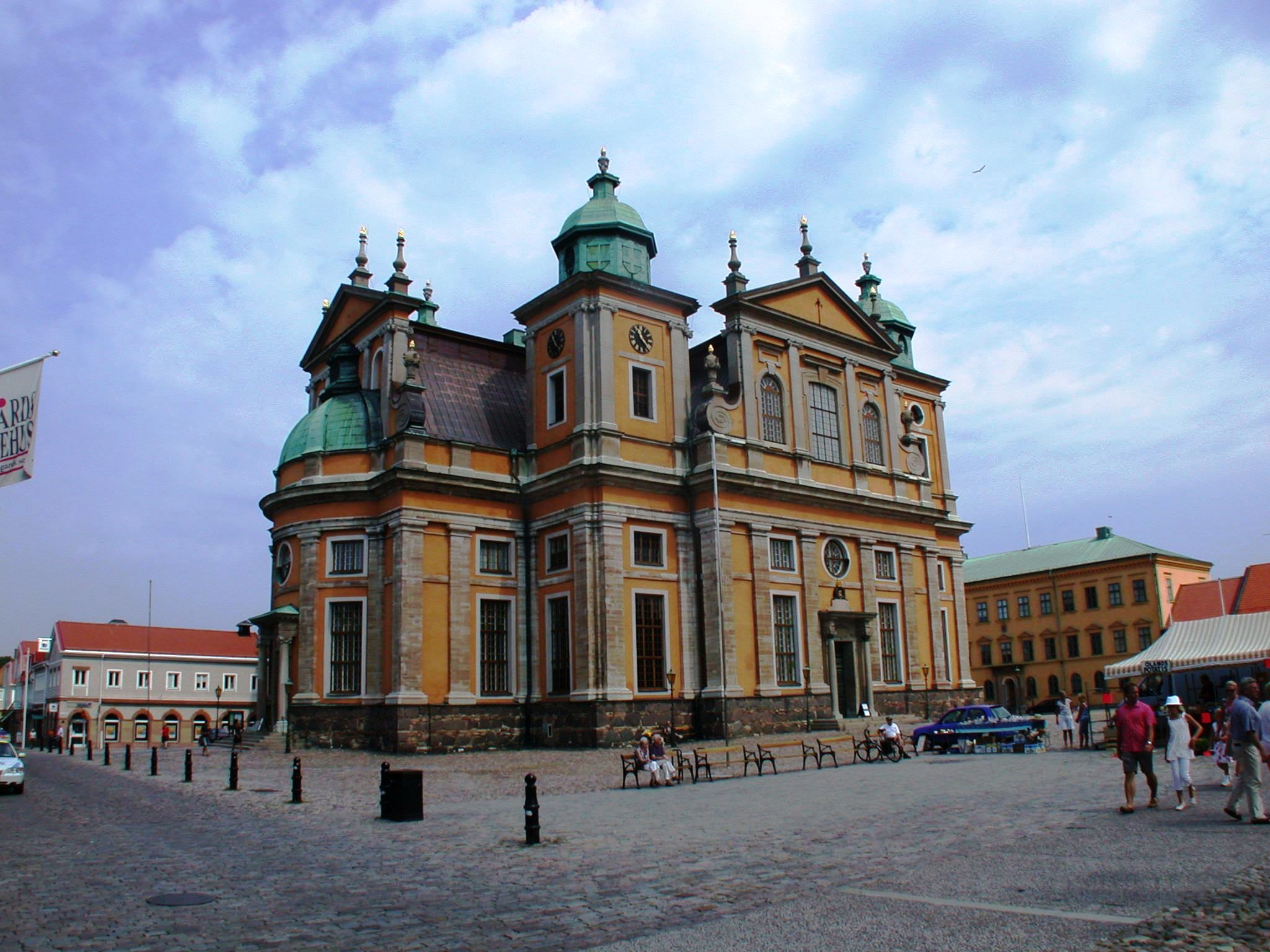
Cattedrale di Kalmar

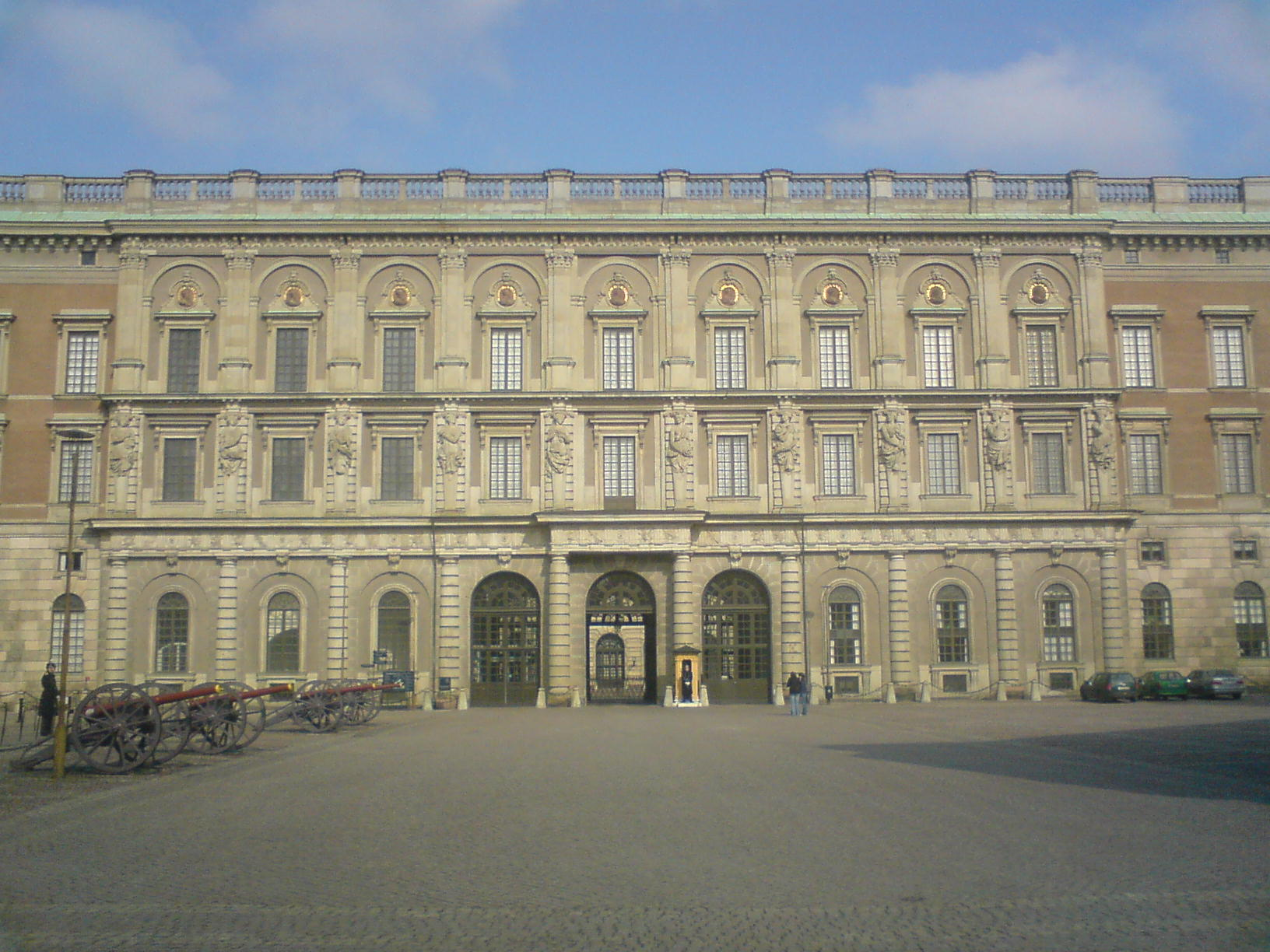
Palazzo Reale, Stoccolma

### Europa del Nord
L'architettura dell'Europa settentrionale fu influenzata da un insieme di tendenze francesi, olandesi ed italiane.
In Danimarca una certa attività edilizia si sviluppò sotto re Cristiano IV, che era desideroso di trasformare Copenaghen in una vera e propria capitale. La città fu notevolmente ampliata con la costruzione di diversi edifici di stampo manierista, come il palazzo della Borsa. Per la nuova città lo stesso sovrano ideò una piazza ottagonale, che però non fu costruita. Il suo successore non realizzò opere significative in ambito architettonico e solo nel 1672 fu costruito il palazzo di Charlottenborg, il primo edificio in stile barocco di Copenaghen.

#### Svezia
L'architettura danese del primo Seicento condizionò anche la produzione svedese, ma la nomina del francese Jean de la Vallée (1620-1696) come architetto reale favorì l'affermazione del gusto barocco; su modello del palazzo italiano, eresse a Stoccolma il palazzo Axel Oxenstiernas (posteriore al 1650) e nel 1656 costruì la Chiesa di Caterina e il palazzo Bonde, quest'ultimo caratterizzato da una cour d'honneur e da un'articolazione delle superfici derivata dallo stile di Salomon de Brosse.
Dal 1649 la carica di architetto reale fu ricoperta da Nicodemus Tessin il Vecchio (1615-1681), al quale si deve ad esempio la Cattedrale di Kalmar (1660), il Mausoleo Carolino presso la Riddarholmskyrkan di Stoccolma (dove sono presenti angoli convessi) ed il Castello di Drottningholm.
Un ruolo di primo piano ebbe il figlio Nicodemus Tessin il Giovane, architetto formatosi a Roma e che più volte visitò la Francia. Proprio da queste esperienze trasse l'ispirazione per il progetto del Palazzo Reale di Stoccolma, ricostruito dopo il 1697 a seguito di un incendio. Tessin, memore dei disegni di Gian Lorenzo Bernini per l'ampliamento del Louvre, edificò un blocco dall'aspetto unitario; ad occidente furono posti due corpi curvilinei a delimitare una corte, mentre ad est furono inseriti due blocchi fortemente aggettanti.
I rapporti con l'architettura francese sono riscontrabili nel cortile, che fu pensato come una place royale parigina, tanto che l'architetto propose di innalzarvi una statua del sovrano; invece, l'influenza del Barocco romano è evidente nella facciata sulla cour d'honneur, dove sono ripresi i temi di palazzo Barberini.
Tessin il Giovane fu autore di numerosi altri edifici di Stoccolma e della sua residenza di città, il palazzo Tessin; sul retro del palazzo si apre un giardino nel quale lo spazio si restringe e si dilata accentuando quell'illusione di profondità tipicamente barocca.

### Europa Centrale

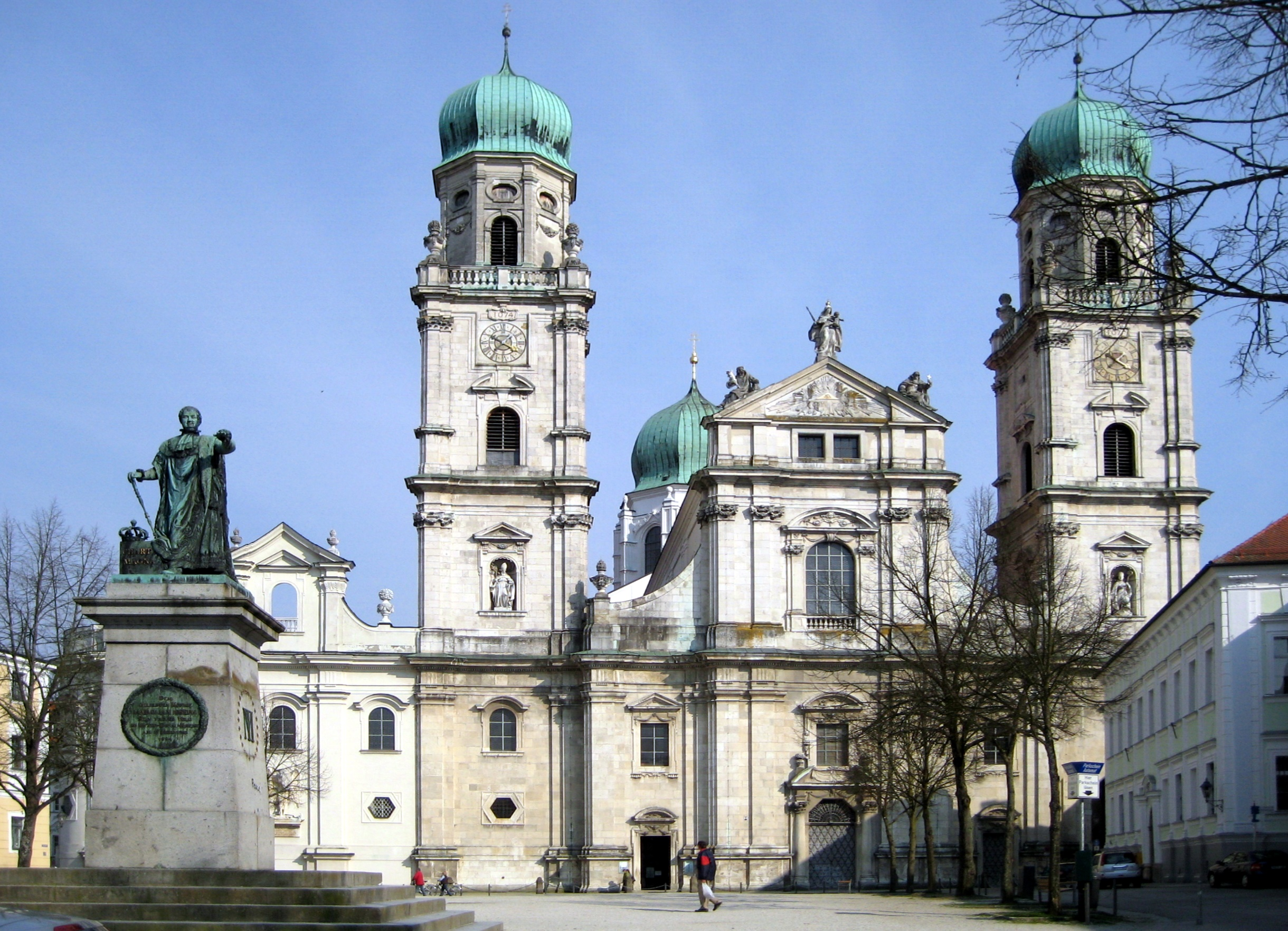
Cattedrale di Passavia

In Germania, una delle prime architetture legate alla Controriforma fu la chiesa di San Michele a Monaco di Baviera, costruita per i gesuiti a cominciare dal 1585 su modello della chiesa del Gesù di Roma come era consuetudine per la maggior parte delle realizzazioni dell'ordine. Infatti presenta un'unica ampia navata coperta a volta sorretta direttamente dai grandi pilastri perimetrali tra cui si trovano cappelle laterali raggiungendo un'integrazione degli spazi superiore a quella della basilica romana.
Questa soluzione fu ripresa da Hans Alberthal (1575-1657) in altre chiese costruite in diverse aree del paese.
Questo processo di penetrazione del linguaggio classicista e del primo barocco si interruppe con la guerra dei trent'anni. Dopo la guerra, che impoverì enormemente le regioni del Sacro Romano Impero, numerosi architetti italiani e svizzeri furono attivi in buona parte dell'Europa centrale e gettarono le premesse per l'affermazione dell'architettura tardobarocca (soprattutto nelle regioni di religione cattolica: Austria e Baviera) tra la fine del Seicento e del Settecento; tra questi si ricordano Carlo Lurago (1615-1684), Francesco Caratti, Carlo Antonio Carlone, Domenico Martinelli (1650-1718), Agostino Barelli (1627-1679) ed Enrico Zuccalli (1642-1724). Vi fu anche un notevole afflusso di maestranze sia dal Ticino che dall'Italia settentrionale.

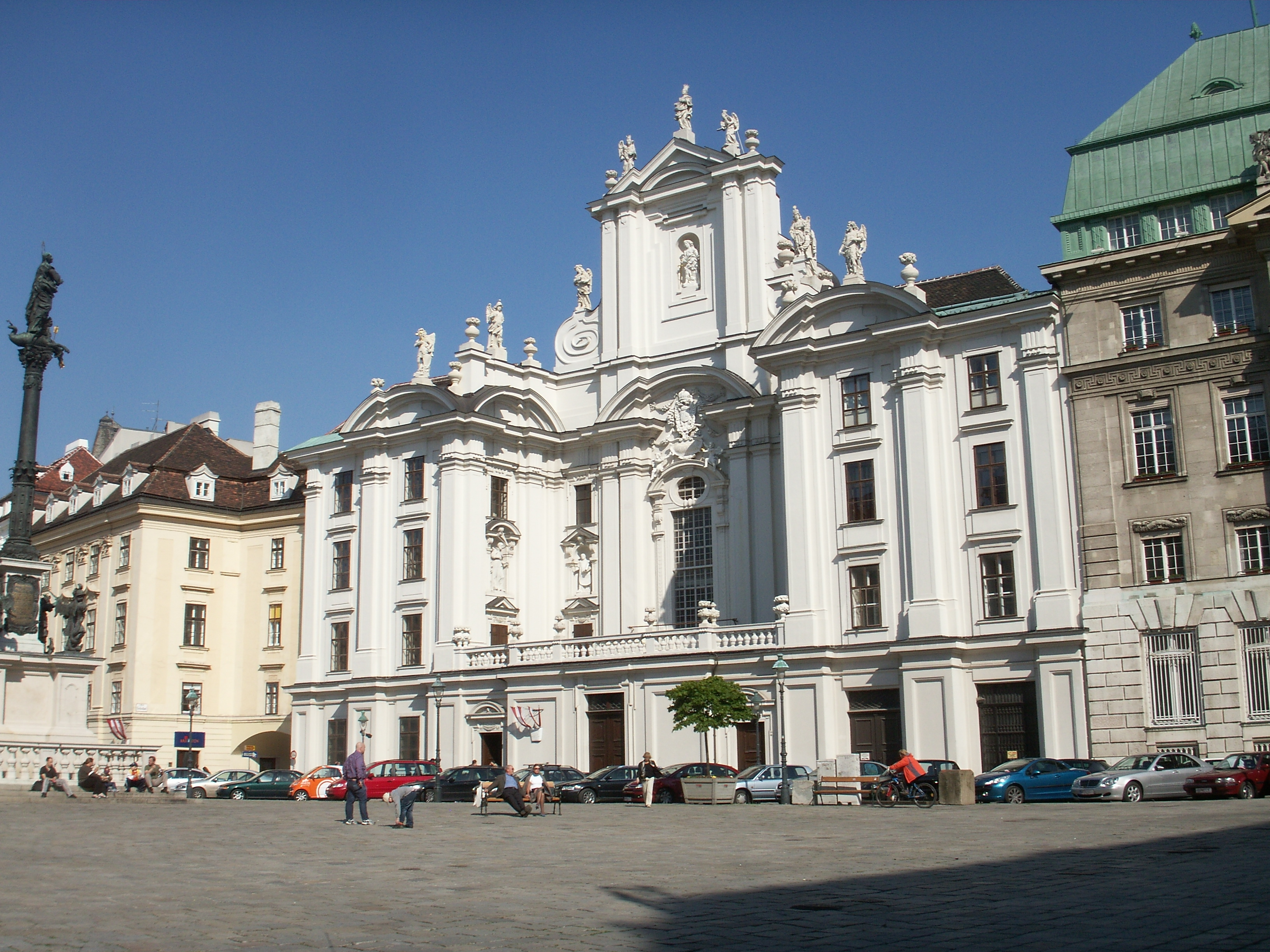
Chiesa am Hof, Vienna

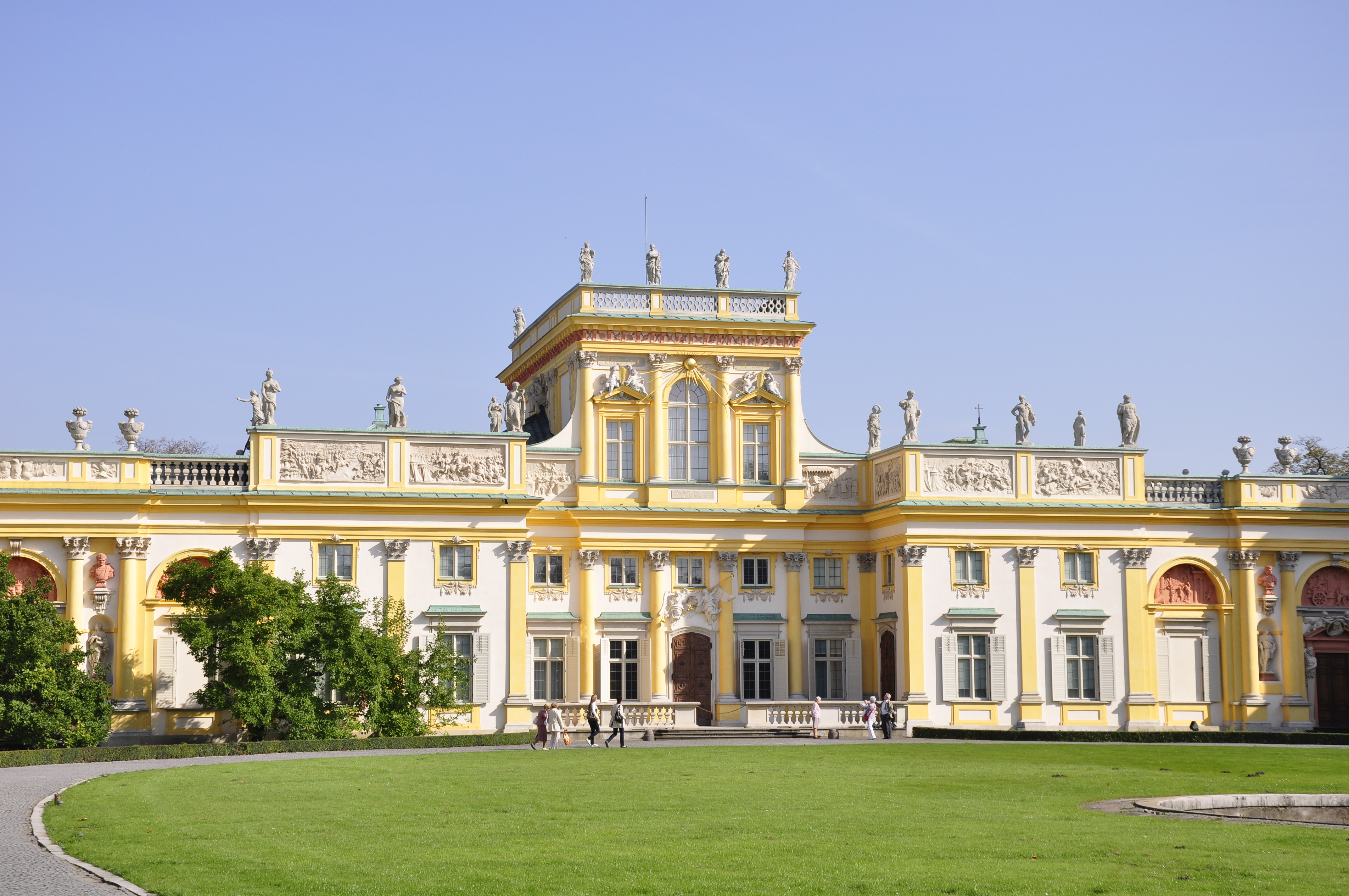
Palazzo di Wilanów, presso Varsavia

Lurago lavorò soprattutto in Boemia, realizzando inizialmente opere di stampo manierista; più tardi innalzò la cattedrale di Passavia, con una navata squisitamente barocca, definita mediante una successione di volte ellittiche.
A Francesco Caratti, morto nel 1679, si devono alcuni dei più imponenti palazzi di Praga, ma l'arrivo del francese Jean Baptiste Mathey (1630-1695) introdusse uno stile più raffinato, riscontrabile ad esempio nel Castello di Troja.
A Vienna il Barocco giunse nella seconda metà del Seicento e la prima opera di rilievo fu la facciata della chiesa am Hof, di Carlo Antonio Carlone, edificata nel 1662 e caratterizzata da ali laterali che la raccordano ai palazzi adiacenti.
L'architettura viennese raggiunse la pienezza solo con l'arrivo, nel 1690, del lucchese Domenico Martinelli, che realizzò il palazzo Liechtenstein ispirandosi al palazzo Chigi-Odescalchi di Bernini.
Il bolognese Agostino Barelli introdusse il Barocco italiano in Baviera.
A Monaco disegnò la Theatinerkirche, iniziata nel 1663 ispirandosi alla chiesa di Sant'Andrea della Valle; nella medesima città avviò la costruzione del palazzo di Nymphenburg, poi continuato da Enrico Zuccalli.
Anche in Polonia l'architettura sacra fu influenzata da Roma. A Cracovia i Gesuiti eressero la loro chiesa basandosi su quella del Gesù. Successivamente fecero la loro comparsa schemi centralizzati a Klimontów, Gostyń e a Varsavia, dove Tielman van Gameren (1632-1706) realizzò la chiesa di San Casimiro (1688-1689). Altra opera di van Gameren è la più vivace chiesa di Sant'Anna a Cracovia (1689-1705), a pianta longitudinale.
I castelli invece risentirono dell'influenza francese: ad esempio il grande palazzo di Wilanów, iniziato nel 1681, si articola attorno a una cour d'honneur a forma di ferro di cavallo.

### Impero russo

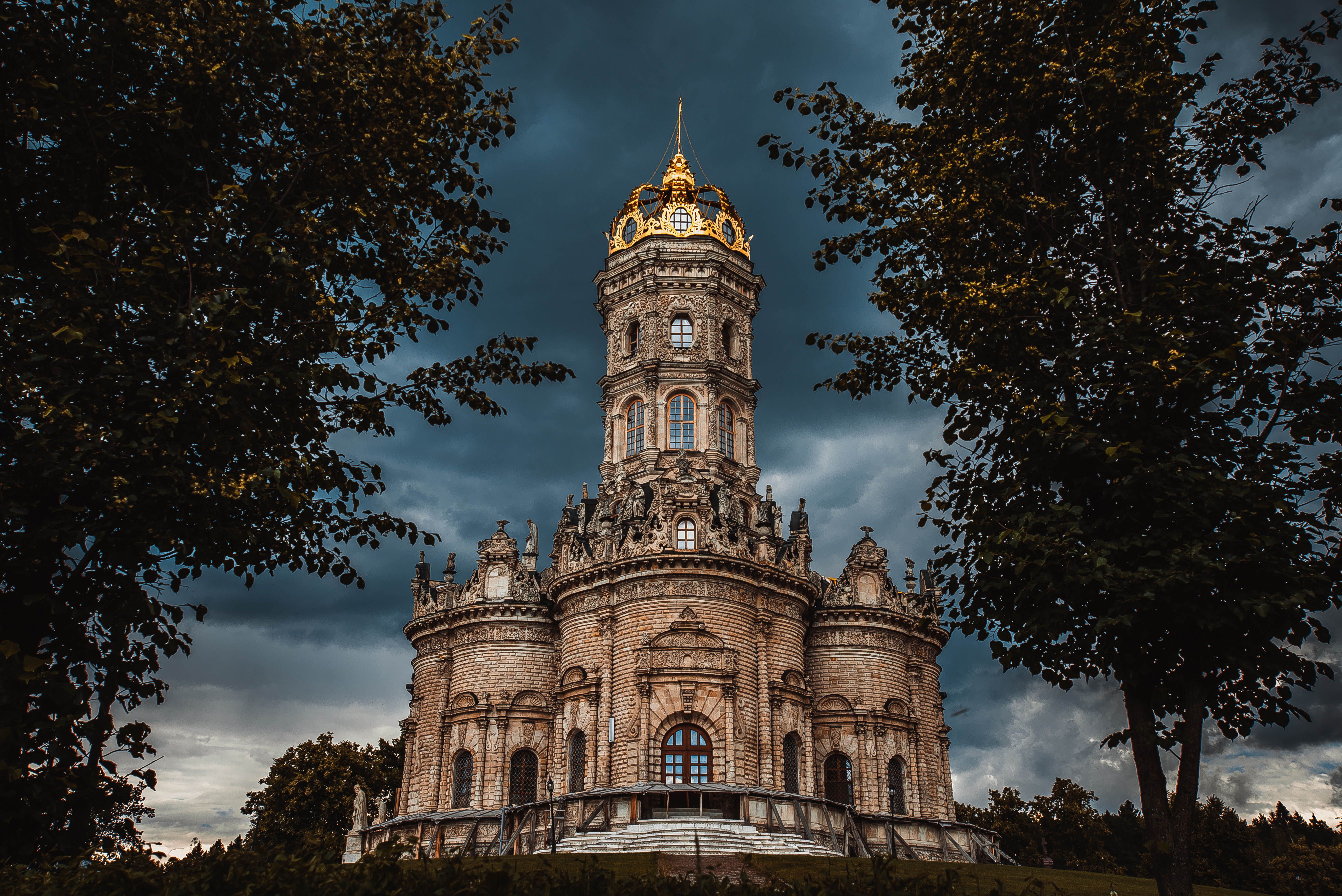
Chiesa della Madonna del Segno (Dubrovicy)Podolsk, Mosca

Ancor prima del regno di Pietro il Grande l'architettura russa si avvicinò alle tendenze europee con l'adozione di motivi rinascimentali e barocchi seppure episodica. Allo stesso tempo, la riconquista delle zone occidentali e in particolare dell'Ucraina, portò allo sviluppo di uno stile con caratteristiche proprie, ma privo di un'autentica relazione con la coeva architettura europea.
Solo nel corso del Settecento la Russia accolse, con maggior vigore, i canoni stilistici del mondo occidentale (si rimanda al paragrafo sull'architettura tardobarocca). Infatti una più decisa transizione verso l'architettura occidentale coincise col Barocco di Mosca, all'inizio del XVIII secolo, che già mostra un consapevole utilizzo degli ordini architettonici. Un esempio considerevole di questa corrente si ha nel monastero di Novodevičij di Mosca.
Un ruolo decisivo nello sviluppo di questo tardobarocco russo lo ebbero i progettisti di origine italiana, primo tra tutti Bartolomeo Rastrelli.

### Spagna

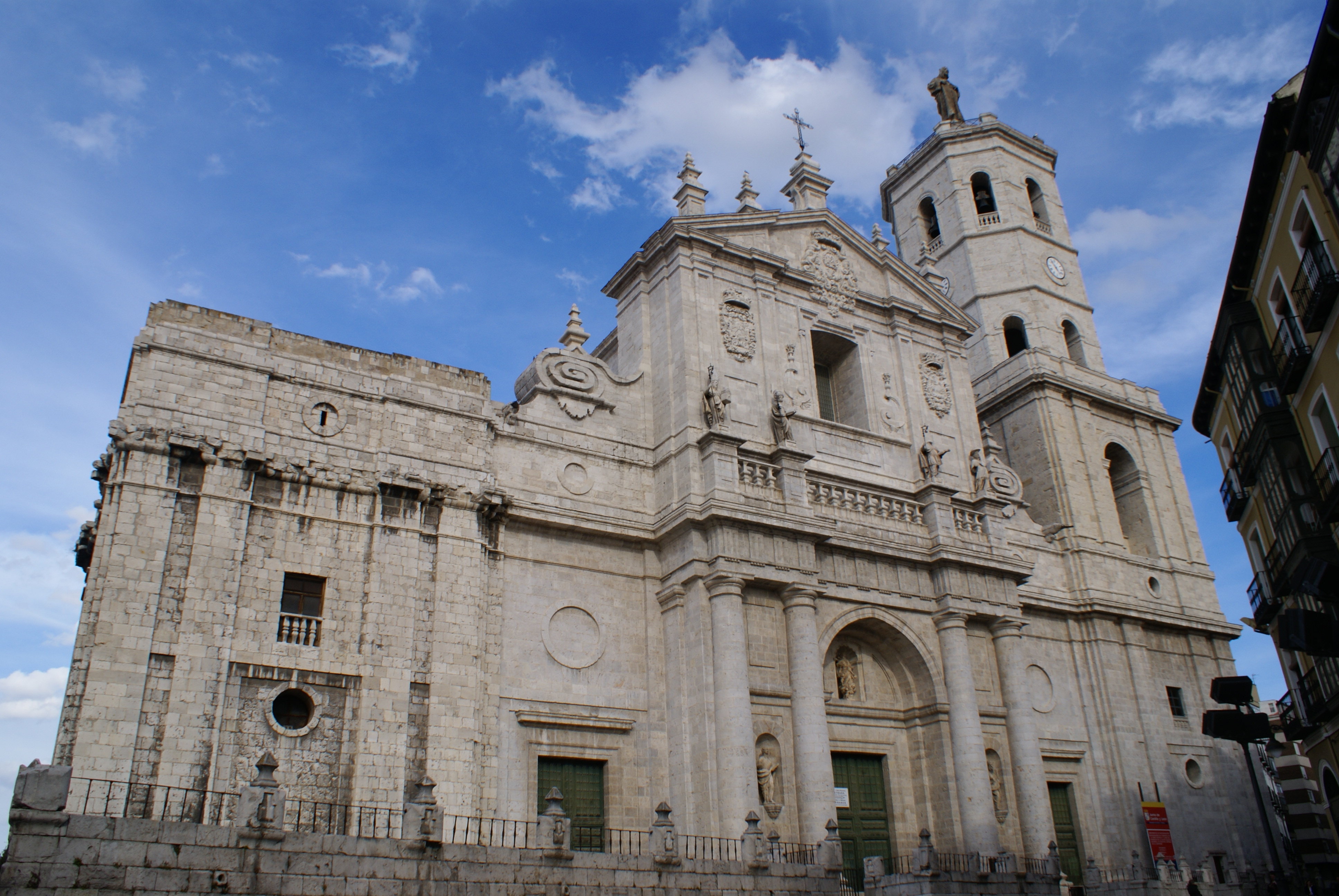
Cattedrale di Valladolid

In Spagna, l'affermazione dello stile barocco si scontrò con le difficoltà legate alla decadenza economica del regno di Filippo III.
Fino ad allora, sotto Filippo II, erano sorti importanti complessi fortemente influenzati dal manierismo italiano, come il Monastero dell'Escorial (seconda metà del XVI secolo), costruito in buona parte da Juan de Herrera (1530-1597); allo stesso Herrera si deve il progetto della cattedrale di Valladolid, in cui si avverte un rafforzamento dell'asse centrale e che fu modello per quella di Città del Messico.
Successivamente l'architettura spagnola del XVII secolo volse verso il Barocco, privilegiando lo  sviluppo dell'apparato decorativo, soprattutto nelle chiese, piuttosto che la complessità compositiva e spaziale. Questo linguaggio, che risultava immediatamente comprensibile anche per la popolazione meno istruita, fu logicamente esportato nelle colonie dell'America Latina.
Ciò nonostante, tra gli edifici sacri più interessanti della Spagna seicentesca, si ricordano la collegiata di Sant'Isidoro a Madrid (iniziata dopo il 1629), la chiesa di Santa Maria Magdalena a Granada (posteriore al 1677, con pianta longitudinale derivata dalle coeve costruzioni romane) e la Basilica della Vergine degli Abbandonati a Valencia (1652-1657, con pianta ellittica).

### Portogallo

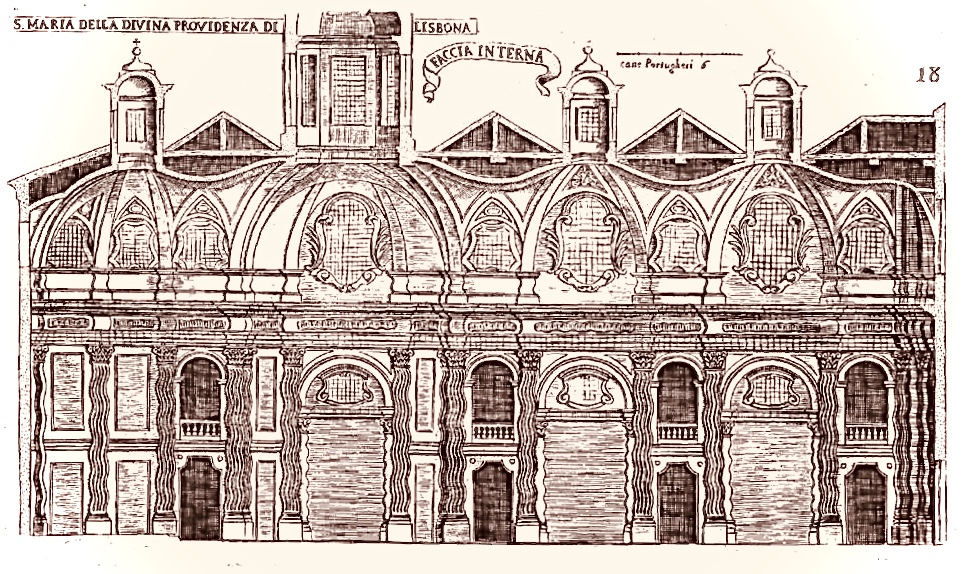
Santa Maria della Provvidenza progettata da Guarino Guarini (1651), distrutta nel terremoto di Lisbona del 1755

In Portogallo il Barocco, che giunse solo nell'ultimo scorcio del XVII secolo con chiese a pianta ottagonale o circolare, convisse con lo stile chão una forma estremamente semplificata di architettura classicista, caratterizzata da volumi netti e da pochi elementi decorativi nei punti focali. Tale stile, che prevaleva nei centri minori, influenzò notevolmente anche l'architettura brasiliana. Il Barocco si inserì soprattutto come apparato decorativo e si affermo pienamente solo nel Settecento durante il regno di Giovanni V quando, soprattutto nelle aree di Porto e Braga, si assistette a un rinnovamento architettonico, anche grazie all'opera di Niccolò Nasoni.
Inoltre, a Lisbona operò il celebre Guarino Guarini, che intorno al 1650 costruì la chiesa della Santa Maria della Divina Misericordia, oggi scomparsa, o forse mai costruita, ma che ebbe un grande influsso sull'architettura tardobarocca anche per l'uso dell'ordine salomonico che tanto successo ebbe soprattutto in area iberica soprattutto negli interni degli edifici religiosi.

### America latina e Asia

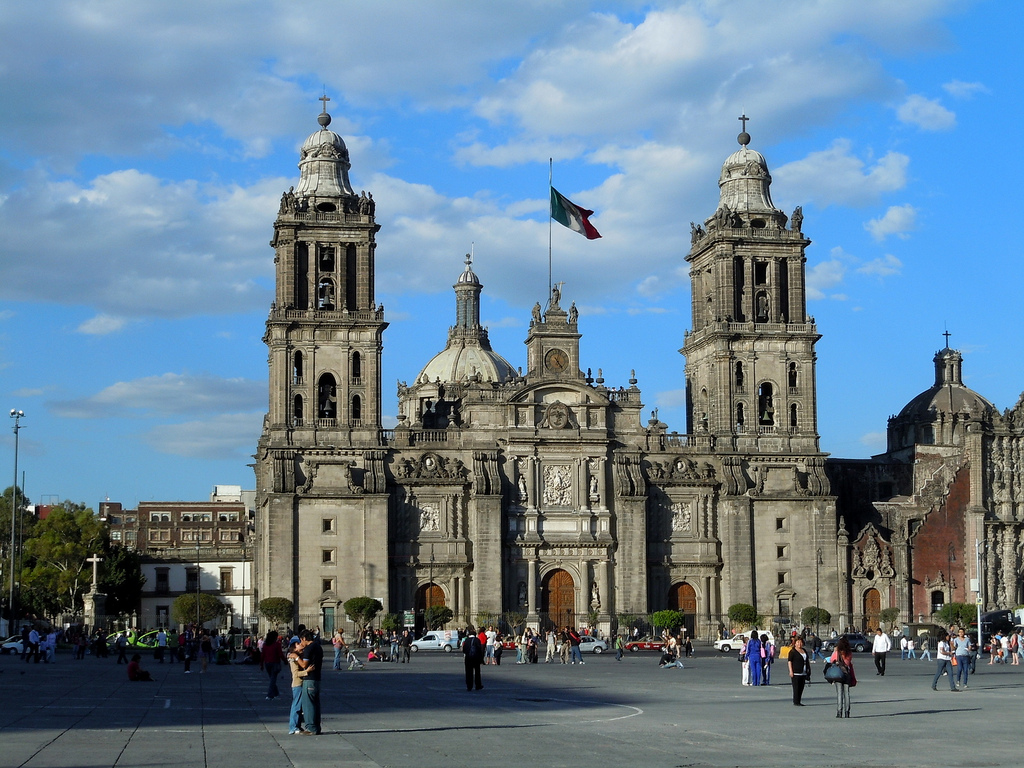
Cattedrale di Città del Messico

Influenzata dalle tendenze spagnole, l'architettura delle colonie in America e in particolare del Messico, si avvicinò al Barocco tra la fine del XVI e l'inizio del XVII secolo, sfociando nel Churriguerismo, uno stile tardobarocco caratterizzato dalla decorazione esuberante, concentrata nelle facciate, che si diffuse soprattutto nel Settecento in Spagna e nell'America latina, dove non mancò l'influsso di elementi simbolici di origine indigeno.
Questa corrente è riscontrabile nelle campagne piuttosto che nei grandi centri urbani, dove invece sorsero le grandi cattedrali più convenzionalmente barocche di Città del Messico (1573-1667) e di Puebla (1551-1664), ovvero negli interni o in  elementi secondari come la facciata del Sagrario Metropolitano, sempre nella capitale messicana.
In Brasile, dipendente dalla cultura portoghese, i primi a introdurre l'architettura europea furono i gesuiti che nel Nord Est costruirono chiese secondo i modelli controriformisti messi a punto a Roma e i francescani.
Nella seconda metà del XVII secolo furono introdotti modelli barocchi a Rio de Janeiro, a São Salvador da Bahia e a Minas Gerais. Quest'ultimo stato, di popolamento recente e vicino a giacimenti d'oro, vide costruire molte nuove chiese anche a inizio XVIII secolo, ormai in uno stile rococò molto innovativo.
Con il colonialismo, le forme dell'architettura europea furono introdotte anche in India, nelle Filippine, a Macao. 
In particolare, con la conquista dell'India da parte dei portoghesi, l'architettura dello stato di Goa risentì del riflesso del Barocco portoghese.
Nelle Filippine le principali chiese barocche sono state recentemente incluse tra i beni artistici tutelati dall'Unesco per il loro valore storico e il loro carattere sincretico.

## Architettura tardobarocca e rococò
Benché il Barocco sia essenzialmente legato al XVII secolo, nella prima metà del Settecento si registra la costruzione di numerosi edifici in stile tardobarocco e rococò.
Questa ultima fase si differenzia dal passato per l'adozione di una più ricca decorazione, per la leggerezza delle superfici murarie, per l'accentuarsi della complessità spaziale (sul modello di Borromini e Guarini) ed infine per l'intensa luminosità in antitesi ai contrasti chiaroscurali del barocco.

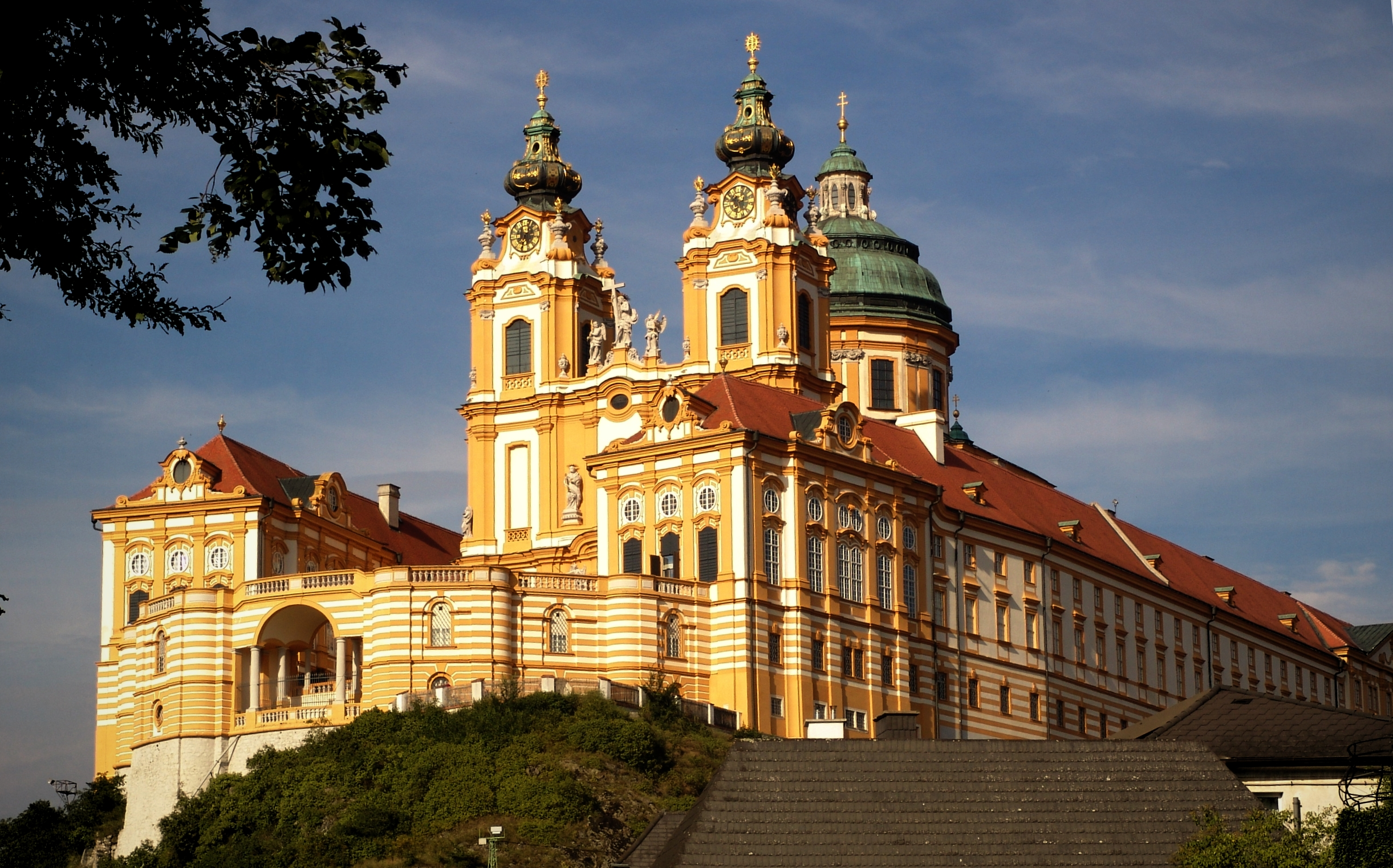
Abbazia di Melk, in Austria

Muta il contesto storico: se il Barocco aveva avuto la funzione di esaltare il ruolo della monarchia e della Chiesa, il Rococò aprì un secolo nel quale si verificarono rivoluzioni culturali tali da mettere in discussione gli ideali ed i valori maturati sino ad allora.
In Francia Versailles cessò di essere il punto focale della nazione e la corte reale si trasferì di nuovo a Parigi, anche se solo per pochi anni; il fascino di Versailles resistette però in gran parte d'Europa, dove sorsero numerose residenze ispirate al modello francese.
Fu proprio in Francia che il Rococò (chiamato Rocaille in francese) si sviluppò e si diffuse nel resto del continente. 
Lo stile interessò soprattutto le arti decorativi e l'arredamento; in architettura fu accentuata la differenza tra ambienti interni ed esterni, con una distinzione dei locali in base al loro uso, mentre le strutture portanti vennero alleggerite senza rinunciare alla plasticità delle superfici che venne affidata anche a forme curvilinee delle pareti.
In architettura la più grande riuscita barocca dell'epoca in Francia avvenne in Lorena, ducato semi indipendente all'est del paese dove nella capitale Nancy il duca Stanislao Leszczyński, ex re di Polonia, volle creare una grande piazza reale in onore del genero Luigi XV di Francia, sul modello delle piazze reali parigine. La cosiddetta Piazza Stanislao venne costruita fra il 1751 e il 1755 dall'architetto Emmanuel Héré. Il classicismo vi è temperato da eleganti apporti Rococò: su tre lati della piazza Héré disegna le facciate in uno stile classico d'ordine corinzio ma con leggiadre balconate e coronamenti come balaustre reggenti putti e vasi floreali. Sull'ultimo lato, sfarzose cancellate rococò in ferro battuto e dorato di Jean Lamour uniscono l'uno all'altro edifici più bassi. Infine, negli angoli settentrionali sono incastonate le due fontane di Nettuno e Anfitrite, anch'esse di gusto rococò, opere di Barthélemy Guibal, creando uno scenario teatrale che rompe con il rigore delle piazze parigine.

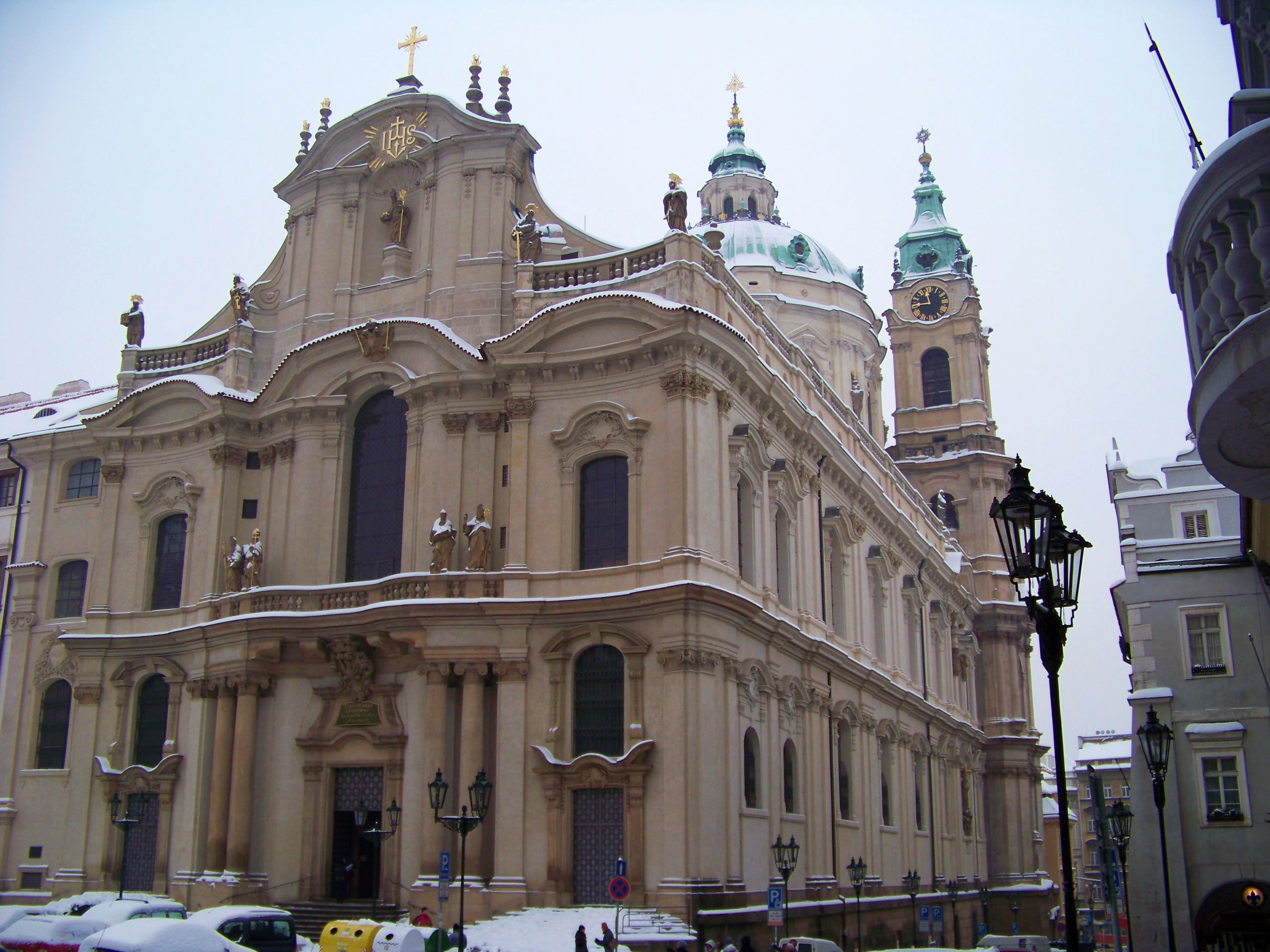
Chiesa di San Nicola in Malá Strana a Praga

Tuttavia, l'opera che può considerarsi il punto di svolta tra Barocco e Rococò è l'Abbazia di Melk, ampiamente rimaneggiata tra il 1702 ed il 1736 ad opera di Jakob Prandtauer (1660-1726) che apportò modifiche agli edifici lungo i cortili e edificò una chiesa con raffinati dettagli rococò, ma ancora barocca per la posizione scenografica. Infatti l'abbazia si erge imponente su un'altura a ridosso del fiume, con una grande serliana che apre il sagrato verso il territorio circostante.
Una fusione tra i temi del Barocco italiano e quelli Rococò si riscontra nella Kollegienkirche di Salisburgo, di Johann Bernhard Fischer von Erlach (1656-1723): l'interno è uno spazio centralizzato preceduto da un atrio ellittico, mentre la facciata è convessa con il risalto, tipico di alcune chiese italiane, di due torri campanarie.

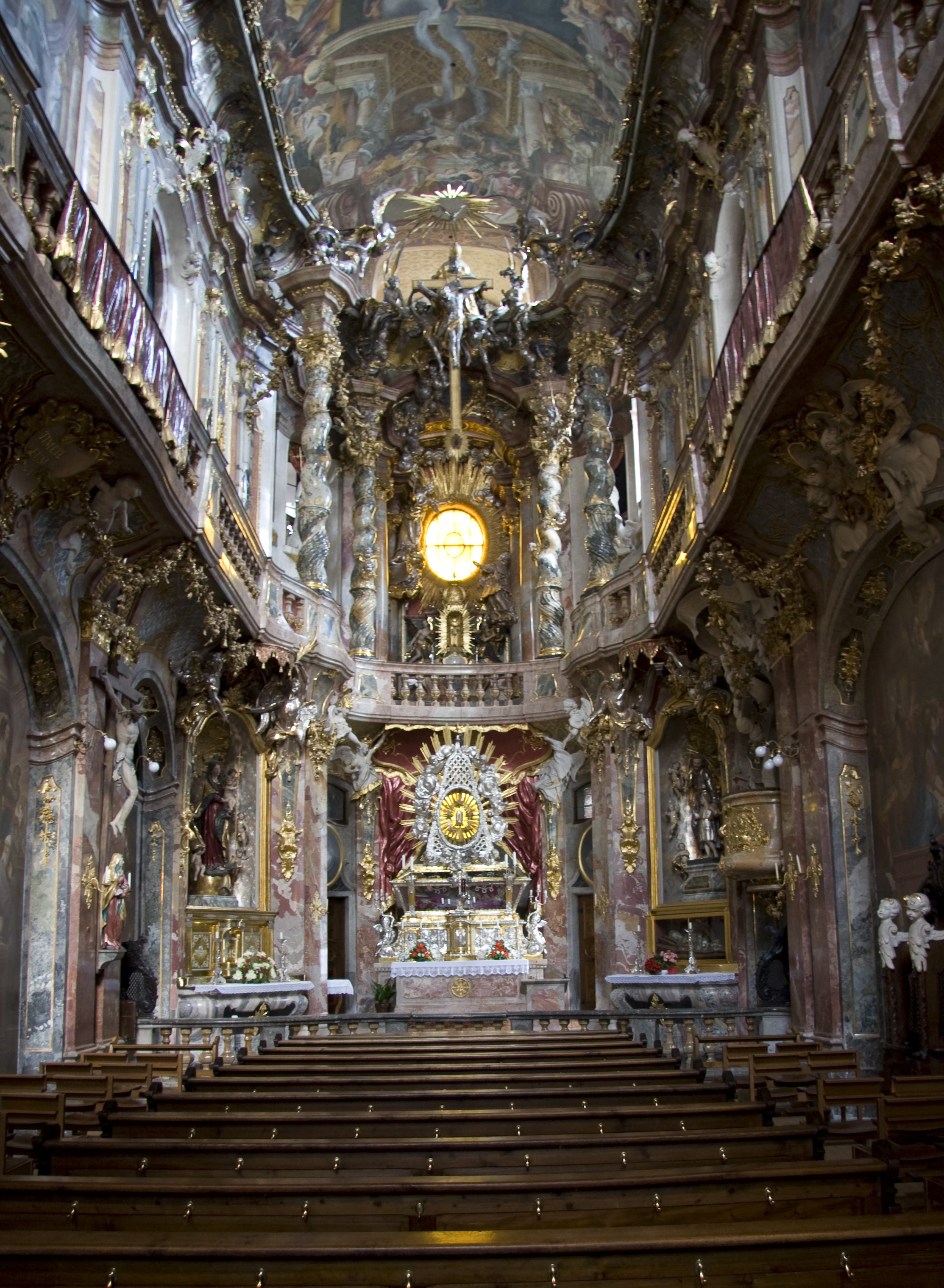
Asamkirche, Monaco di Baviera

Significativa è pure la chiesa di San Nicola in Malá Strana a Praga, costituita da Kilian Ignaz Dientzenhofer (1689-1751) dal 1703.
Esternamente l'edificio ha una volumetria compatta; l'interno è a pianta longitudinale, con cappelle laterali separate l'una dall'altra da pilastri ruotati di 45 gradi, dai quali partivano, prima di essere ricoperti da una decorazione pittorica, archi a doppia curvatura.
Le cappelle di San Nicola sono sormontate da una sorta di matroneo, tipico delle architetture medioevali, ma conformato da una plasticità tutta barocca.
Quindi, sulla scia dell'affermazione dei nuovi gusti, numerose altre chiese rococò sorsero in gran parte dell'Europa Centrale, tra le quali si ricordano la chiesa di San Carlo a Vienna (1716-1740), la chiesa di San Giovanni sulla Roccia a Praga (1727-1739), la basilica di Vierzehnheiligen (1743-1772) e la Asamkirche di Monaco di Baviera (1733-1746).
Nella regione della Slesia, già facente parte del Sacro Romano Impero e passata dal 1741-42 alla Prussia, fu marcata l'influenza boemo-tedesca; notevole esempio della regione è il complesso dell'Abbazia di Krzeszów, vicino allo stile di Dientzenhofer e dove lavorò lo scultore Ferdinand Maximilian Brokoff.

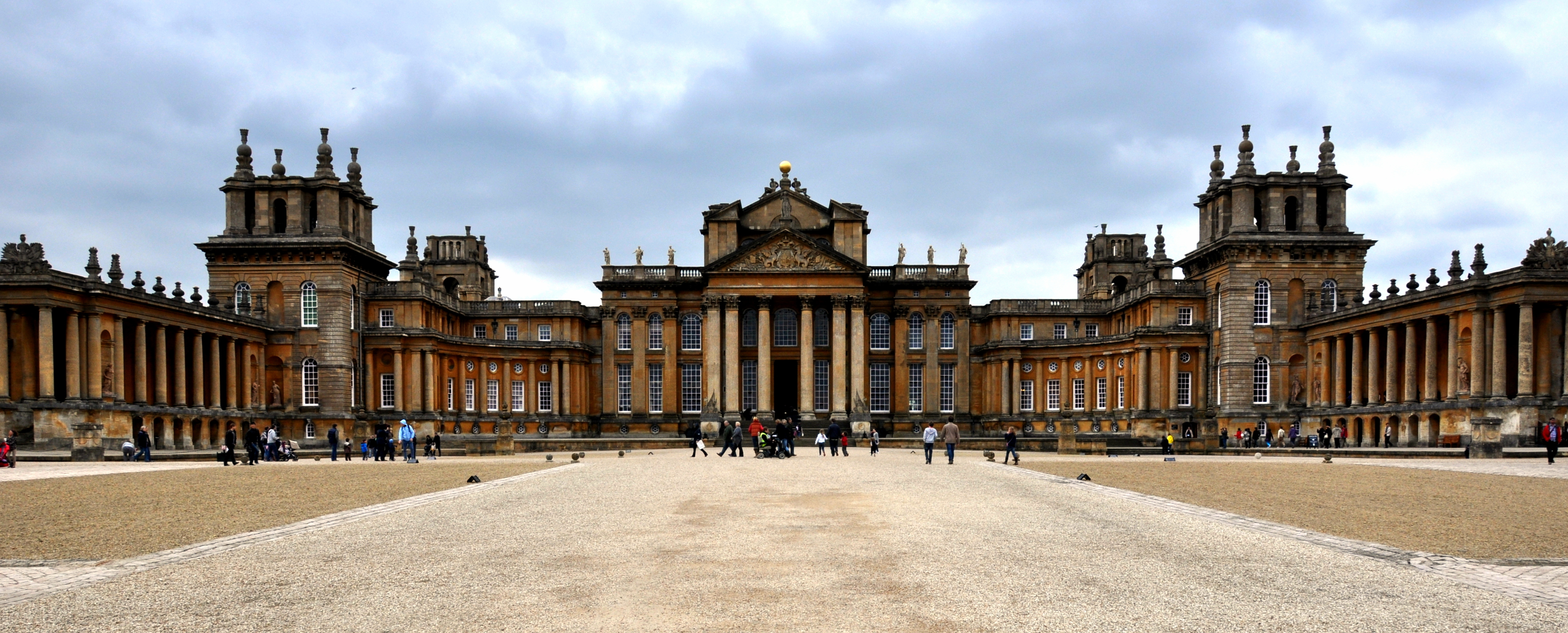
Blenheim Palace, Woodstock

Nelle stesse regioni furono innalzati imponenti palazzi, il primo dei quali fu il palazzo di Schönbrunn a Vienna, che Johann Bernhard Fischer von Erlach cominciò sul finire del Seicento.
Poco dopo, sempre nella capitale austriaca, fu costruito il Castello del Belvedere, di Johann Lucas von Hildebrandt; altri esempi notevoli si ebbero a Dresda (Zwinger, di Matthäus Daniel Pöppelmann), in Inghilterra (Blenheim Palace, di John Vanbrugh, con la collaborazione di Nicholas Hawksmoor) e a San Pietroburgo (palazzo d'Inverno, di Bartolomeo Rastrelli).
Nell'Impero russo questo stile fu importato dall'Europa Centrale attraverso il Barocco ucraino e dette origine, con la fondazione di San Pietroburgo, al sobrio ed equilibrato Barocco petrino, nel quale furono sostanzialmente recepiti i canoni stilistici del mondo occidentale (Monastero di Aleksandr Nevskij). Una fase più esuberante si ebbe durante il regno di Elisabetta di Russia, con il cosiddetto Barocco elisabettiano.
Il capolavoro del Rococò è comunque la Residenza di Würzburg, di Johann Balthasar Neumann. Il complesso si apre attorno a una cour d'honneur, con due ali che si affacciano ciascuna su due cortili interni; gli ambienti interni, tra i quali emergono lo scalone e la Kaisersall, presentano un ricco apparato decorativo, con affreschi di Giovanni Battista Tiepolo e stucchi di scuola italiana.

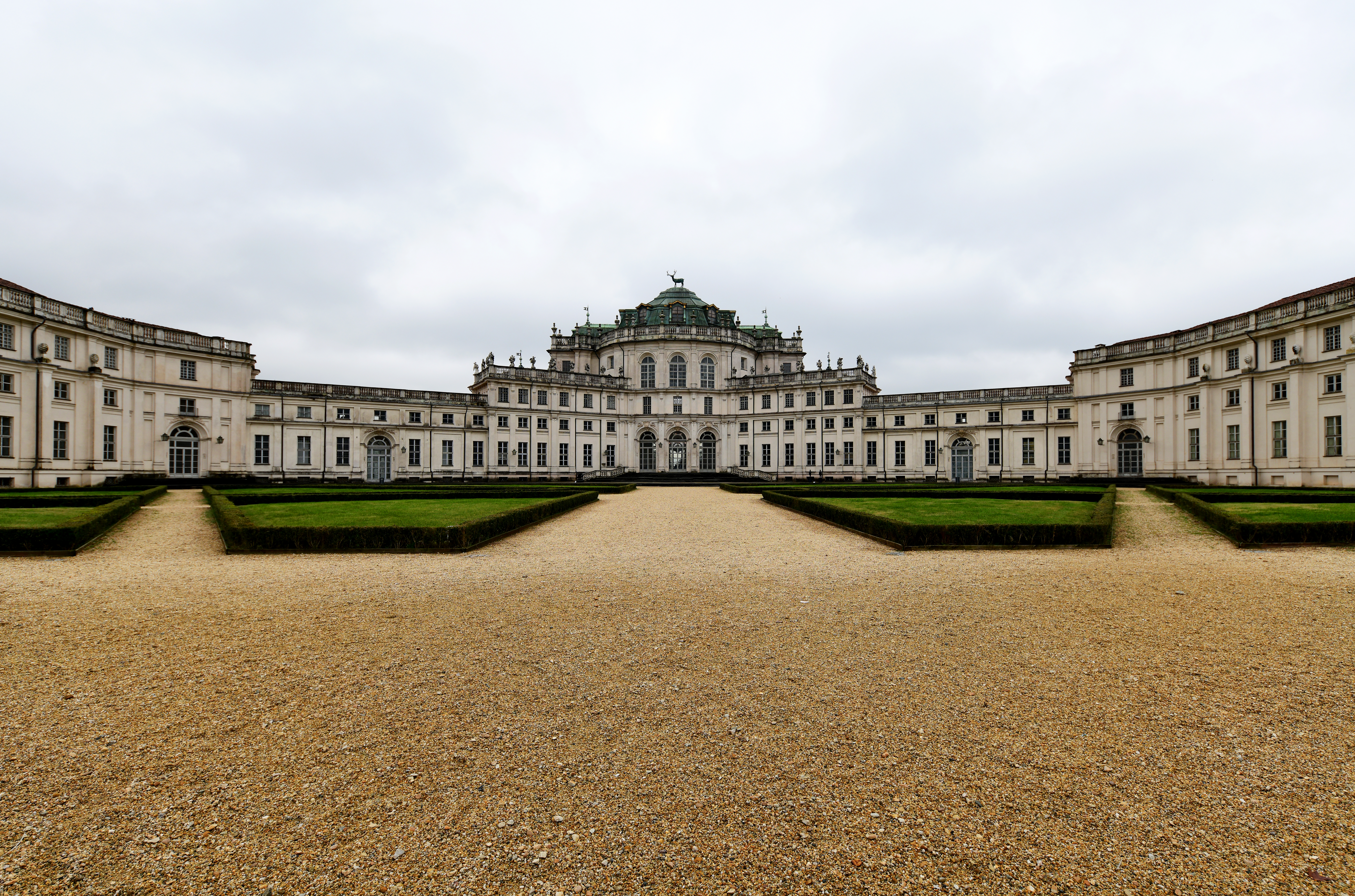
Palazzina di caccia di Stupinigi

Nell'Italia settentrionale l'architettura tardobarocca trovò i massimi esponenti in Filippo Juvarra (1678-1736) e Bernardo Antonio Vittone (1704-1770).
Di Juvarra si ricorda la Basilica di Superga e la Palazzina di caccia di Stupinigi, due opere costruite nell'area torinese nella prima metà del Settecento. In particolare, la residenza di Stupinigi è considerata l'opera più originale di tutta l'architettura tardobarocca e rococò: il complesso è formato da una serie di corpi di fabbrica che plasticamente si dilatano e si comprimono verso il nucleo centrale, costituito da una pianta ellittica da cui partono due ali a forma di croce di Sant'Andrea.

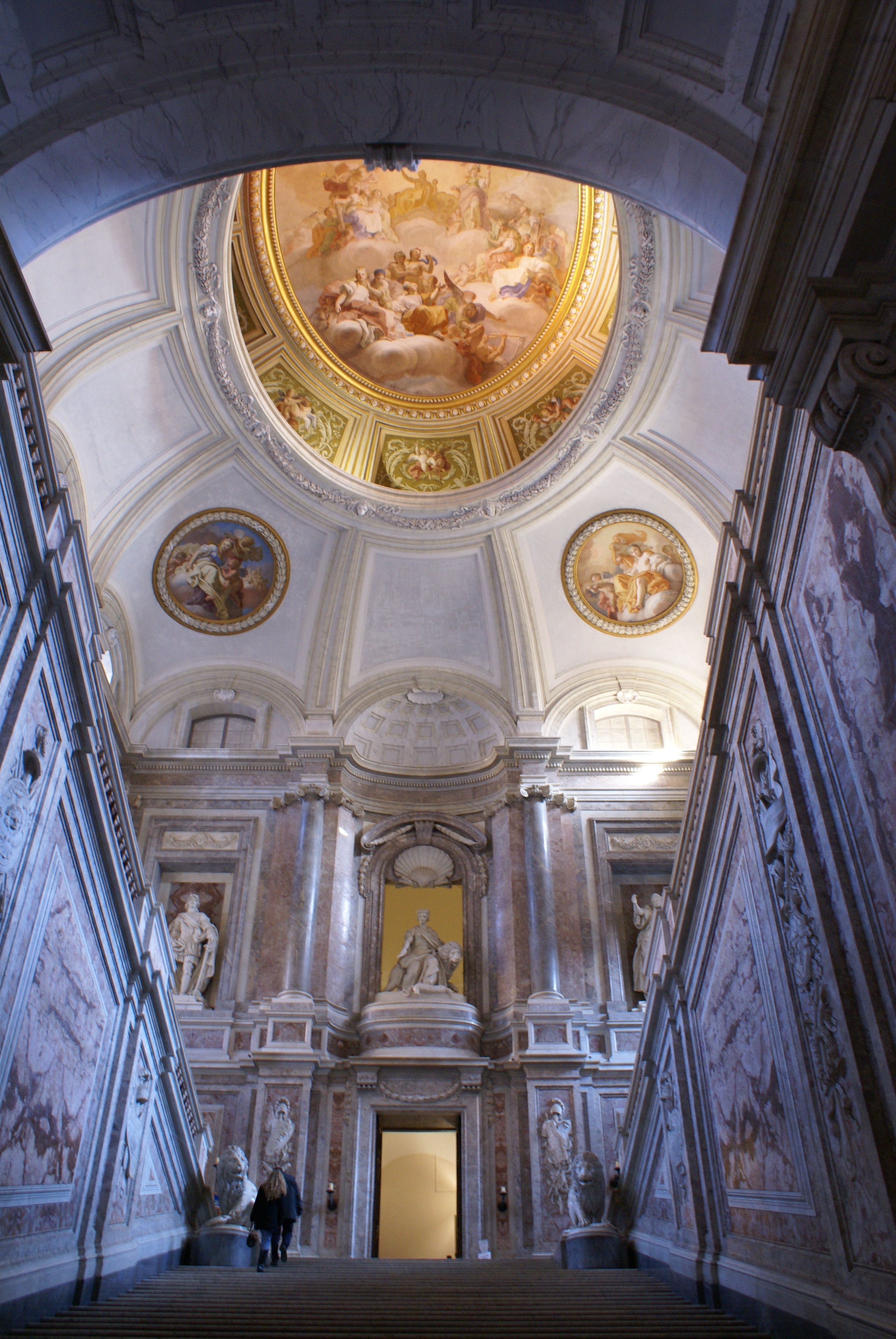
Scalone della Reggia di Caserta

Invece, tra la vasta produzione di Bernardo Vittone si ricordano la cappella della Visitazione del Valinotto, presso Carignano e la chiesa di Santa Maria Assunta di Grignasco, due edifici centralizzati dalle opposte conformazioni esterne: infatti, alle superfici convesse della cappella, si contrappongono le concavità della chiesa di Grignasco.
Tra la fine del Seicento e l'inizio del Settecento, prima dell'affermazione dei gusti neoclassici, il Granducato di Toscana si distaccò dai modelli dell'architettura tardo-manierista, in voga fino ad allora (unica eccezione pienamente barocca e di rilievo erano state alcune opere di Gherardo Silvani), indirizzandosi con maggior vigore verso un misurato stile barocco.
Accanto a esponenti della scuola locale, come Giovan Battista Foggini (1652-1725), Giovanni Baratta (1670-1747) ed altri, nel granducato lavorò anche il citato Filippo Juvarra, che prestò la propria opera nella sfarzosa Villa Garzoni di Collodi.
Nello stesso periodo, a Roma la cultura settecentesca portò a continuità con esperienze barocche, anziché ad un'evoluzione delle medesime. La fase conclusiva del Barocco romano trova le sue realizzazioni più importanti in alcuni interventi urbanistici, come piazza di Spagna, la piazzetta di Sant'Ignazio, la Fontana di Trevi e il porto di Ripetta.
Dopo la costruzione della facciata di San Giovanni in Laterano, in cui Alessandro Galilei introdusse un modello più affine al classicismo barocco di ispirazione neo-cinquecentesca, l'ultimo capitolo della stagione barocca a Roma coincise con la realizzazione della sagrestia della basilica di San Pietro in Vaticano, di Carlo Marchionni, un'opera infelice, monotona e confusa, in cui si ravvisa un ripiego su un linguaggio sterilmente accademico.
A Napoli, la corte borbonica mise in atto un ambizioso piano d'interventi nella capitale del regno; da ciò derivò un progressivo mutamento dei gusti architettonici sotto il segno più "classicista" dei due maggiori protagonisti: il toscano Ferdinando Fuga (1699-1782) e Luigi Vanvitelli (1700-1773), chiamati a Napoli intorno al 1750.
Ad esempio, Ferdinando Fuga, allievo di Giovan Battista Foggini e autore della facciata di Santa Maria Maggiore e del palazzo della Consulta a Roma, innalzò il prospetto della chiesa dei Girolamini e il Real Albergo dei Poveri a Napoli.
L'opera più celebre del Vanvitelli è invece la Reggia di Caserta, definita come l'ultima grande realizzazione del Barocco italiano; tuttavia, se all'interno è evidente la ricerca di sfarzose scenografie di stampo barocco, l'esterno appare più misurato, anticipando pertanto i temi dell'architettura neoclassica.
Il cammino attraverso le opere tardobarocche dell'Italia settecentesca si conclude in Sicilia, e in particolare con le città del Val di Noto.
Qui, Giovanni Battista Vaccarini, che si era formato a Roma sulle opere di Bernini e Borromini, contribuì alla riedificazione di Catania dopo il terremoto del 1693, restaurò la cattedrale di Sant'Agata, edificò la chiesa della Badia di Sant'Agata ove manifestò il suo stile esuberante.
Lo stesso terremoto comportò la ricostruzione di Noto, dove lavorò Rosario Gagliardi (1698-1762), attivo anche a Modica e Ragusa; nel capoluogo siciliano realizzò la chiesa di San Giorgio (1739-1775), caratterizzata da una svettante facciata dal notevole effetto plastico, esaltato anche dalla presenza di una scalinata che la collega alla piazza antistante.

## Elenco dei principali architetti barocchi e tardobarocchi per zona di attività

### Penisola italiana
- Carlo Maderno (1556-1629)
- Girolamo Rainaldi (1570-1655)

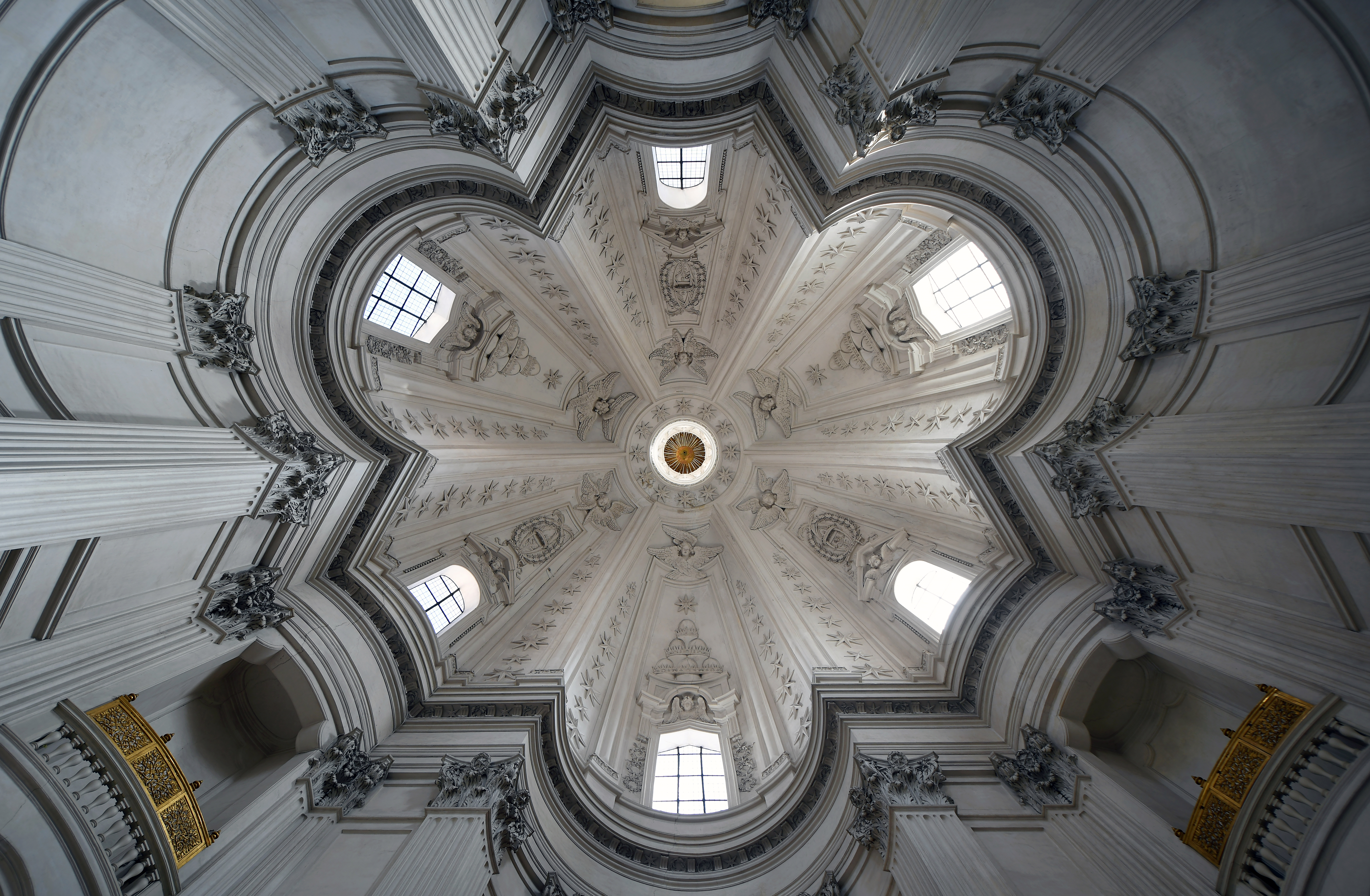
Interno della cupola Sant'Ivo alla Sapienza

- Francesco Maria Richini (1584-1658)
- Bartolomeo Bianco (1590–1657)
- Cosimo Fanzago (1591-1678)
- Pietro da Cortona (1596-1669)
- Baldassarre Longhena (1598-1682)
- Gian Lorenzo Bernini (1598-1680)
- Francesco Borromini (1599-1667)
- Martino Longhi il Giovane (1602-1660)
- Amedeo di Castellamonte (1610-1683)
- Carlo Rainaldi (1611-1691)
- Guarino Guarini (1624-1683)
- Carlo Fontana (1638-1714)
- Ferdinando Sanfelice (1675-1748)
- Domenico Antonio Vaccaro (1678-1745)
- Filippo Juvarra (1678-1736)
- Ferdinando Fuga (1699-1782)
- Luigi Vanvitelli (1700-1773)
- Giovanni Battista Vaccarini (1702-1768)
- Bernardo Antonio Vittone (1704-1770)

### Francia
- Salomon de Brosse (1571-1626)
- Jacques Lemercier (1585-1654)
- François Mansart (1598-1666)
- Louis Le Vau (1612-1670)
- André Le Nôtre (1613-1700)
- Claude Perrault (1613-1688)
- Charles Le Brun (1619-1690)
- Jules Hardouin Mansart (1646-1708)

### Inghilterra
- Roger Pratt (1620-1684)
- Hugh May (1621-1684)
- Christopher Wren (1632-1723)
- Nicholas Hawksmoor (1661?-1736)
- John Vanbrugh (1664-1726)

### Paesi Bassi
- Jacob van Campen (1596-1657)
- Pieter Post (1608-1669)

### Europa del Nord
- Nicodemus Tessin il Vecchio (1615-1681)
- Nicodemus Tessin il Giovane (1654-1728)

### Europa Centrale
- Carlo Lurago (1615-1684)
- Agostino Barelli (1627-1679)
- Tielman van Gameren (1632-1706)
- Carlo Antonio Carlone (1635-1708)
- Enrico Zuccalli (1642-1724)
- Domenico Martinelli (1650-1718)
- Johann Bernhard Fischer von Erlach (1656-1723)
- Jakob Prandtauer (1660-1726)
- Johann Balthasar Neumann (1687-1753)

### Impero Russo
- Bartolomeo Rastrelli (1700-1771)

## Altre immagini

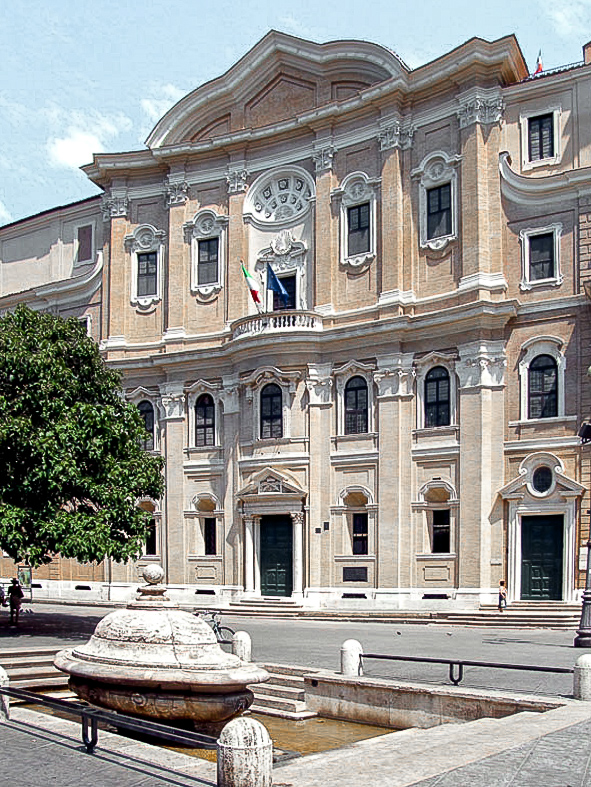
Oratorio dei Filippini, Roma
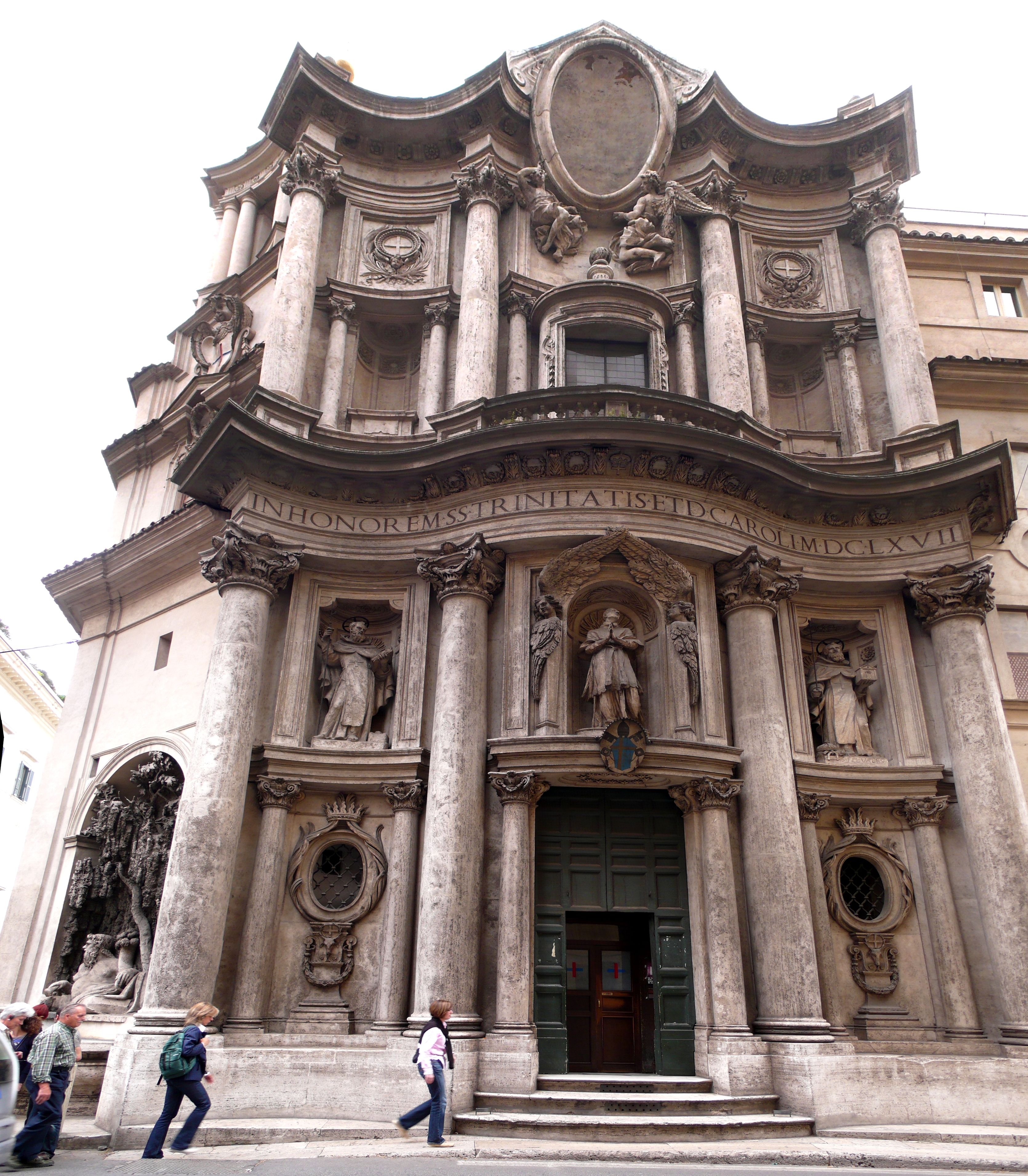
Chiesa di San Carlo alle Quattro Fontane, Roma
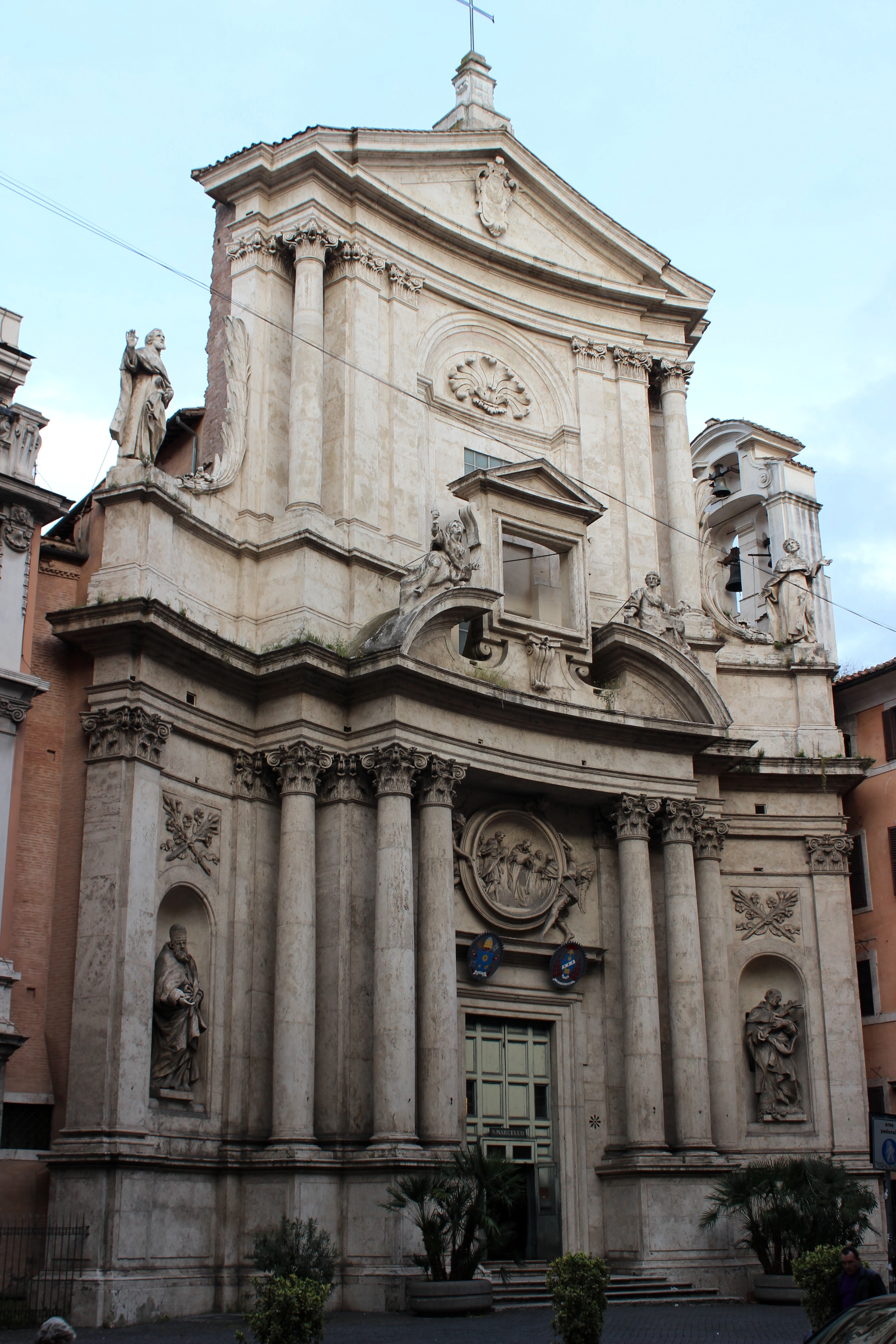
Chiesa di San Marcello al Corso, Roma
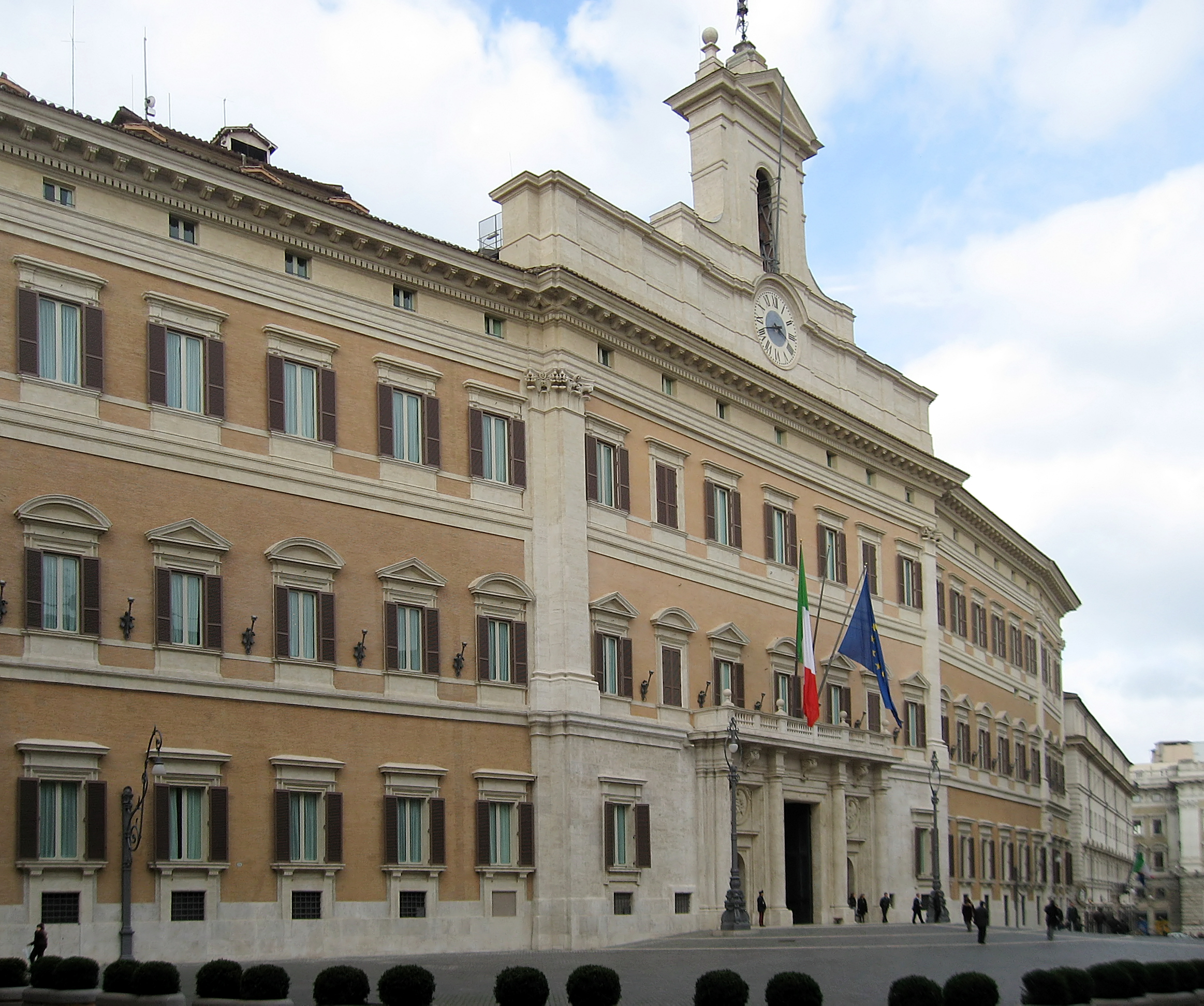
Palazzo Montecitorio, Roma
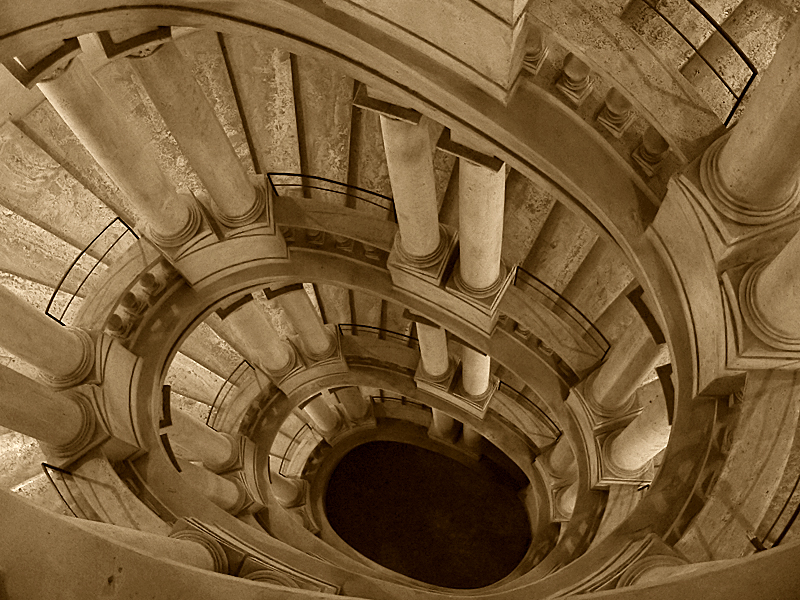
Scala elicoidale di Palazzo Barberini, Roma
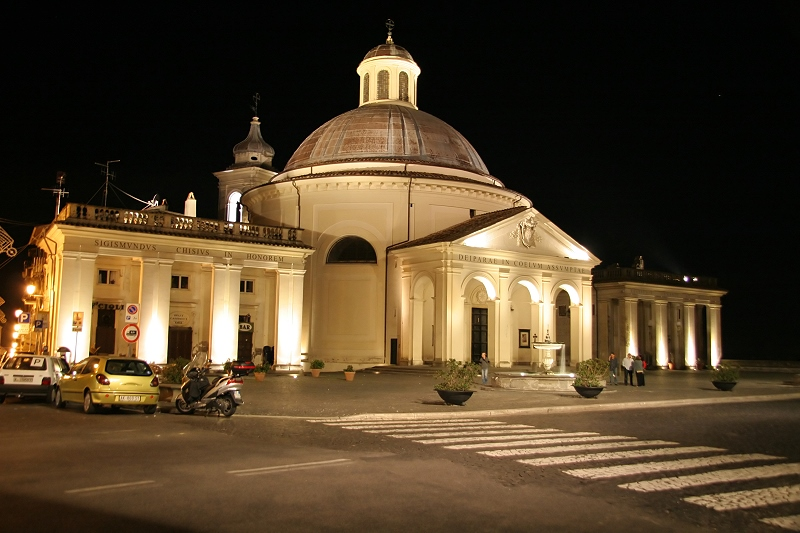
Chiesa dell'Assunta, Ariccia
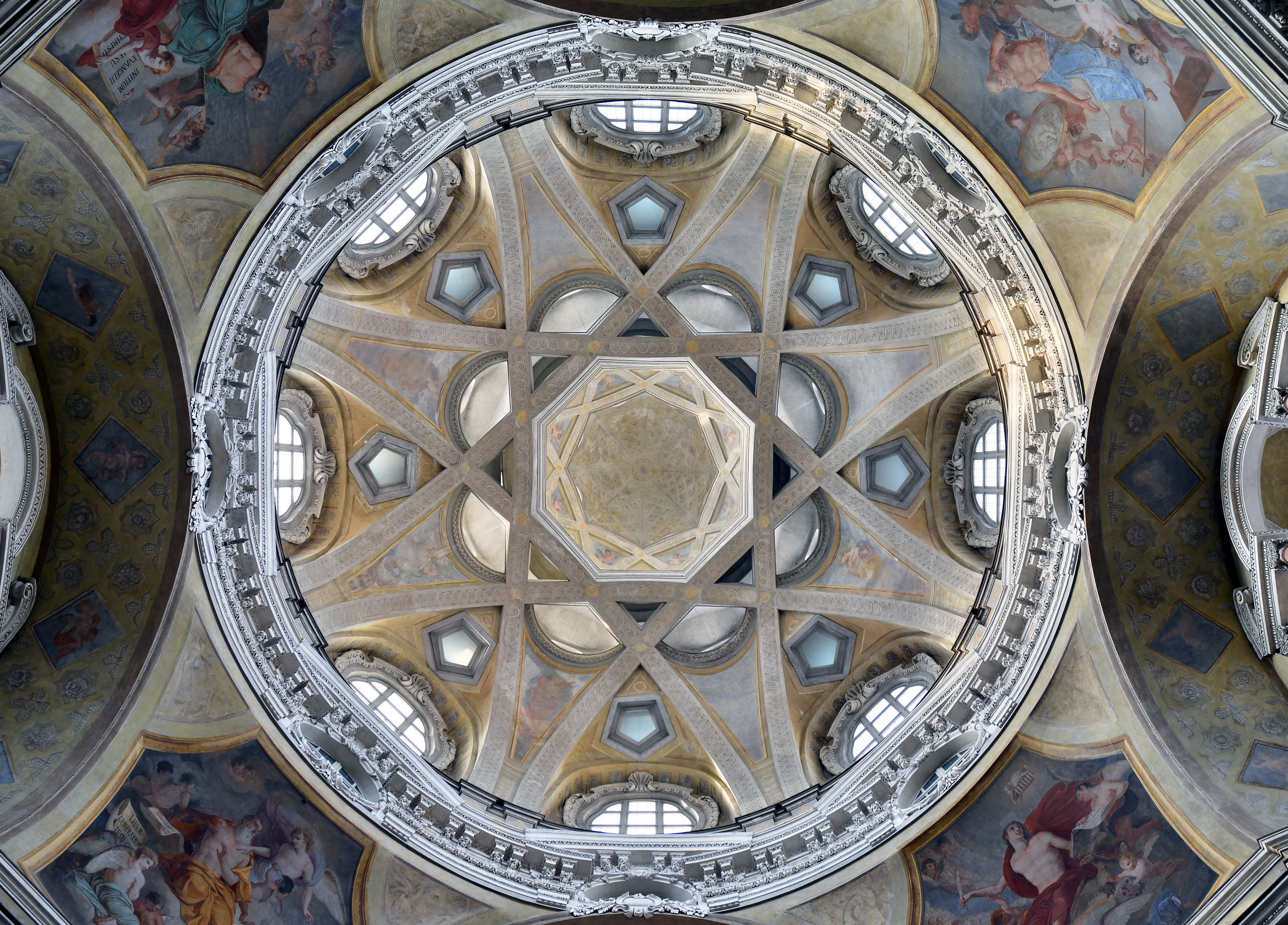
Cupola di San Lorenzo, Torino
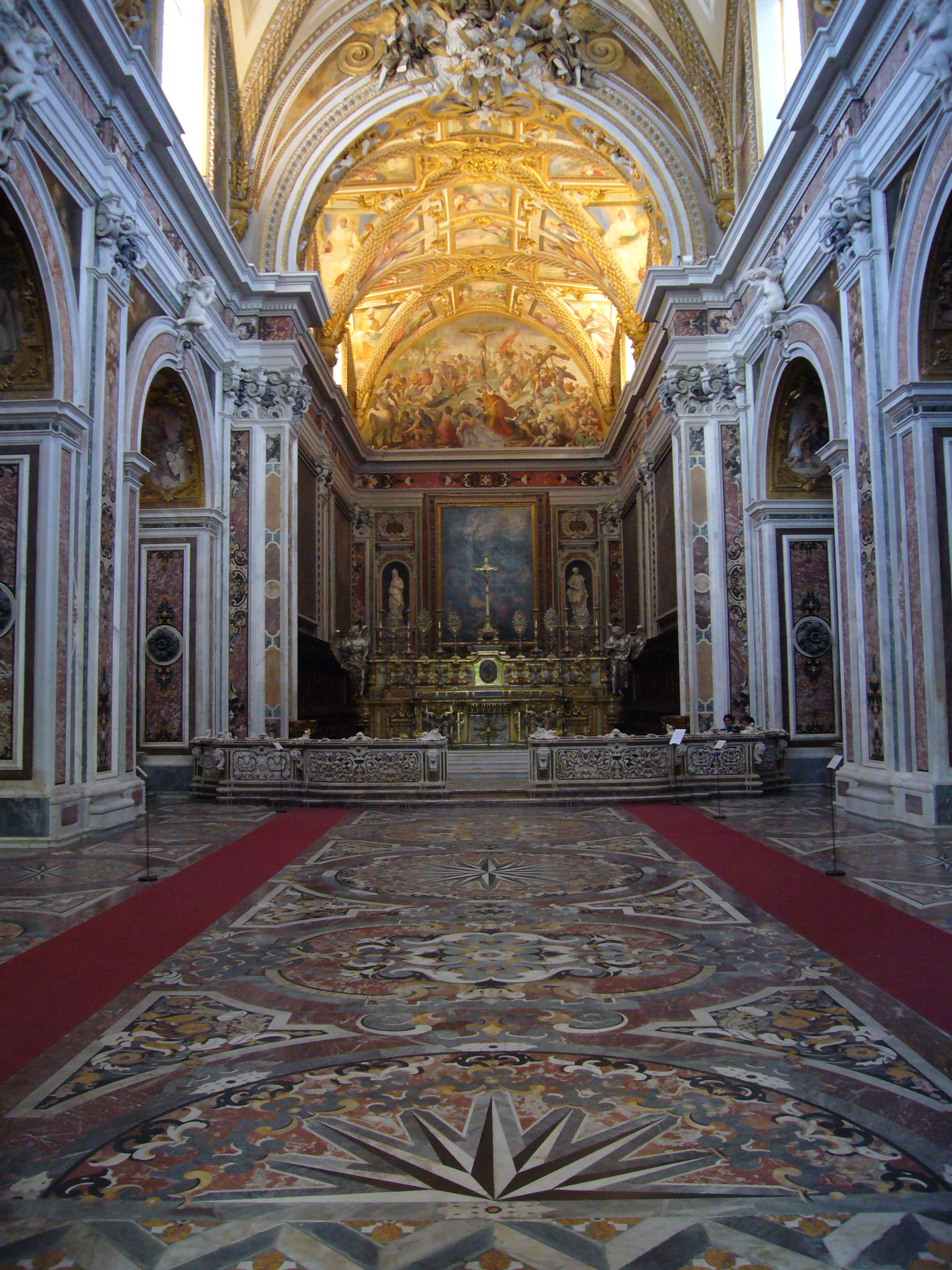
La chiesa della Certosa di San Martino, Napoli
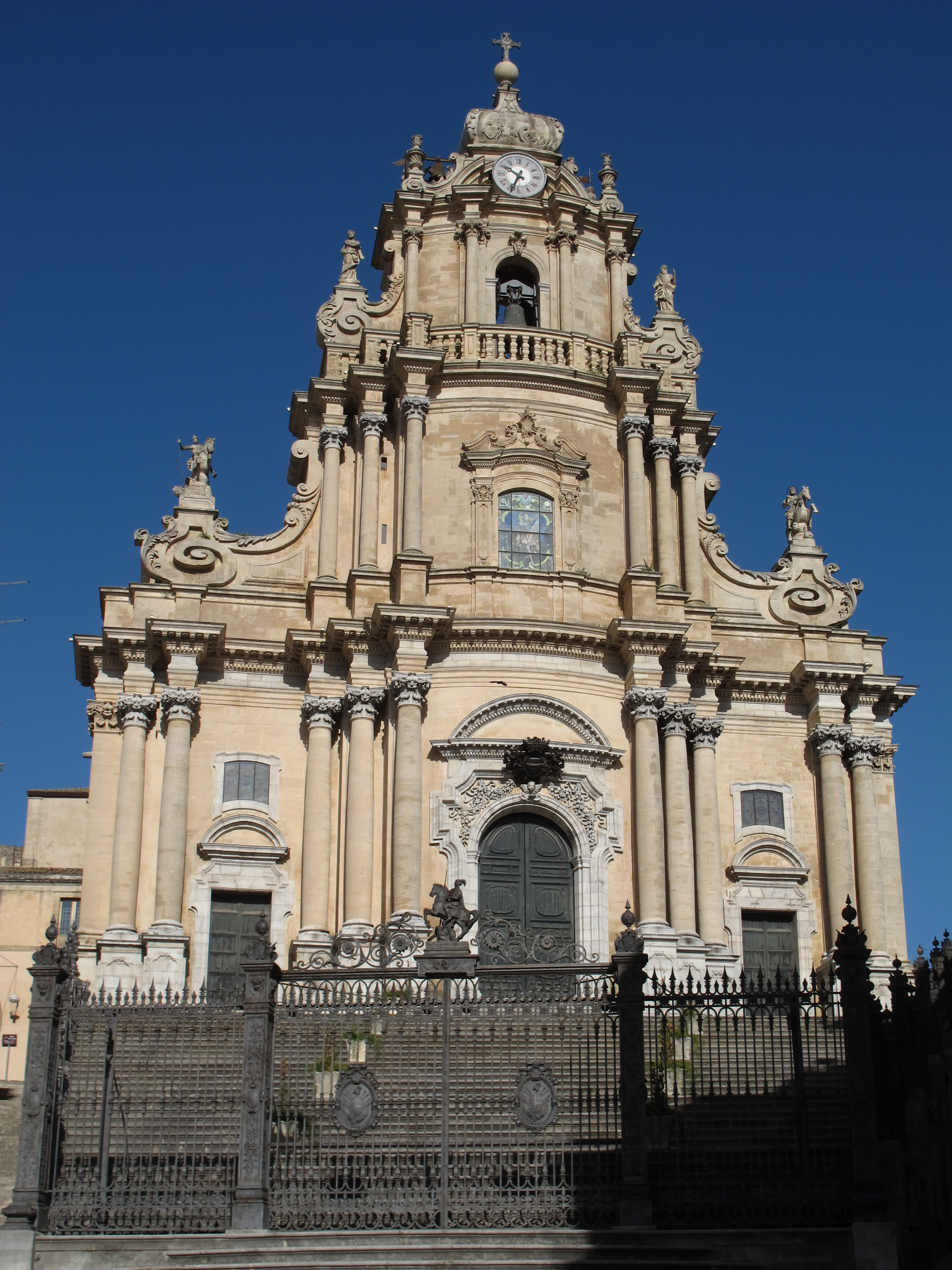
Duomo di San Giorgio, Ragusa
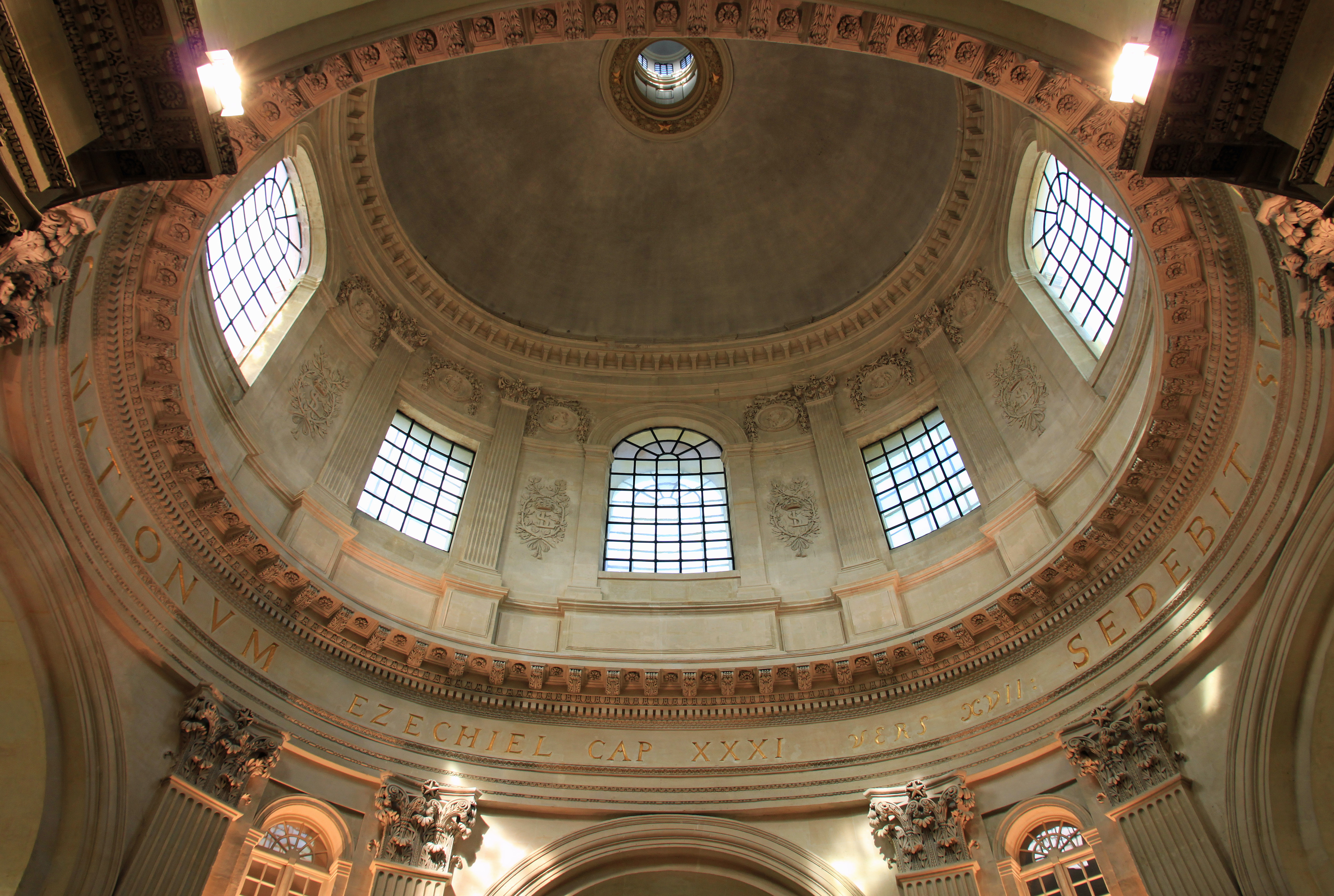
La cupola ellittica del Collège des Quatre-Nations, Parigi
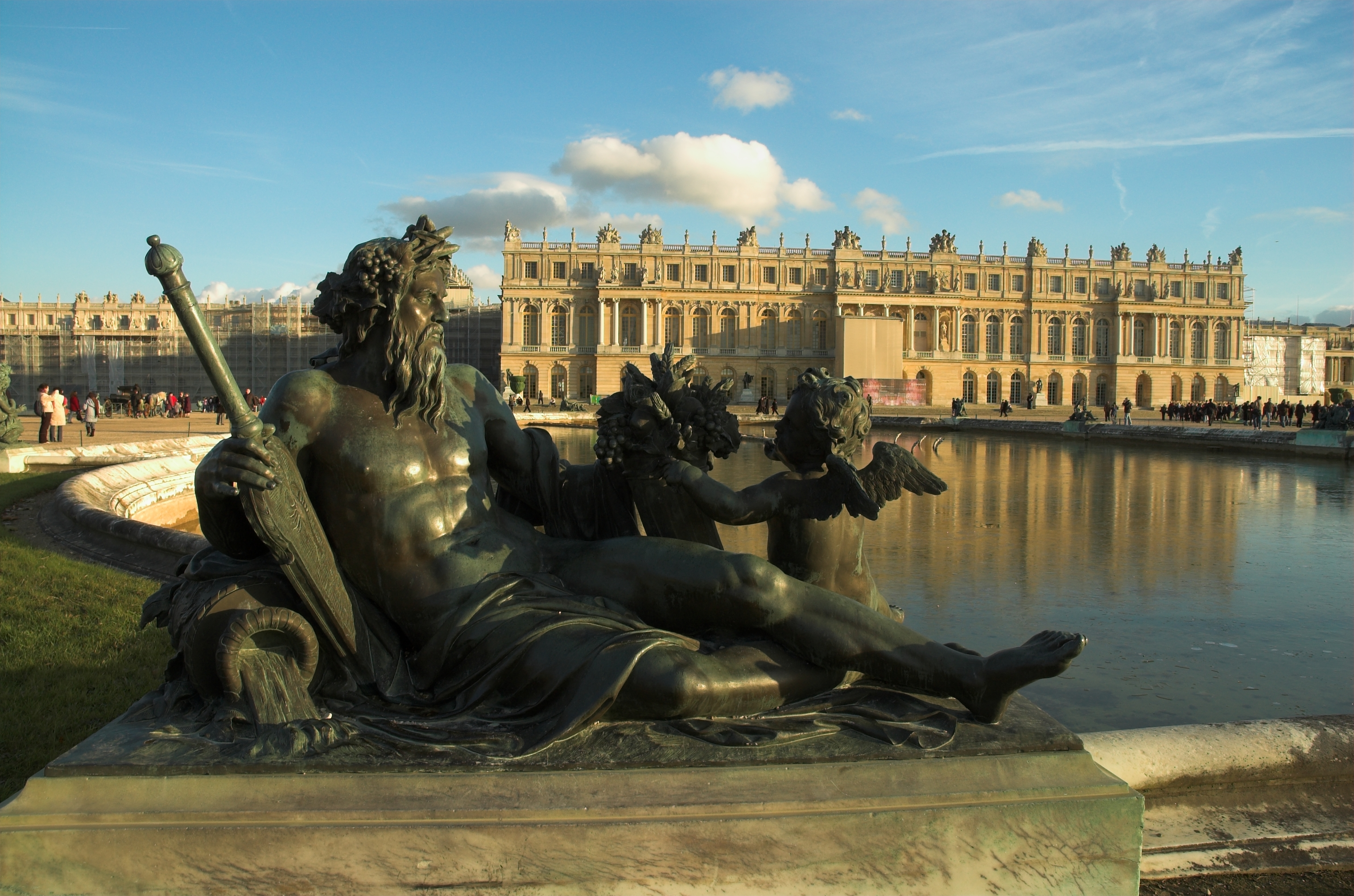
Reggia di Versailles
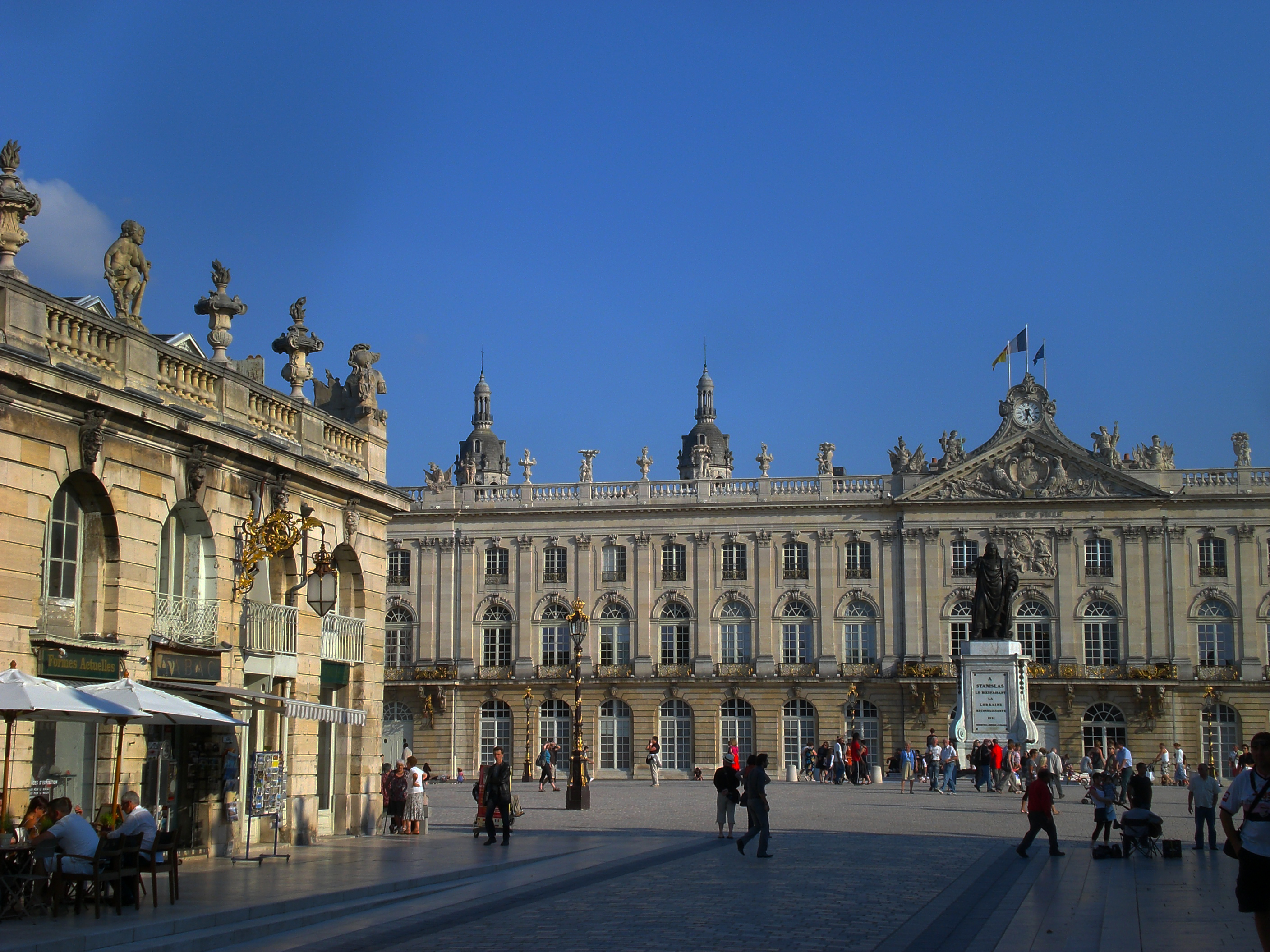
Place Stanislas, Nancy
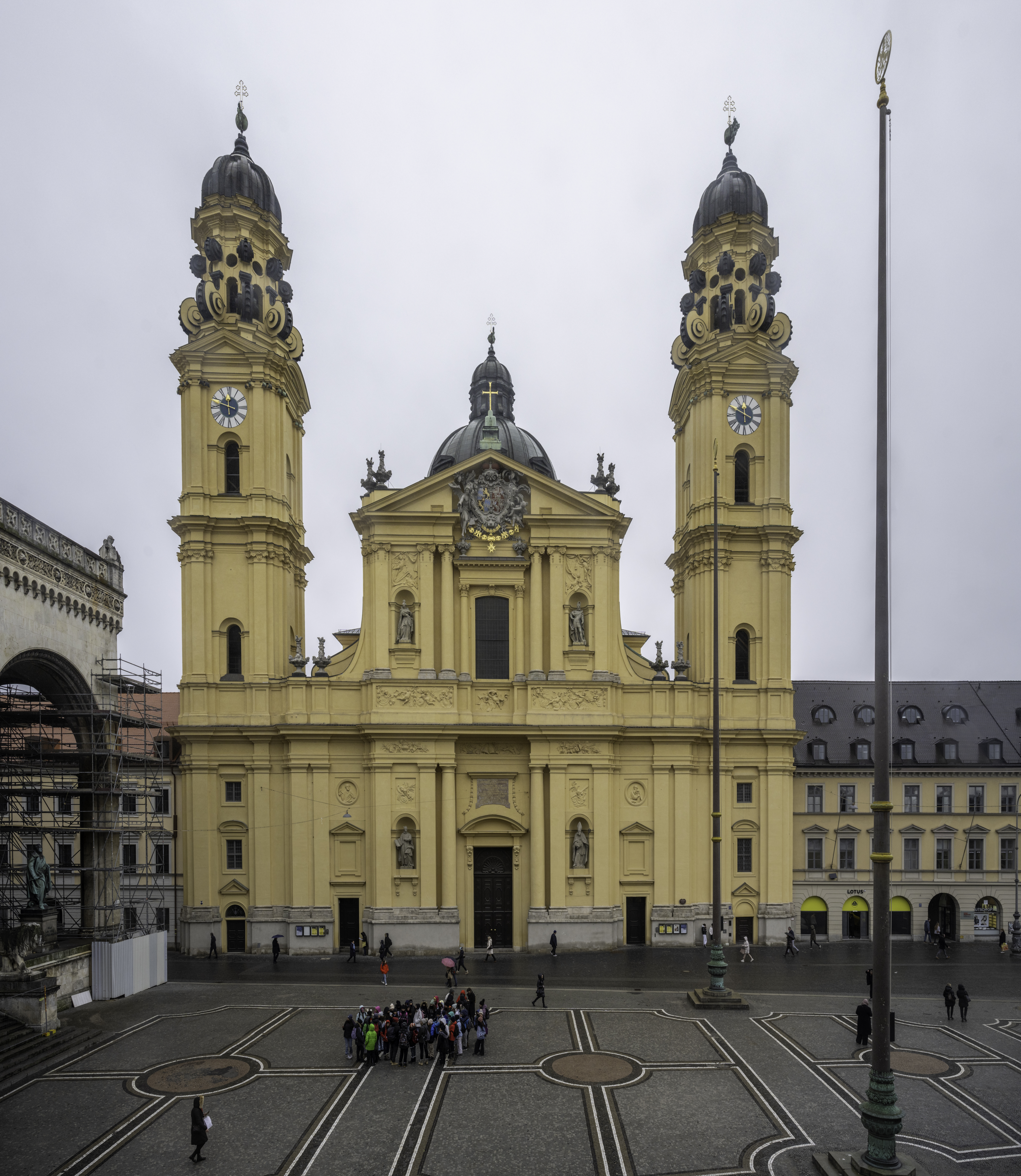
Theatinerkirche, Monaco di Baviera
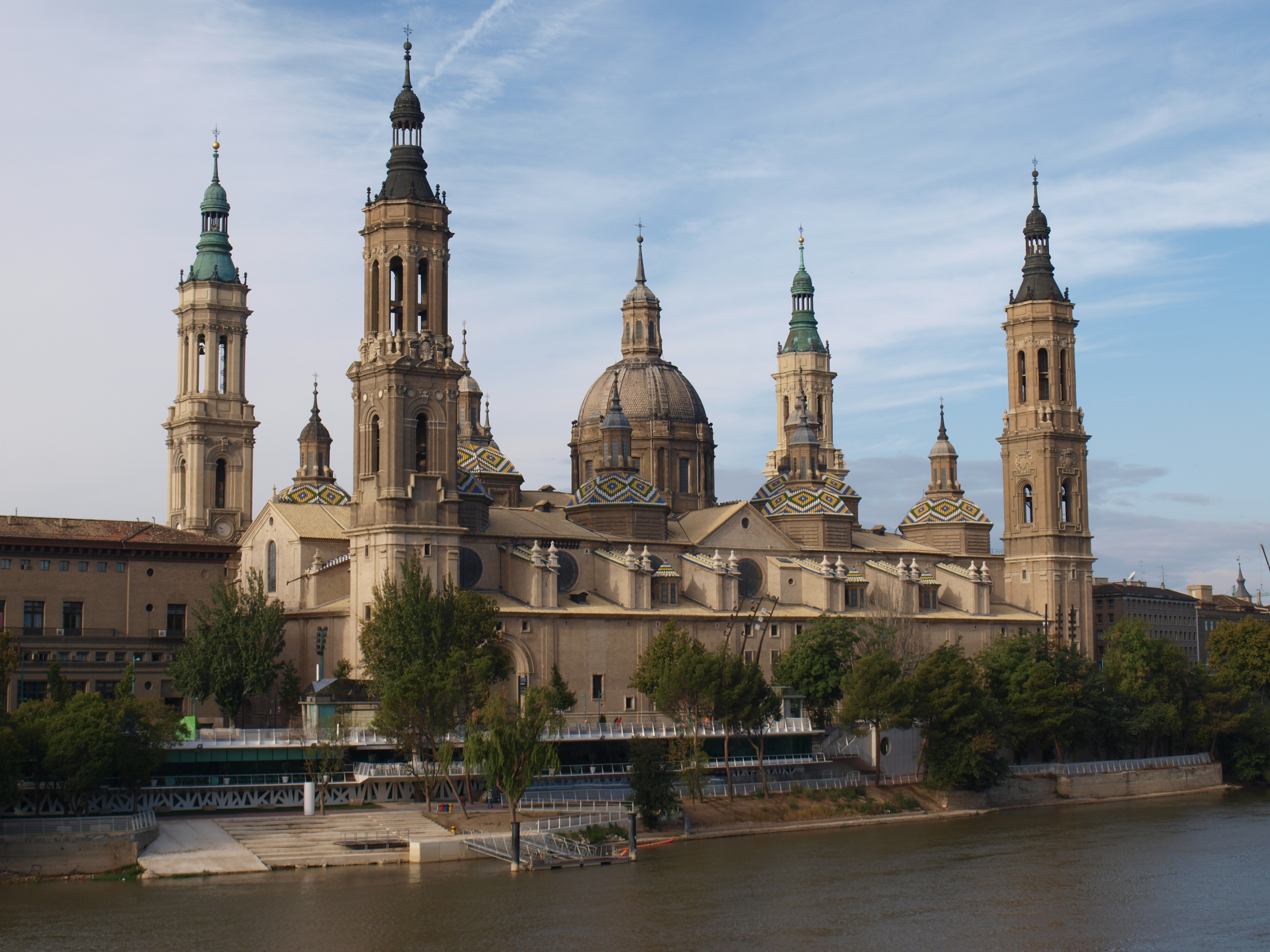
Basilica di Nostra Signora del Pilar, Saragozza
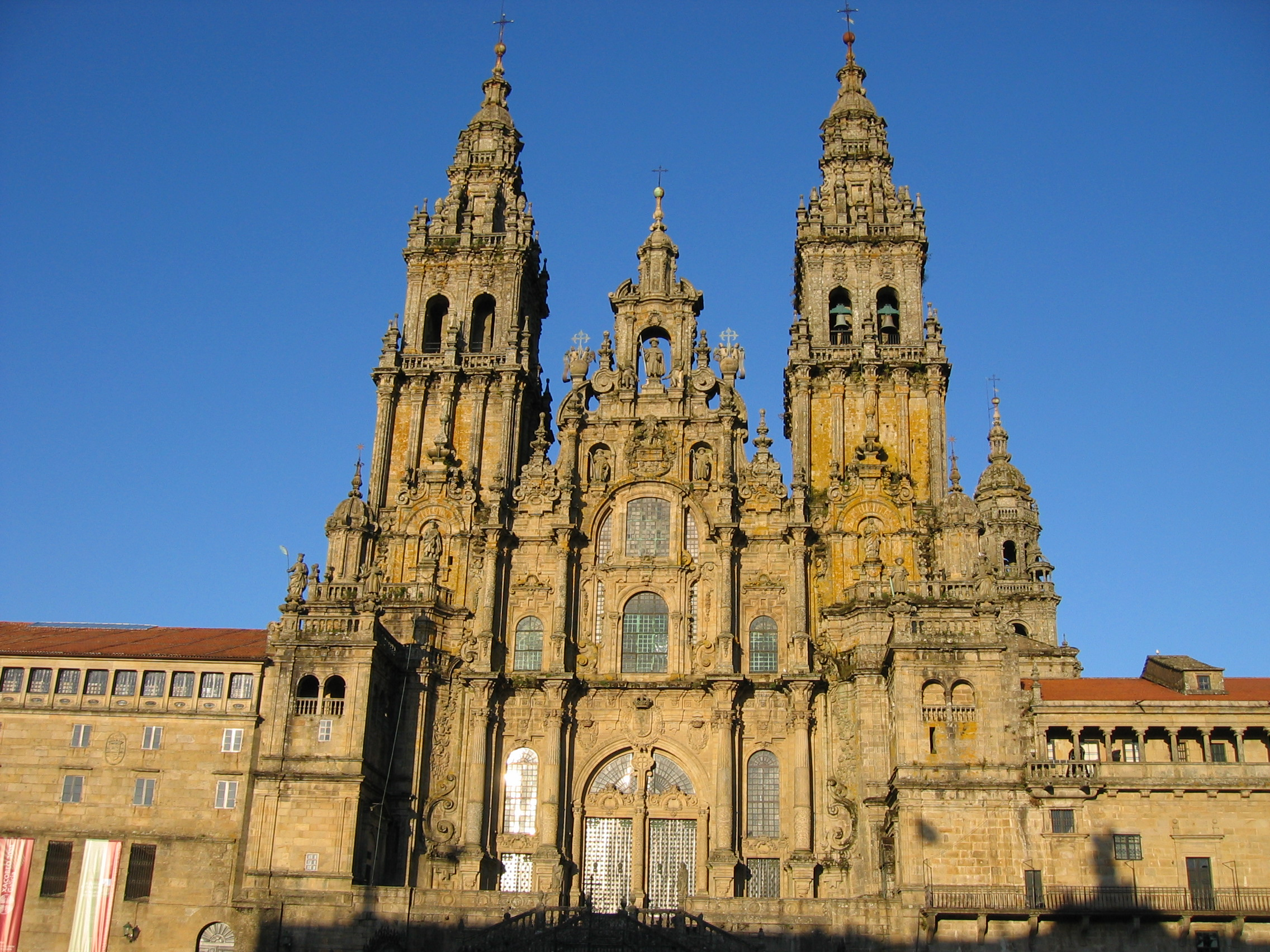
Cattedrale di San Giacomo, Santiago di Compostela
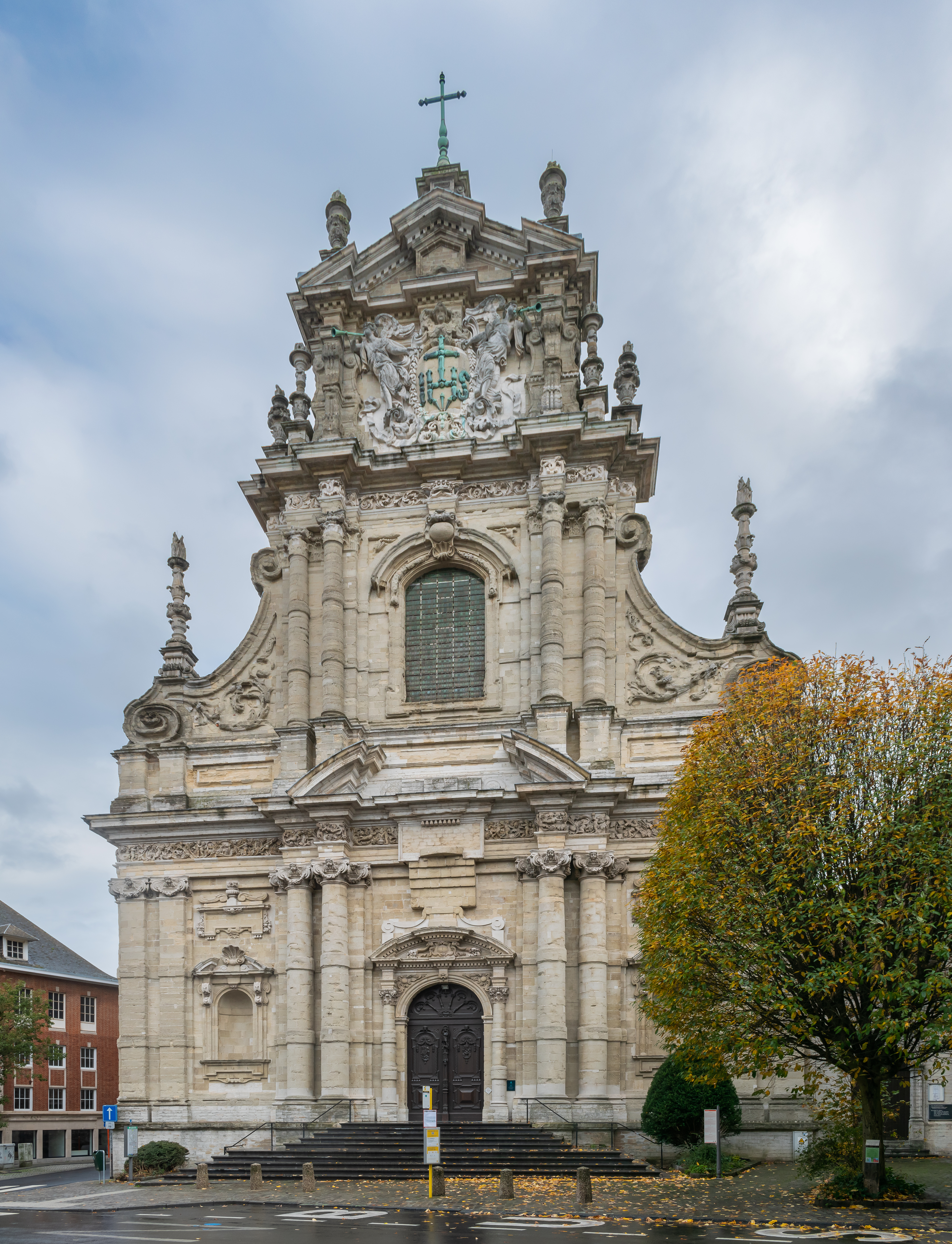
Parrocchiale di San Michele, Lovanio
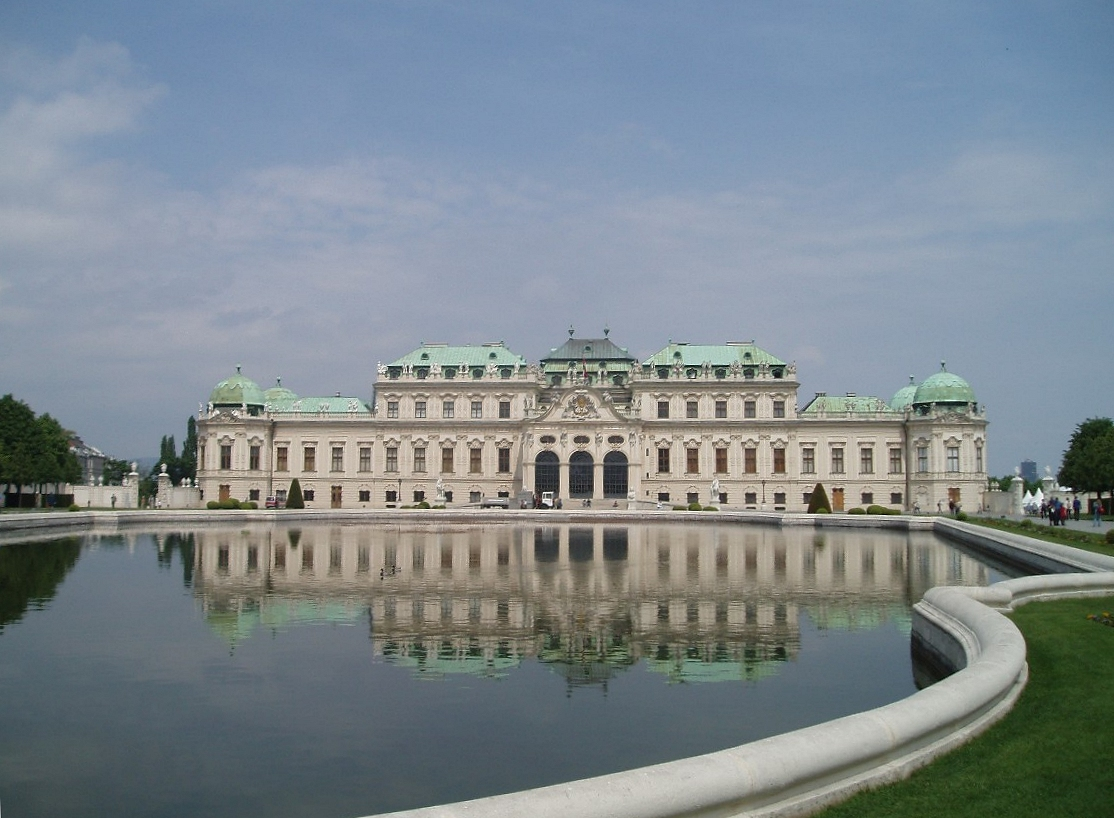
Il Belvedere, Vienna
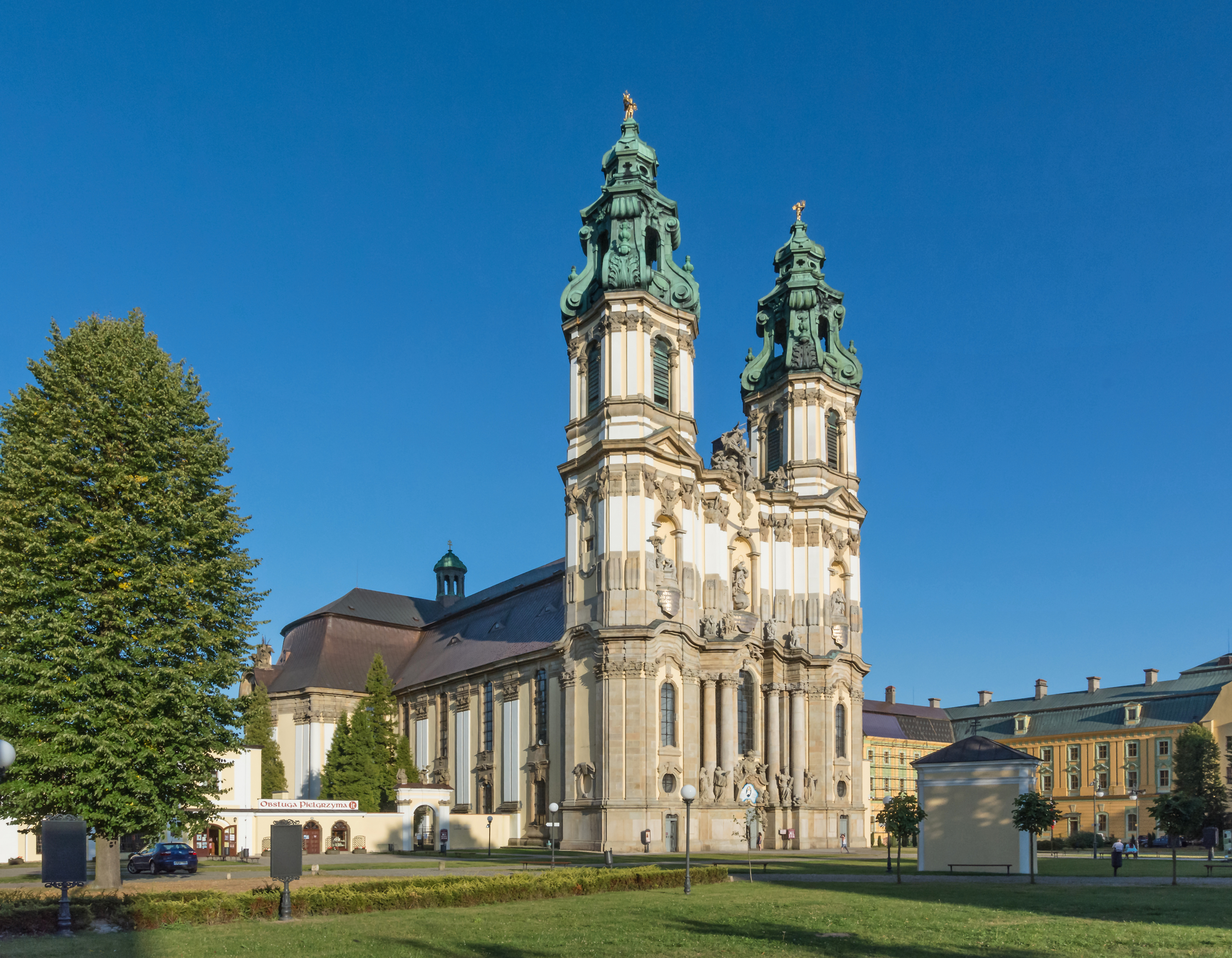
Abbazia di Krzeszów, Polonia
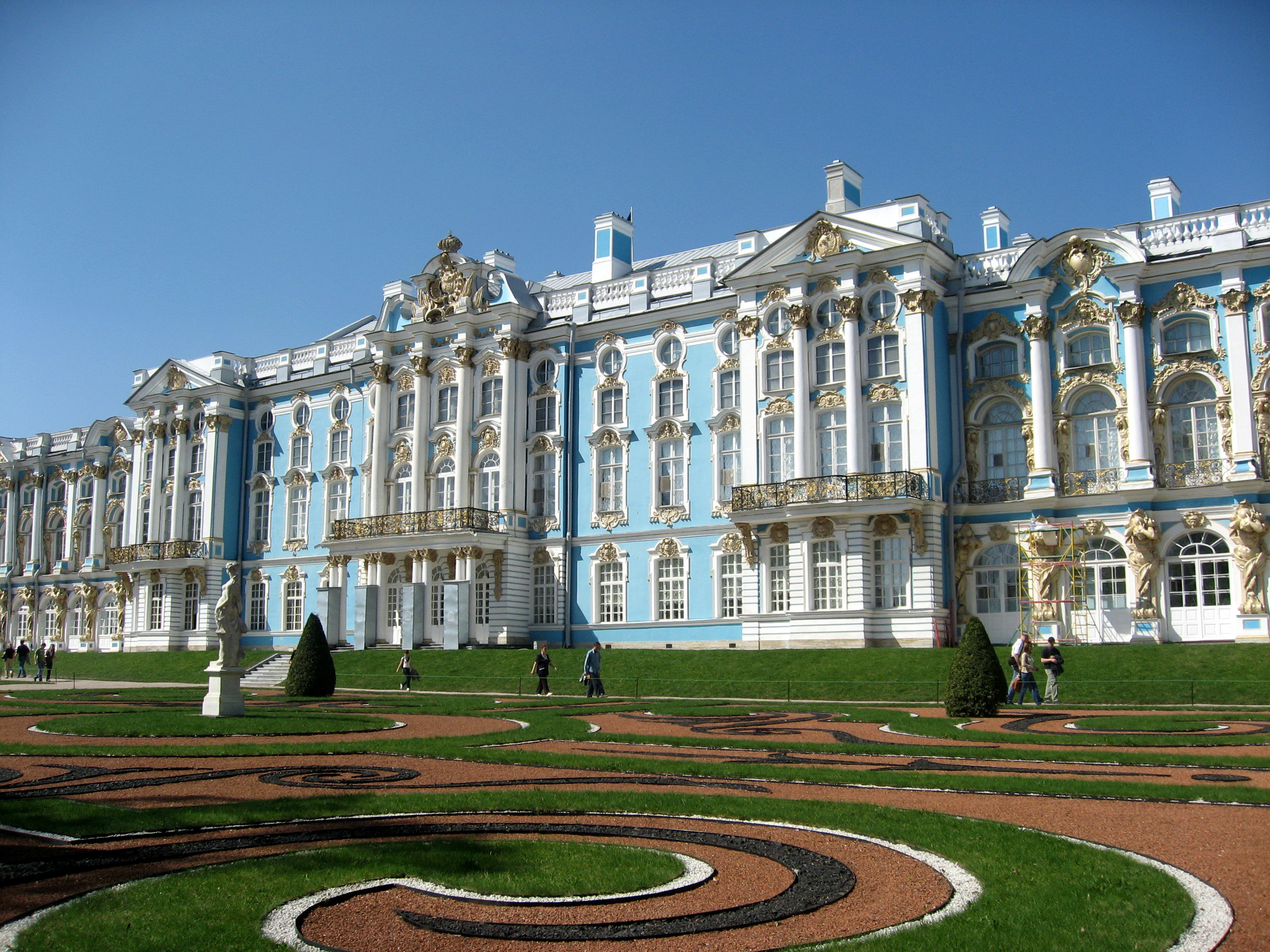
Palazzo di Caterina, Russia
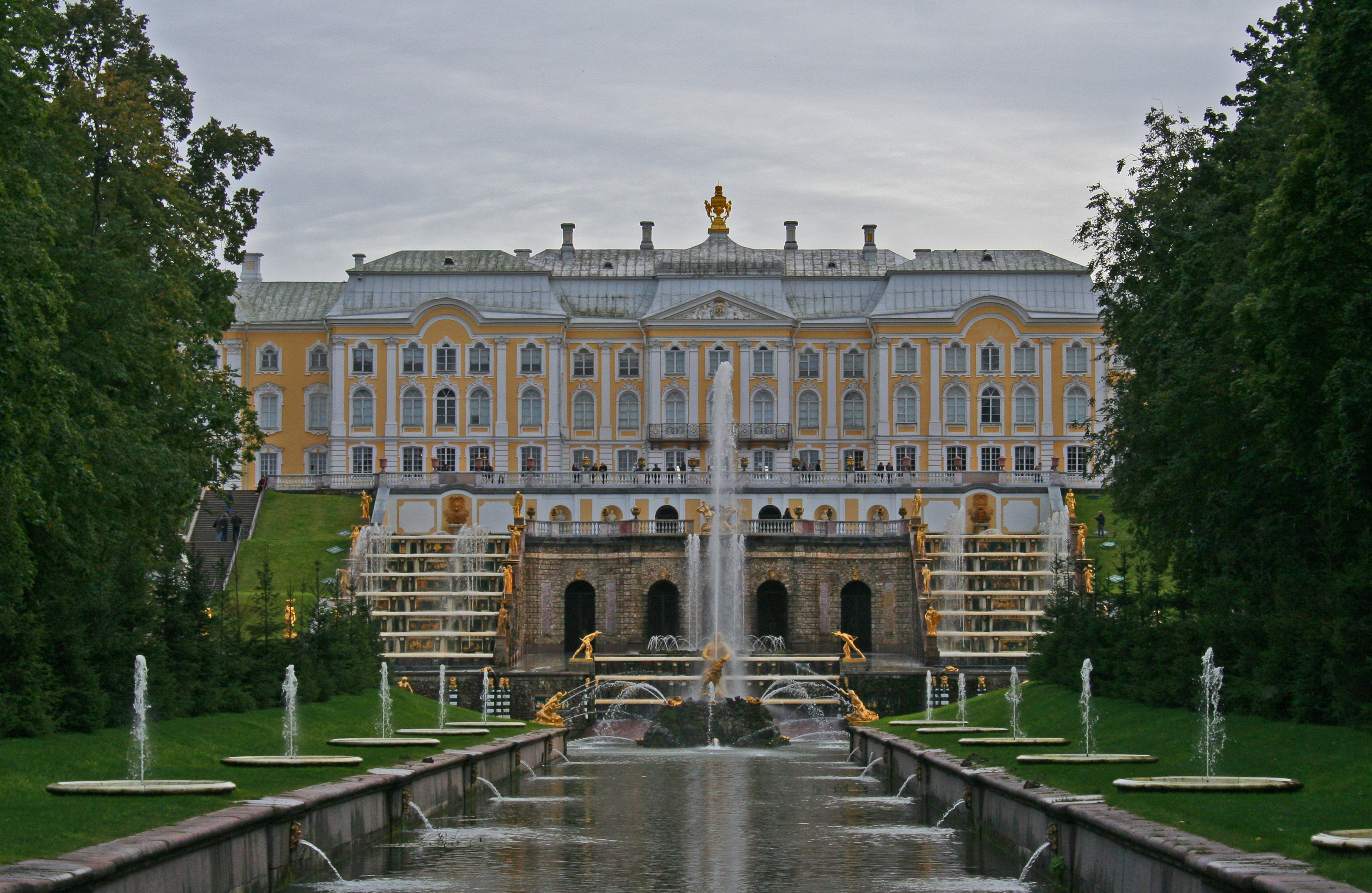
Reggia di Peterhof
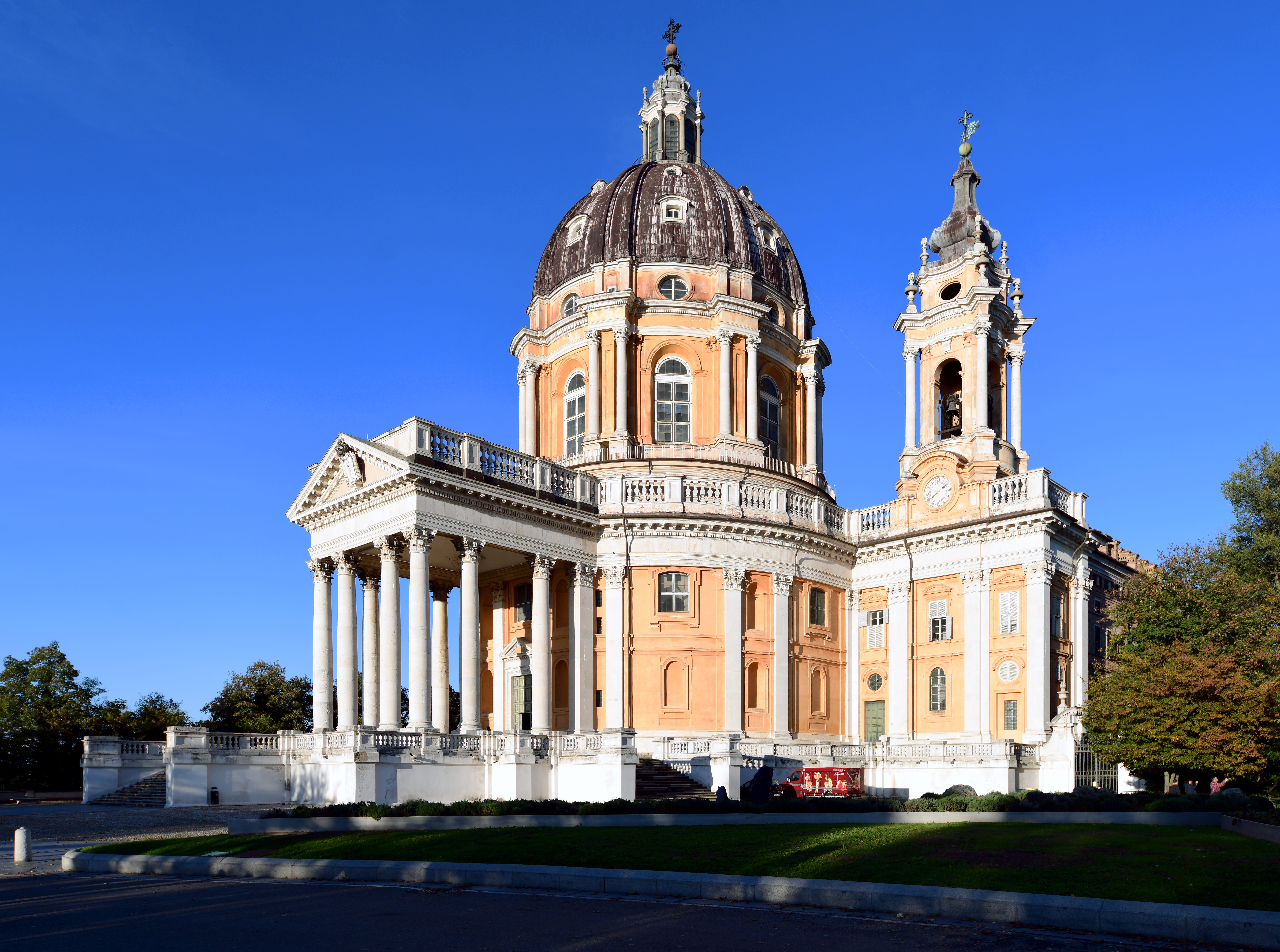
Basilica di Superga, Torino